# Chili
Vous lisez un « article de qualité » labellisé en 2007.
Pour les articles homonymes, voir Chili (homonymie).
Pour l’article ayant un titre homophone, voir Chilly.
République du Chili
(es) República de Chile 
Le Chili, en forme longue la république du Chili (en espagnol Chile et República de Chile), est un pays d’Amérique du Sud partageant ses frontières avec le Pérou et la Bolivie au nord et avec l’Argentine au nord-est, à l'est et au sud-est. Tout son territoire forme une étroite bande continentale allant du désert d'Atacama, au nord, jusqu'au cap Horn, au sud, étant exclusivement bordé par l'océan Pacifique sur sa façade ouest. L'île de Pâques, située à 3 000 km à l'ouest de Valparaíso dans l'océan Pacifique, fait partie du Chili depuis 1888. De même, le Chili possède depuis 1935 l'archipel Juan Fernández situé à environ 700 kilomètres à l'ouest du pays abritant la célèbre île Robinson Crusoé. La superficie totale du pays est de 756 102 km2. La capitale du Chili est Santiago. Les autres villes importantes sont le grand port maritime de Valparaíso, la célèbre station balnéaire de Viña del Mar et la ville industrielle d'Antofagasta. Punta Arenas est la plus grande ville des terres australes du continent américain.
Le Chili fait partie des pays dits du Cône Sud et parmi les pays d'Amérique latine, il est celui où la culture européenne est la plus affirmée, avec l'Argentine et l'Uruguay. Le Chili est le pays le plus développé d'Amérique latine (en 2021, son indice de développement humain était de 0,855). C'est également, en 2010, le pays le moins corrompu d'Amérique latine, et l'un des plus démocratiques. La langue officielle est de fait l’espagnol, mais sont aussi parlées des langues amérindiennes comme le runa simi, le mapudungun ou l’aymara, et une langue polynésienne, le rapanui sur l’île de Pâques.
Le Chili possède l’une des cinq écorégions méditerranéennes du monde ; ses hivers tempérés et ses étés secs et chauds offrent des conditions idéales pour l’agriculture et autres activités de production[pertinence contestée]. Le pays est cependant fortement menacé par le changement climatique et a perdu au moins 37 % de ses ressources hydriques depuis le début des années 1990[pertinence contestée].
Le Chili est membre de l'OEI, du G15, du groupe de Cairns et de l'OCDE.

## Étymologie
De nombreuses hypothèses ont été émises sur l’origine du nom du pays. Selon l’une d’entre elles, les conquistadors installés au Pérou appelaient la région australe valle de Chile. De nombreux noms propres hispanisés proviennent de noms locaux de fleuves et rivières (Pérou pour río Virú, Lima pour río Rimac). Il se peut que le nom du pays soit lié à celui de la rivière qui traverse la ville d'Aréquipa au sud du Pérou, le río Chili. Selon Juan Ignacio Molina, le nom viendrait de trih o chi, expression utilisée pour désigner un oiseau ayant des taches jaunes sur ses ailes. Selon l’historien Ricardo Latcham, le nom viendrait d’un groupe d’Amérindiens (les Mitimaes) capturé par les Incas, qui provenait d’une région du Pérou où il existait un fleuve portant ce nom.
Une autre théorie anonyme soutient que l’origine est aymara car l’Inca Tupac Yupanqui avait donné ce nom aux terres conquises au sud de l’empire inca, jusqu’à la vallée de l'Aconcagua (signifiant « gelé » ou « confins » en aymara).
Cependant, le nom du pays n’a aucun rapport avec le mot espagnol chile qui désigne le piment.
Un décret, pris le 30 juillet 1824 sous le gouvernement du directeur suprême Ramón Freire, établit officiellement le nom « Chile » celui du pays.

## Histoire

### Période précolombienne
Des recherches montrent que les premières populations ayant habité le pays seraient arrivées vers 35 000 av. J.-C., période du Pléistocène pour le site préhistorique de « Monte Verde I » et vers 15 000 ans av. J.-C. pour le site de « Monte Verde II » (fin du Pléistocène et début de l'Holocène, vers la fin du Paléolithique supérieur). Le Chili préhispanique était peuplé par divers peuples amérindiens qui s’étaient installés à la fois dans la cordillère des Andes et sur la côte. Dans la zone nord du pays, les Aymaras et les Atacaméniens commencèrent vers le XIe siècle de notre ère à cultiver la terre à la façon des Incas (culture en terrasse à flanc de montagne avec diverses canalisations). Au sud de l’Aconcagua, des communautés sédentaires Mapuches étaient installées. Dans la zone australe du pays, divers peuples amérindiens ont vécu, comme les Chonos, les Tamanas, les Alacalufs et les Onas. Dans l’île de Pâques se développa une culture polynésienne éteinte de nos jours. Au XVe siècle, les Incas ont pris possession du territoire de l’actuel Chili jusqu’au fleuve Maule. Les Mapuches réussirent à stopper l'avancée des Incas à l'issue de la bataille de Maule.
Côté Pacifique, différentes cultures et peuples coexistaient : Aymaras, Changos, Chinchorros, Atacamas et Diaguitas dans le Nord ; Picunche, Mapuche, Huilliche et Pehuenche dans les régions centrale et méridionale ; et Chonos, Onas, Yaganes et Alakalufs dans la Patagonie et la Terre de Feu. Les Mapuche représentent le plus grand groupe ethnique.

Distribution des populations indigènes précolombiennes au Chili.

### Colonisation hispanique

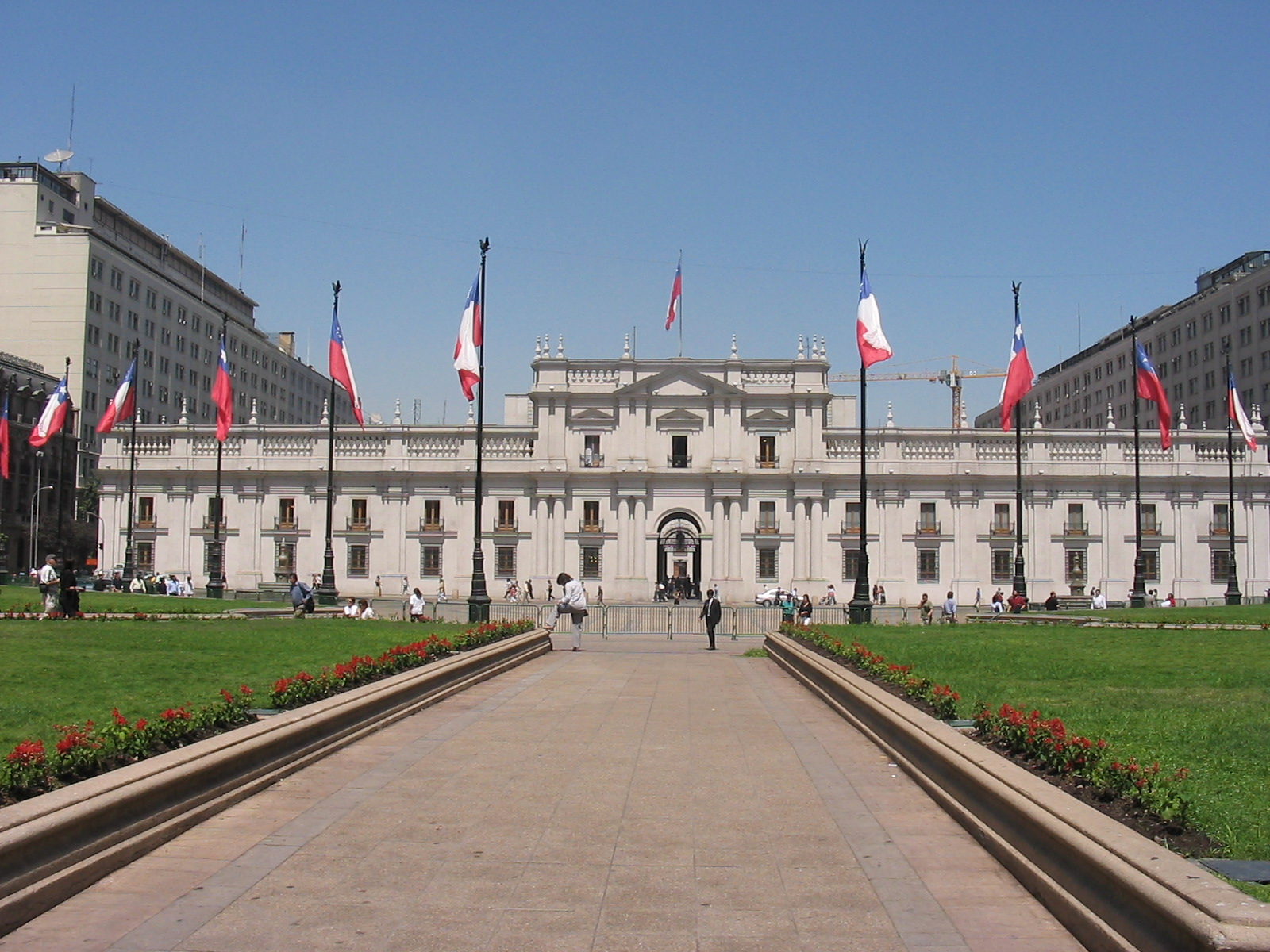
Palais présidentiel de La Moneda, construit de 1776 à 1817.

En 1520, Fernand de Magellan est le premier explorateur européen à mettre pied sur le territoire de l’actuel Chili après avoir découvert le détroit qui porte actuellement son nom. En 1535, les conquistadores espagnols tentent de conquérir le territoire de la valle de Chile en combattant les Incas. L’expédition de Diego de Almagro est un échec. Celle de Pedro de Valdivia et Inés Suárez effectuée en 1536 est plus convaincante. Valdivia fonde une série de villages comme Santiago de Nouvelle Estremadure le 12 février 1541 ou Valdivia en 1545.
Valdivia commence une laborieuse campagne militaire contre les Mapuche. C’est la guerre d'Arauco qu’Alonso de Ercilla relate avec passion dans son œuvre La Araucana (1569-1589). Pedro de Valdivia meurt en 1553 à la suite d’une insurrection des Mapuches.
En 1683, l’esclavage est aboli et cela permet d’établir des relations plus sereines entre les colons et les Mapuches. Par la suite, divers affrontements ont lieu jusque vers le milieu du XIXe siècle pour la possession de terres les plus australes. Durant une longue période, le fleuve Biobio marque la frontière entre le gouvernement colonial et les territoires mapuches.
La capitainerie générale du Chili (également connue sous le nom de Reino de Chile) est à l’époque la colonie la plus australe de l’empire espagnol. Du fait de sa position géographique, c’est une colonie stratégique, protégeant le détroit de Magellan et une colonie économique dont les ressources naturelles étaient extraites pour le compte de la vice-royauté du Pérou.

### Indépendance et gains territoriaux

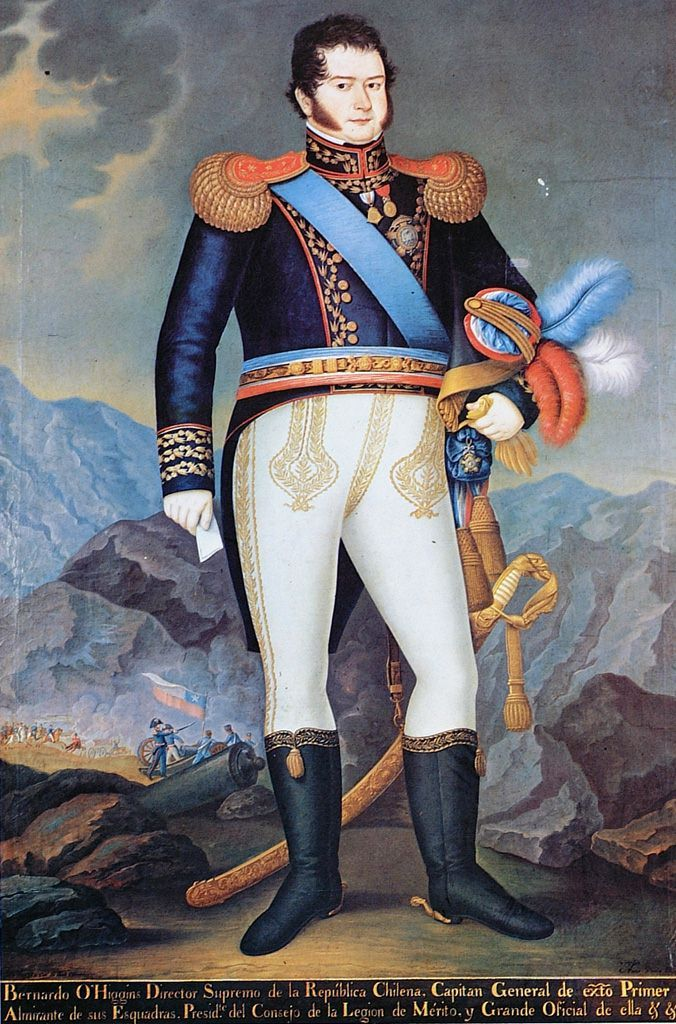
Bernardo O'Higgins, premier chef d'État du Chili 1817-1823.

Le 18 septembre 1810, un groupe indépendantiste profite des invasions napoléoniennes en Espagne pour initier un processus d'autodétermination et constituer une junte. Commence ainsi une période connue sous le nom de Patrie ancienne, qui va durer jusqu'au désastre de Rancagua en 1814, quand les troupes royalistes reprennent le contrôle du territoire. Les troupes indépendantistes comptant 6 514 soldats se réfugient alors à Mendoza, unissant leurs forces aux troupes de la province d’Argentine qui comptaient 2 600 soldats, formant ainsi l'armée des Andes. Cette dernière libère le Chili après la bataille de Chacabuco, le 12 février 1817. L'année suivante, l'indépendance du Chili est déclarée et le pays est placé sous l'autorité de Bernardo O'Higgins qui prend le titre de Commandeur Suprême.
Celui-ci entame des réformes qui provoquent un mécontentement de l'aristocratie, ce qui l'oblige à abdiquer en 1823. Durant dix ans, le Chili est soumis à une série de réformes qui tentent de donner une organisation au pays. Son ex-ministre des relations extérieures Mariano Egaña, ambassadeur dans plusieurs pays d'Europe, négocie la reconnaissance officielle par Londres et un grand emprunt. Comme le Pérou, la Bolivie, Mexique, ou la Colombie, le pays fait appel à la Bourse de Londres pour financer des sociétés minières : des centaines de techniciens anglais traversent l'océan, avec leur machine à vapeur, pour les moderniser.
Après une série de victoires des conservateurs, avec la révolution de 1829, une période de stabilité commence. Elle est appelée République conservatrice. Le ministre Diego Portales est alors le principal protagoniste de l'organisation du pays grâce à la Constitution de 1833. Peu à peu, le pays commence à étendre son influence sur le continent tant au nord qu’au sud. L'économie commence à décoller avec la découverte de minerais d'argent de Chañarcillo et la croissance des échanges commerciaux à partir du port de Valparaíso.

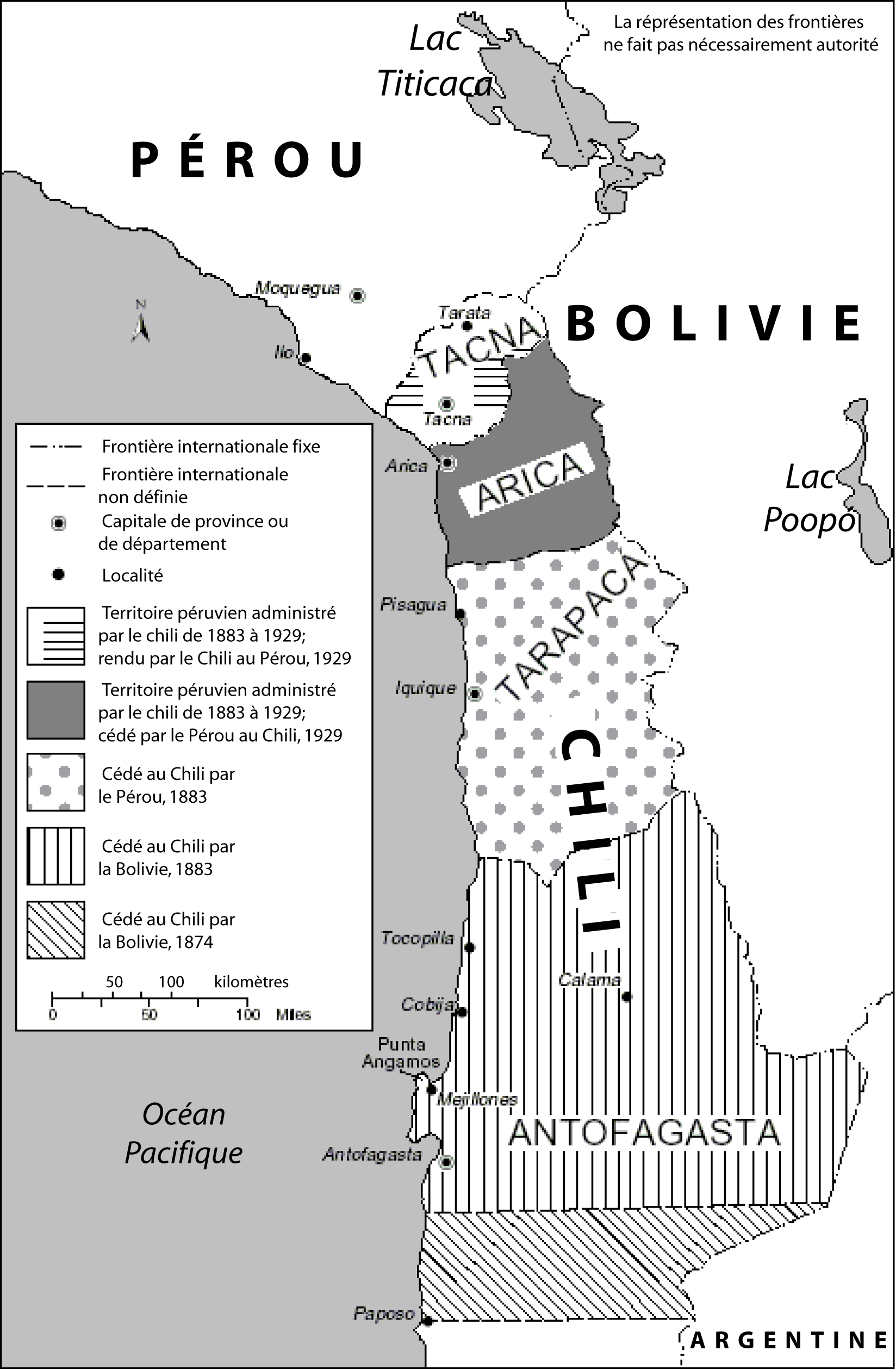
Gains territoriaux chiliens dans le désert d'Atacama au XIXe siècle et au début du XXe siècle.

Cette source de prospérité entraîne un conflit avec le Pérou, pour la suprématie maritime sur le Pacifique. La formation de la Confédération péruvienne et bolivienne est considérée comme une menace pour la stabilité du Chili. Ainsi, Portales déclare la guerre qui se termine avec la victoire de la bataille de Yungay en 1839 et la dissolution de la Confédération. Au même moment, le pays tente de prendre le contrôle des régions australes. Il étend son territoire en Araucanie et colonise Llanquihue, Osorno et Valdivia en faisant venir des colons allemands. La région de Magellan est incorporée en 1843 et la zone d’Antofagasta commence à être habitée.
Après trente ans de gouvernement conservateur (1831-1861) commence une période où le parti libéral (parti de gauche) prend possession du pouvoir. À ce moment-là, la croissance économique est très forte, grâce notamment à l'exploitation par les Chiliens et les Britanniques du salpêtre dans la zone d'Antofagasta qui appartient à la Bolivie. Cette situation provoque la protestation de la Bolivie. Elle ne trouve pas de solution, même après la signature de plusieurs traités en 1866 et 1871. Le 14 février 1879, le Chili prend possession du port d’Antofagasta, déclarant la guerre à la Bolivie. Le 21 mai 1879 a lieu le combat naval d'Iquique.
Le Pérou, quant à lui, a préalablement signé un pacte secret avec la Bolivie en cas de conflit avec le Chili. La guerre du Pacifique (1879-1884) commence. Elle se termine par la bataille de Huamachuco le 10 juillet 1883 et la victoire du Chili. Après ce conflit, le Chili prend possession des zones d’Antofagasta et des provinces de Tarapacá, Arica et Tacna (cette dernière est restituée au Pérou en 1929). Le pays résout par la même occasion le problème de frontière avec l'Argentine en cédant une grande partie de la Patagonie et la Puna de Atacama. Enfin, dans le sud du territoire se termine la guerre d'Arauco avec la « pacification » de l'Araucanie en 1881 et l’intégration de l'île de Pâques en 1888.

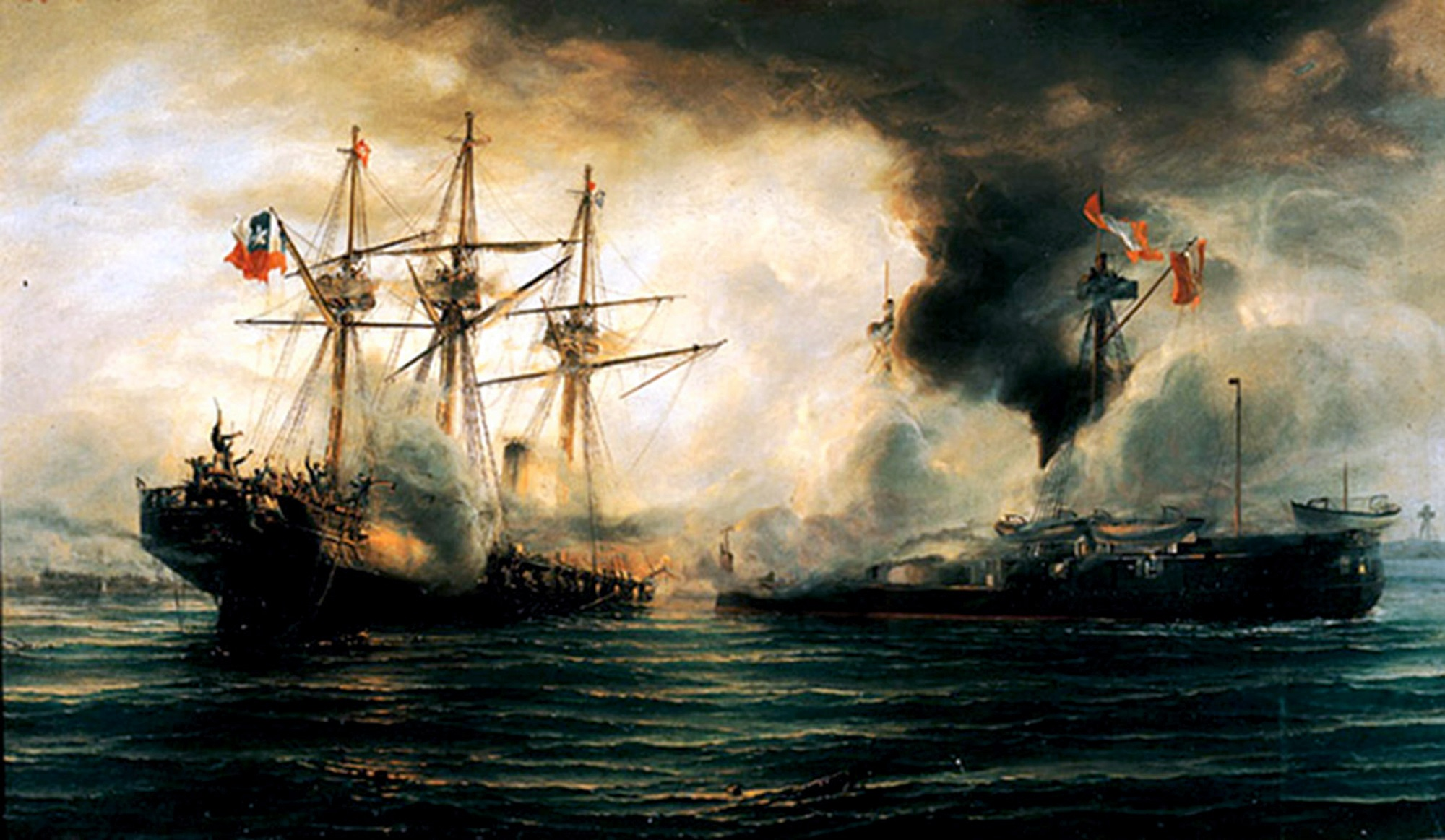
Guerre du Pacifique : combat naval d'Iquique, le 21 mai 1879.

En 1891, le conflit entre le président José Manuel Balmaceda et le Congrès aboutit à une guerre civile. Les congressistes remportent la bataille et mettent en place la République parlementaire.
Les années qui suivent sont marquées par une période de prospérité économique, avec l'ouverture aux investisseurs français dans le domaine minier et portuaire, avec la SMCC. Elles sont aussi caractérisées par une instabilité politique et le début du mouvement prolétaire appelé Cuestión Social. Ce dernier se met en place à cause de la « mauvaise répartition de la richesse ». Après dix ans de pouvoir de l'oligarchie, Arturo Alessandri Palma est élu. Il représente le lien manquant mais provisoire entre une élite et les « chers pauvres » (queridas chusmas en espagnol). Malgré cela, la crise continue et Alessandri renonce au pouvoir après avoir promulgué la Constitution de 1925 qui donne naissance à une République de type présidentiel.
À partir de 1903, face aux grèves et aux mouvements de protestation, le gouvernement, préoccupé par le maintien de l’ordre social, répond aux revendications ouvrières par des massacres successifs. En 1907, des grèves massives sont déclenchées par les ouvriers du salpêtre de la province de Tarapacá, qui demandent à être payés en monnaie légale et non pas en bons émis par les entreprises qui ne peuvent être échangés que contre des produits disponibles dans les commerces de ces mêmes entreprises à des prix plus élevés que sur le marché. Les ouvriers se rassemblent dans la ville d'Iquique afin d'y négocier avec des représentants du patronat, tandis que le président Pedro Montt envoie des troupes. À la suite de négociations infructueuses, l'armée ordonne aux grévistes de quitter la ville, ce que ces derniers refusent. Le 19 décembre, des tirs de mitrailleuses et de fusils sont dirigés vers la foule et les troupes capturent de six mille à sept mille personnes, dont certaines seront exécutées. Le gouvernement ne reconnait que 126 morts mais des estimations portent ce nombre à plus de 3 000.
Le mouvement ouvrier s'organise dans les années 1910 avec la création du Parti ouvrier socialiste en 1912, de la Fédération ouvrière régionale du Chili en 1913 ; et la branche chilienne de l'Industrial Workers of the World en 1919.

### XXesiècle: instabilité politique et coups d’État

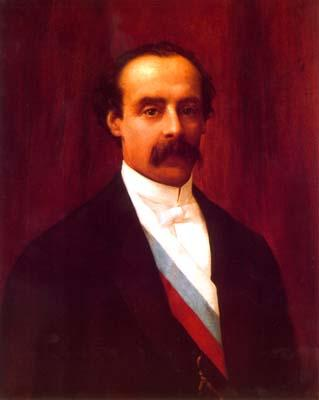
José Manuel Balmaceda.

La baisse de la demande de nitrate et les premières luttes ouvrières causées par de mauvaises conditions de travail créent un climat d’instabilité sociale et politique au cours des années 1920. Le président Arturo Alessandri entreprend des réformes sociales et promulgue la Constitution de 1925. Mais la crise mondiale de 1929 plonge le Chili dans la récession et l’agitation sociale. Les gouvernements se succèdent ainsi que les coups d’État. Carlos Ibáñez del Campo devient président de facto en 1927, suspend les élections et gouverne par décrets, tout en envoyant en exil son rival Marmaduque Grove, qui avait participé avec lui au coup d'État de 1925. Les conséquences de la Première Guerre mondiale (où le pays s’est déclaré neutre), la mauvaise politique économique et les moyens utilisés pour amoindrir les effets de la Grande Dépression ont eu des conséquences sur le salpêtre, produisant ainsi une crise économique au cours de laquelle le Chili subit une forte récession économique.
Ibáñez démissionne en 1932 et l’instabilité politique s’accentue par un coup d’État qui donne naissance à la république socialiste du Chili qui dure seulement douze jours avant qu’Alessandri reprenne le pouvoir et redresse l’économie. L’arrivée d’Alessandri a pour effet d’amoindrir les tensions entre les partis politiques. Il y a aussi une crise sociale ; de nouveaux acteurs exigent des transformations dans la façon de gouverner le pays. Pedro Aguirre Cerda est élu président en 1938 grâce à une alliance (le Front populaire) qui s’oppose à l’élite au pouvoir. Des réformes sociales et politiques font du Chili un des pays les plus avancés du point de vue de la législation et de la protection sociale. Le cuivre remplace peu à peu le nitrate dans l’économie nationale (à cause de la demande mondiale et surtout en raison de la découverte de la mine de Chuquicamata). Le pays s’industrialise progressivement, et le nombre d’ouvriers augmente.

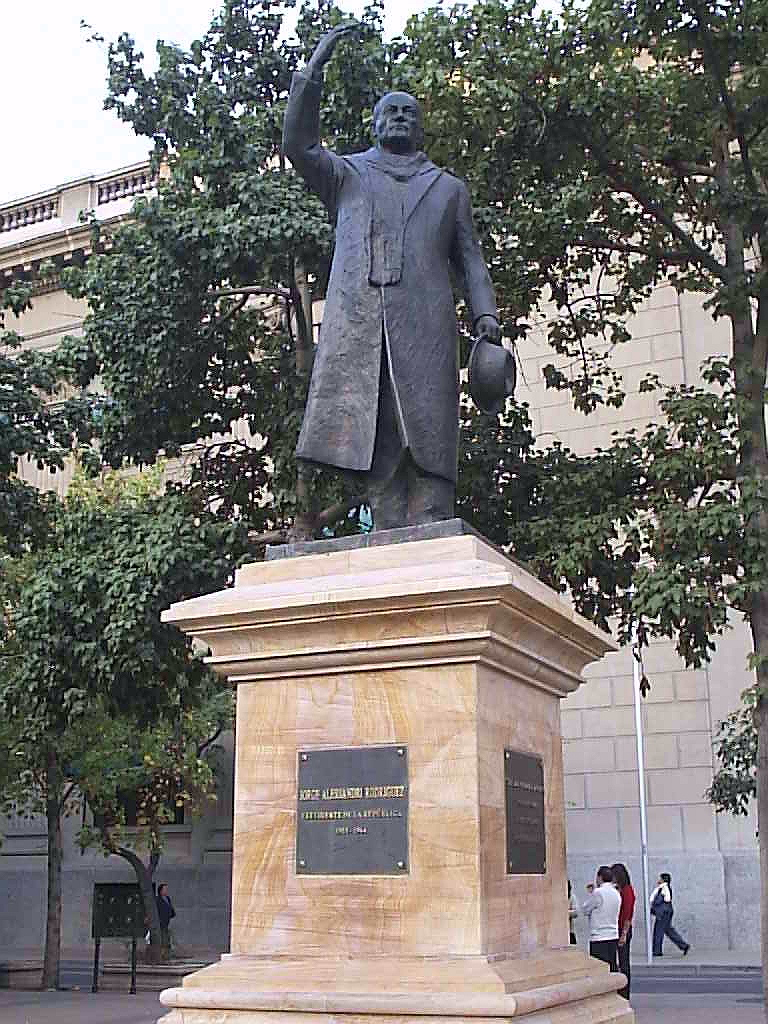
Statue de Jorge Alessandri Rodríguez.

Le gouvernement de Aguirre Cerda réussit divers changements, principalement économiques, en posant les bases de l’industrialisation chilienne à travers la création de la CORFO. Il entraîne toutefois une période de radicalisme. Au niveau géopolitique le pays réclame le Territoire chilien de l’Antarctique. Les réformes s’arrêtent brutalement avec la mort du président en novembre 1941, durant la Seconde Guerre mondiale. Juan Antonio Ríos, son successeur, doit affronter l’opposition et les pressions des États-Unis pour entrer en guerre contre les pays de l'Axe ; la déclaration de guerre est signée le 20 janvier 1943. En 1946, avec l’appui du Parti communiste, le radical Gabriel González Videla est élu Président. Cependant, le début de la guerre froide amène à interdire le Parti communiste au moyen de la loi de la Défense permanente de la Démocratie (Ley Maldita). En 1952, Carlos Ibáñez del Campo reprend le pouvoir — cette fois-ci au moyen d’une élection —, mais il perd la faveur de la population en raison de la mise en place de réformes libérales.
En 1958, l’indépendant de droite Jorge Alessandri est élu. Il doit affronter les conséquences du Tremblement de terre de Valdivia de 1960, le plus fort jamais enregistré, ainsi que l’organisation de la Coupe du monde de football 1962. S’établit alors le système de[s] los tres tercios (trois tiers) composés par la Droite, le Parti démocrate-chrétien et la Gauche du Frente de Acción Popular. Craignant une victoire de la gauche, la droite soutient le démocrate chrétien Eduardo Frei Montalva qui est élu en 1964. Le président tente de réaliser la Revolución en Libertad (La Révolution en Liberté) au travers de nombreuses réformes comme la Réforme agraire et la chilénisation du cuivre (appropriation par des Chiliens de mines appartenant auparavant aux États-Unis). À la fin de son mandat, la tension politique produit une série d’affrontements. L’obstruction de la droite au Congrès augmente.

#### Gouvernement de Salvador Allende

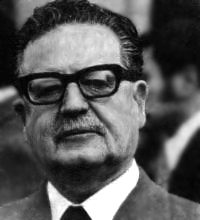
Le président Salvador Allende

Les États-Unis n'interviennent pas directement dans la campagne électorale, même si la candidature du conservateur Jorge Alessandri est soutenue par la compagnie International Telephone and Telegraph (ITT) (environ 350 000 dollars américains). Il n’y a pas de comparaison possible avec ce que les entreprises ont donné durant la campagne de Frei, quand il existait une assistance électorale.
Le 4 septembre 1970, le candidat de l’Unité populaire, Salvador Allende, arrive en tête de l’élection présidentielle avec 36,6 % des suffrages et devance le conservateur Jorge Alessandri (34,9 %) et le démocrate chrétien Radomiro Tomic (27,8 %). Allende, ancien ministre de la santé et ancien président du sénat, avait déjà été candidat à trois reprises. Cette élection à un seul tour doit être confirmée par le Congrès dominé par les démocrates chrétiens et les conservateurs, puisque le candidat arrivé en tête n'a pas obtenu la majorité absolue. Le 24 octobre 1970, les socialistes obtiennent des démocrates chrétiens l’investiture d’Allende en échange de la promesse de respecter les libertés et la légalité. Les alessandristes ont peur du gouvernement socialiste, alors que les allendistes et les démocrates-chrétiens expriment leur joie dans la rue.
Devenu ainsi le premier président élu démocratiquement sur un programme socialiste et disposant d'une majorité parlementaire grâce au soutien des démocrates-chrétiens, Allende intensifie les réformes de son prédécesseur. Les mines de cuivre (qui représentent les trois quarts des exportations) avaient été nationalisées à 51 % par Eduardo Frei Montalva, Allende exproprie la partie restante sans indemniser les compagnies américaines. Il accentue sensiblement la politique de redistribution des terres en faveur des paysans pauvres. Beaucoup d'autres entreprises sont réquisitionnées ou nationalisées (dont neuf banques sur dix) et le plan de grands travaux publics fait chuter le chômage. Le gouvernement Allende met en place des mesures sociales comme l'augmentation des salaires, la mise en place d'un programme de construction de logements ouvriers et la distribution gratuite de lait pour les enfants.

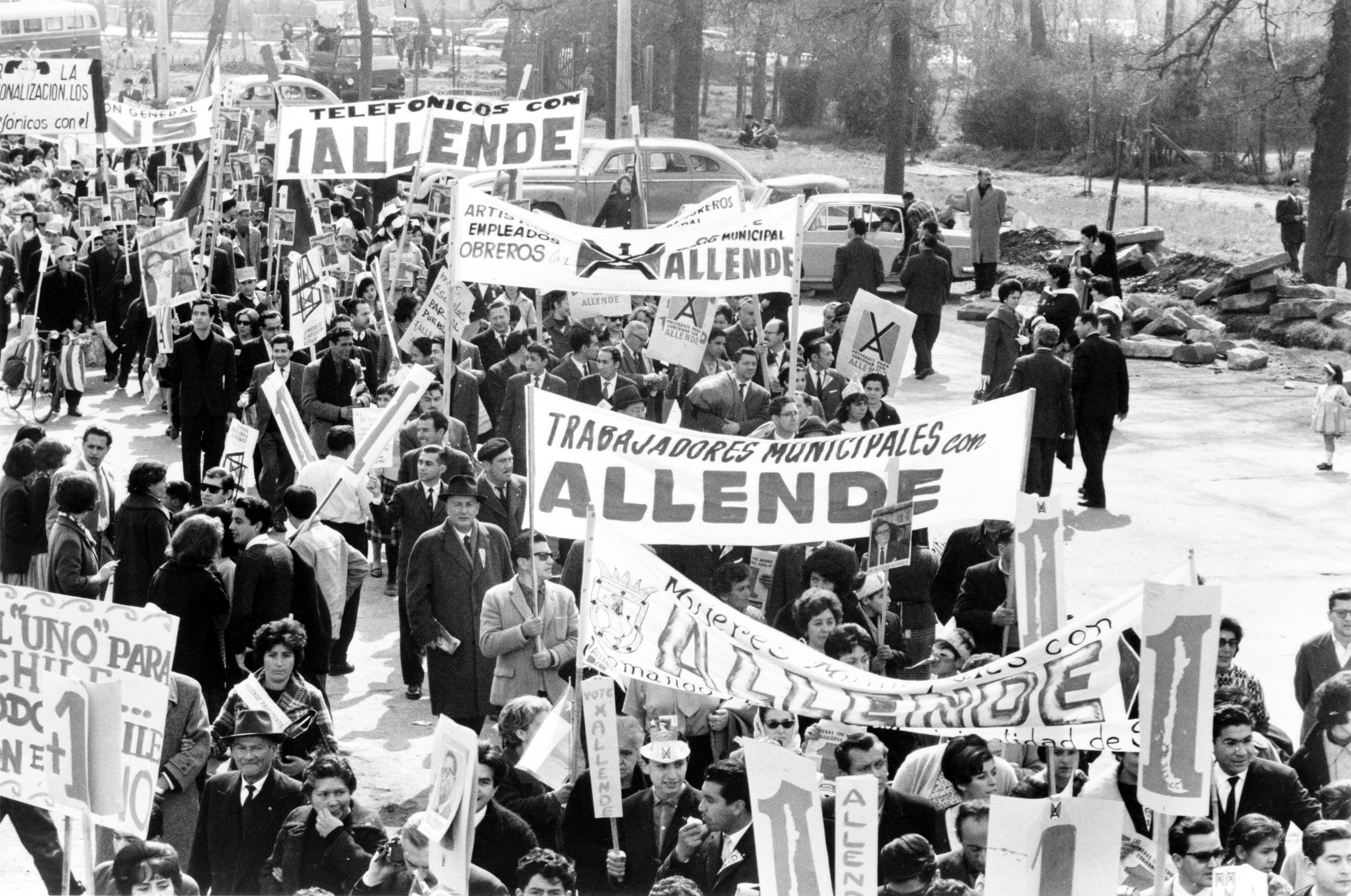
Manifestation soutenant le gouvernement d'Allende.

Les résultats économiques de la première année au pouvoir d'Allende « apparaissent assez satisfaisants » : le PIB progresse d'abord fortement (+8 % en 1971), le chômage et l'inflation diminuent ; le succès est cependant « trompeur ». Les deux années suivantes vont être catastrophiques. L'inflation explose (508 % entre décembre 1972 et décembre 1973), le PIB se contracte (-4,3 % et -3,6 % en rythme annuel) et la valeur de la monnaie chilienne chute. La politique monétaire trop expansionniste et la chute du prix du cuivre d'environ un tiers de 1970 à 1972 sur les marchés mondiaux sont en grande partie responsables de ces résultats, accentués par la déstabilisation de l'économie par des opposants,. Le gouvernement tente d'enrayer la crise en fixant les prix des denrées, ce qui provoque un développement du marché noir et des pénuries. En 1972 commencent les marches des casseroles vides par lesquelles les ménagères expriment qu'elles n'ont plus rien à cuire.
En mars 1973, les démocrates chrétiens et les conservateurs présentant une liste unique obtiennent 55,6 % des voix aux élections législatives. Malgré une amélioration de son score électoral (44,1 %), l’Unité populaire d’Allende est minoritaire et le budget annuel 1973 n'est pas voté. Allende est cependant à l'abri d’une destitution, l’opposition ne réunissant pas les deux tiers des voix et des sièges ; il décide alors de reconduire le budget de 1972 pour l'année 1973 par décret ; cette disposition légale, mise en place sous le gouvernement socialiste de Marmaduque Grove de 1932, lui permet de se passer de l'accord du Parlement.
Allende tente aussi d'obtenir le soutien actif de la population ; des milices ouvrières se constituent dans les villes et les campagnes pour entretenir la légitimité révolutionnaire du gouvernement. L'opposition conservatrice et les démocrates chrétiens, incapables de bloquer les décisions d'Allende du fait de la marginalisation du parlement, mobilisent à leur tour la rue. Ils organisent ou apportent leur contribution à une série de révoltes et de manifestations (la plus célèbre étant la grève des camionneurs), qui paralysent le pays alors que son économie est déjà très affaiblie par les réformes d'Allende. Dans le même temps, on assiste à la montée en puissance de groupes paramilitaires d'extrême-droite et le pays vit une guerre civile larvée où s'opposent les milices d'extrême gauche (MIR) à ces dernières.
Lorsque durant l'été 1973 de multiples grèves et des insurrections menacent la stabilité du pays, Allende, paraphrasant John F. Kennedy, déclare que « ceux qui s'opposent à une révolution pacifique rendent celle-ci inévitablement violente ». Le 23 août 1973, le président Salvador Allende, nomme Pinochet général en chef des armées à la suite de la démission de Prats, qui lie sa décision aux nombreuses manifestations féminines contre le gouvernement.

##### Rôle des États-Unis
Henry Kissinger, le Secrétaire d'État de Richard Nixon, avait déclaré dans un discours prononcé à l'occasion de l'élection de Salvador Allende : « Je ne vois pas pourquoi il faudrait s'arrêter et regarder un pays devenir communiste à cause de (due to the) l'irresponsabilité de son peuple. »
Les États-Unis cherchent à affaiblir Allende. Les crédits accordés par les Américains au Chili passent de 300 à 30 millions de dollars et si, dans le même temps, l'aide des pays socialistes et européens sur-compense cette perte (600 millions de dollars de nouveaux crédits), le Chili demeure très dépendant des États-Unis (notamment pour des pièces détachées) et les répercussions néfastes de cette politique sont nombreuses.
La CIA est également active, elle disposera sur ces trois années d'un budget de sept millions de dollars pour soutenir l'opposition à Allende. Elle l'emploie principalement à aider les partis politiques (démocrates-chrétiens et conservateurs, qui recevront la moitié de l'aide), les journaux anti-Allende (El Mercurio, à l'époque le plus grand quotidien du pays, bénéficiera à lui seul d'un cinquième de l'aide) et dans une moindre mesure des organisations privées. Les groupes paramilitaires d'extrême-droite sont en revanche délaissés, Patria y Libertad ne reçoit que 1 000 dollars entre 1970 et 1971 puis plus rien. Les autorités américaines rechignent à aider les grévistes anti-Allende. La proposition d'un soutien a été abordée plusieurs fois au sein du Comité 40 (chargé de définir et de contrôler les activités de la CIA) mais elle a toujours été repoussée. Une partie des fonds fournis par la CIA aux partis d'opposition et aux organisations privées aurait néanmoins été détournée par ces derniers pour soutenir les camionneurs,. Réagissant aux nationalisations effectuées par le gouvernement d'Allende, plusieurs firmes américaines dont l'ITT apportent leur concours à cette stratégie.
L'administration Nixon fut enchantée du coup d'État de 1973. Mais, si de nombreuses accusations sont formulées, aucun élément ne permet cependant d’affirmer que les États-Unis ont directement participé au coup d’État proprement dit du 11 septembre 1973. Le rapport de la Commission Church du Sénat des États-Unis, en 1976, a conclu que les États-Unis n'avaient pas eu de rôle direct dans l'événement. Kissinger affirme par ailleurs que les grandes manœuvres américaines étaient terminées à l'époque du coup, ce qui est confirmé par les archives. Peter Kornbluh, chercheur au National Security Archive, qui a participé à une campagne pour la déclassification des archives de la CIA, déclare à Libération : « si les États-Unis n'ont pas directement participé au complot du 11 septembre 1973, ils ont tout fait pour préparer le coup d'État contre Allende ».

#### Dictature de Pinochet

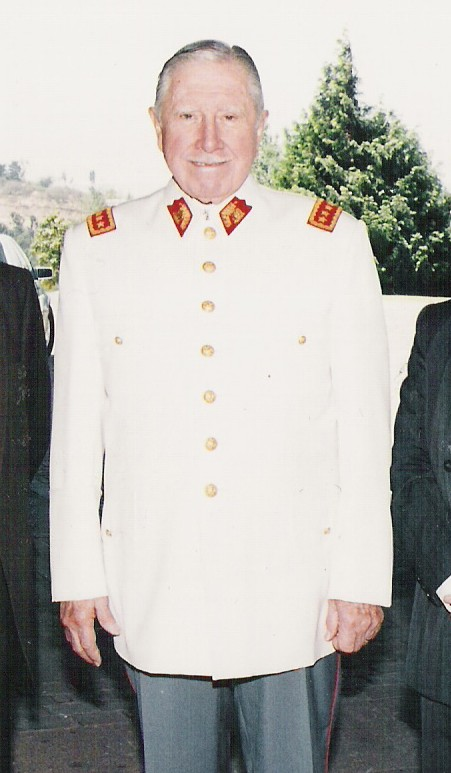
Augusto Pinochet en 1995.

Le 11 septembre 1973, un coup d'État mené par le général Augusto Pinochet, renverse Salvador Allende, retrouvé sans vie dans le palais de la Moneda bombardé par les putschistes. Le rapport d'autopsie ordonné par la commission d'enquête de mai 2011 conclura en juillet 2011 au suicide. Ce coup d’État est accueilli avec soulagement par les conservateurs et certains démocrates-chrétiens, qui espèrent récupérer rapidement le pouvoir. Mais la junte militaire prend le pouvoir et le conservera jusqu’en 1990, imposant une dictature. Elle est dirigée par Augusto Pinochet et est composée des commandants en chef des trois armées et du chef de la police. Ce coup d’État se fait sous le regard des caméras et a un grand retentissement en Europe.
La junte dissout le Congrès national, les conseils municipaux, les syndicats et les partis politiques. La liberté de la presse est abolie, le couvre-feu instauré. Tout ce qui est littérature de gauche est interdit, des centaines de milliers de livres sont brûlés. Les opposants sont arrêtés, torturés, déportés ou exécutés. En dix-sept ans, le régime du général Pinochet est responsable de la mort ou de la disparition d'au moins 2 279 personnes ; sur le million d'exilés durant cette période, plus de 40 000 sont des exilés politiques. Le stade national est transformé en camp de prisonniers à ciel ouvert, des dizaines de milliers de personnes sont arbitrairement incarcérées, des camps de concentration sont mis en place. La DINA, police politique de la dictature, fait disparaître des centaines de personnes.
Pinochet confie l’économie du pays aux théoriciens de l'école de Chicago, les Chicago boys, de jeunes économistes chiliens comme José Piñera et Hernán Büchi, souvent formés à l'Université de Chicago et adeptes des idées de Milton Friedman et d'Arnold Harberger. Après une baisse du PIB de 10 % entre 1973 et 1975, la croissance atteindra 8 % par an entre 1977 et 1980 au prix d'un endettement extérieur et d'une inflation très élevés, et le chômage augmente fortement. Une très grave crise économique touche le Chili entre 1982 et 1985 ; sous l’influence de la hausse mondiale de l'inflation, l’inflation nationale atteint 27,3 % en 1982, et le pays connaît sa pire récession depuis les années 1930. De 1982 à 1984, le PIB baisse de 16 %. La crise provoque une série de protestations de la population contre le régime politique et le libéralisme économique. Le chômage, qui touche en moyenne 18 % de la population active pour l'ensemble de la période du régime militaire, culmine à environ 30 % en 1983,. L’économie du pays revient au vert à partir de 1985, permettant de résorber l'important déficit financier extérieur accumulé à la fin des années 1970 et d'équilibrer les finances publiques, mais les manifestations (« protestas »), réprimées dans le sang, se poursuivent contre la dictature.
Les transformations engagées sont inspirées par la théorie économique libérale. Elles comprennent notamment la privatisation de la plupart des entreprises publiques et la réduction de la taille de l'État, à travers une diminution des dépenses publiques, essentiellement dans les domaines des équipements, des services sociaux et des aides financières. La plupart des banques sont privatisées en 1975. En 1989, le producteur de cuivre Corporación Nacional del Cobre, la société de raffinage de pétrole Empresa Nacional del Petroleo, les entreprises fournissant des services d'infrastructures — aéroports, réseau routier, ports, services d'utilité publique, chemins de fer — et la banque publique Banco del Estado sont les seules entreprises publiques. La période 1973-1989 voit également un recul des droits des travailleurs avec l'interdiction des syndicats et la décentralisation des négociations salariales. Conjuguée avec les revers économiques, l'érosion de la politique sociale conduit à une aggravation des inégalités de revenus et de la pauvreté, cependant que les investissements dans les infrastructures publiques prennent du retard. Par ailleurs, sous l'effet des crises économiques, les salaires réels moyens chutent de 17 % entre 1973 et 1985, ne commençant à se redresser, de 9 %, qu'à partir de 1988-1989.
Selon l'économiste et ancien conseiller d'Allende Orlando Caputo, cette politique économique, dans une ambiance de terrorisme politique, conduit à un recul très important de la part des salaires dans la valeur ajoutée qui baisse de 52 % en 1972 à 37 % en 1973.

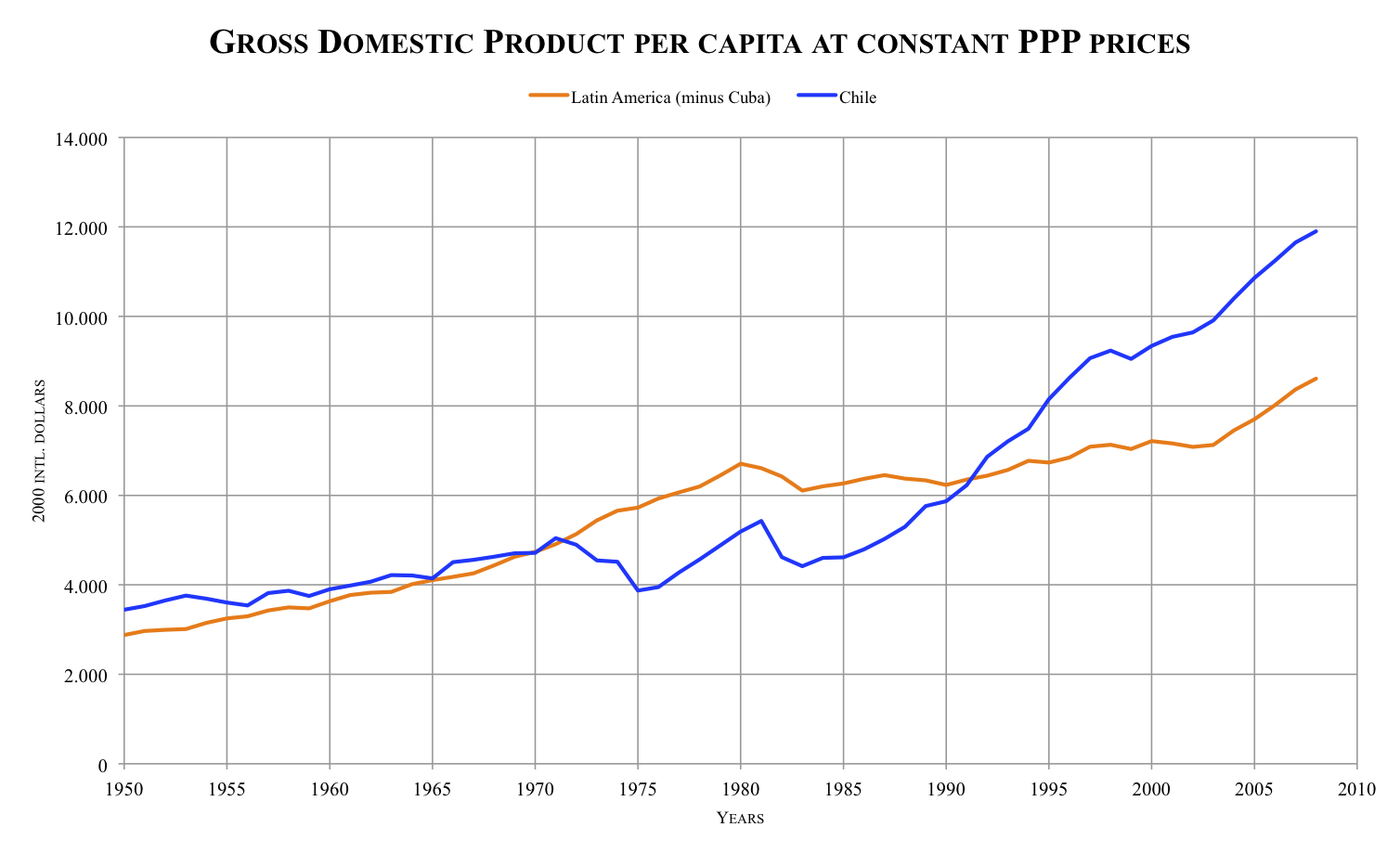
PIB par habitant au Chili 1950-2010.

La crise de 1982-1983 signe l'arrêt momentané du « miracle chilien ». Les salaires réels, jusque-là indexés à l'inflation, diminuent de 10 % et se situent 30 % en dessous de leur niveau de 1970 ; le chômage atteint 30 %, la pauvreté augmente, et les inégalités s'accroissent. À la fin des « années Pinochet », 20 % de la population se partage 80 % de la richesse du pays. Pendant toute la durée de la dictature, la consommation moyenne par habitant n'a jamais retrouvé son niveau de 1972, et on observe une « diminution de la qualité de vie d'une partie importante de la population chilienne ». Cependant, en parité de pouvoir d'achat, le PIB par habitant s'est accru de 50 % entre 1974 et 1990, sous la présidence de Pinochet, puis a doublé entre 1990 et 2005.
Le Chili participe activement à l'Opération Condor visant à éliminer physiquement les opposants aux dictatures militaires. Des partisans de la démocratie, en exil, sont assassinés partout dans le monde : le général Carlos Prats est tué en 1974 en Argentine, l'économiste Orlando Letelier est tué en 1976 aux États-Unis, le démocrate-chrétien Bernardo Leighton est grièvement blessé par un attentat en 1975 en Italie. Le Chili et l'Argentine s'affrontent en 1978 dans le Conflit du Beagle pour la possession de quelques petites îles australes. Ce conflit manque de peu de provoquer une guerre entre les deux pays, le Chili sera le seul pays d'Amérique du Sud à soutenir politiquement le Royaume-Uni durant la guerre des Malouines.
À partir de 1978, la junte militaire entreprend d’établir une constitution remplaçant la Constitution de 1925 qui est considérée par la junte comme la source de la crise institutionnelle. Celle-ci est élaborée par la Commission Ortúzar dirigée par Enrique Ortúzar et Jaime Guzmán. Cette loi fondamentale contenait des dispositions transitoires et devait entrer en vigueur seize ans plus tard. Elle installait Pinochet comme président pour huit ans et prévoyait une période additionnelle de huit autres années de gouvernement militaire, avec un candidat unique désigné par les autorités militaires et qui devait être ratifiée lors d’un plébiscite. Elle remplace le système proportionnel par un système binominal lors des élections et l’établissement d’un second tour dans l’élection présidentielle et instaure un Tribunal constitutionnel chargé de valider les lois. La constitution est approuvée après un plébiscite qui a lieu le 11 septembre 1980. Le scrutin, organisé dans des conditions controversées, donne 67 % pour le Oui. Pinochet est reconduit au pouvoir pour huit ans.
En 1988, Pinochet demande la prolongation de son mandat par référendum mais n’obtient que 44,01 % d’approbation, contre 56 % de votants qui demandent son départ et la fin de la dictature. Il organise alors une transition progressive vers la démocratie (tout en se garantissant une immunité constitutionnelle).

### Retour à la démocratie

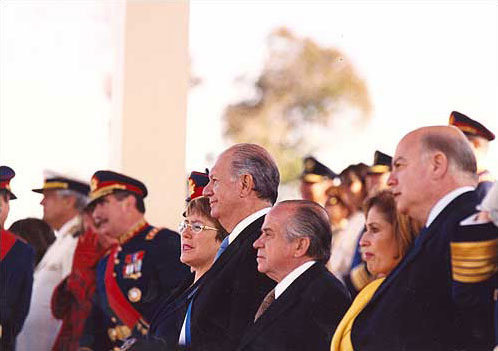
Ricardo Lagos et Michelle Bachelet en septembre 2002.

Après la défaite d’Augusto Pinochet lors du plébiscite de 1988, la constitution est amendée par Pinochet pour provoquer des élections, et faire élire de nouveaux sénateurs, diminuer le rôle du Conseil de Sécurité Nationale et y mettre autant de membres civils que de militaires (quatre membres de chaque ensemble). Beaucoup de personnalités politiques chiliennes considèrent ce Conseil de Sécurité comme des restes du régime autoritaire. Tout est fait pour réformer la constitution.
En décembre 1989 a lieu le premier tour de l’élection présidentielle qui est le point de départ du régime démocratique. Le démocrate chrétien Patricio Aylwin, candidat de la Concertation des partis pour la démocratie (regroupant le Parti Démocrate chrétien, le Parti socialiste, le Parti pour la Démocratie et le Parti radical social démocrate), affronte Hernán Büchi, candidat de la coalition Alianza por Chile (regroupant l'Union démocrate indépendante et Rénovation nationale). En février 1991, la commission Vérité et Réconciliation, établie un an auparavant par Aylwin, informe sur les violations des Droits de l’Homme commises par le régime militaire.

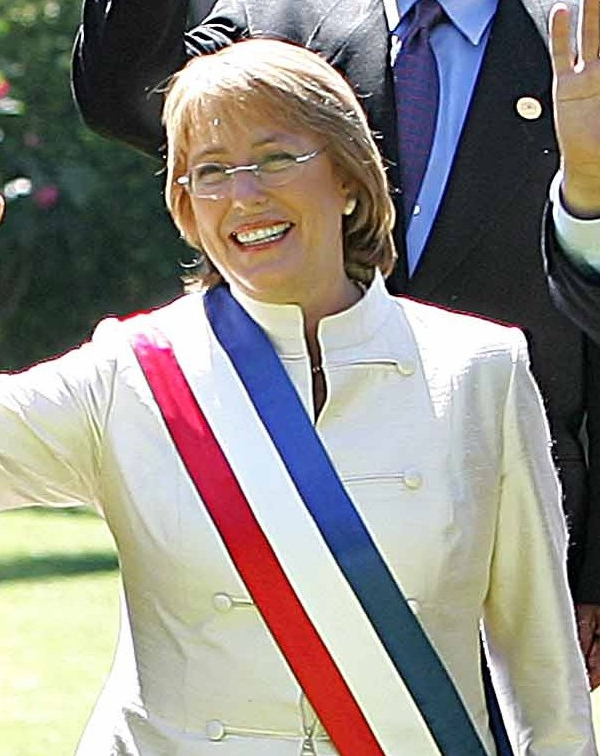
Michelle Bachelet, présidente du Chili en 2006-2010 et 2014-2018.

Le 11 mars 1990, à la suite d'élections démocratiques, Pinochet cède son poste de président de la république au démocrate chrétien Patricio Aylwin, élu à la tête d’une coalition — la Concertación — englobant les héritiers du socialisme d’Allende. Mais Pinochet demeure encore sept ans chef des armées. Patricio Alywin doit remettre en place la démocratie, établir une nouvelle politique nationale, maintenir la bonne santé économique du pays (qui s'améliore sensiblement avec le retour de la démocratie). Enfin, encore plus important pour les Chiliens, l’armée doit reconnaître les violations des Droits de l’Homme commises pendant la dictature. Le 11 mars 1994, Eduardo Frei Ruiz-Tagle devient président de la République. Il est élu grâce à la coalition de la Concertación. Son gouvernement qui dure six ans, se caractérise par la bonne santé économique du Chili grâce à l’ouverture du marché chilien à l’étranger (les années 1990-1997 se caractérisent par une croissance annuelle du PIB de l’ordre de 7 %). Cependant, à la fin de son mandat, une nouvelle crise économique affecte le pays. En 1999, le PIB du Chili régresse même de 0 %, à cause des conséquences de la crise économique asiatique. En octobre 1998, retraité et sénateur à vie, Pinochet est arrêté à Londres, à la suite du dépôt d'un mandat d’arrêt du juge espagnol Baltasar Garzón et mis en résidence surveillée. Ce problème a pour conséquence de raviver les tensions entre les différents partis politiques du pays.
Après une élection assez difficile, Ricardo Lagos devient président en mars 2000 (en étant le troisième président de la Concertación et le premier président socialiste depuis Salvador Allende), dans un climat économique relativement mauvais. Lagos devient populaire car il remet l’économie au vert, met en place de nombreuses réformes comme l’école gratuite et obligatoire jusqu’à 18 ans, légalise le divorce en 2004. De plus, Lagos signe de nombreux traités de libre-échange, principalement avec l’Union européenne et les États-Unis. De retour au Chili, presque deux ans plus tard (en mars 2000), le général Pinochet reçoit un accueil chaleureux de l'armée et de ses partisans rassemblés par milliers le long de la route de l'aéroport à son domicile, alors que des procédures judiciaires sont engagées contre lui.

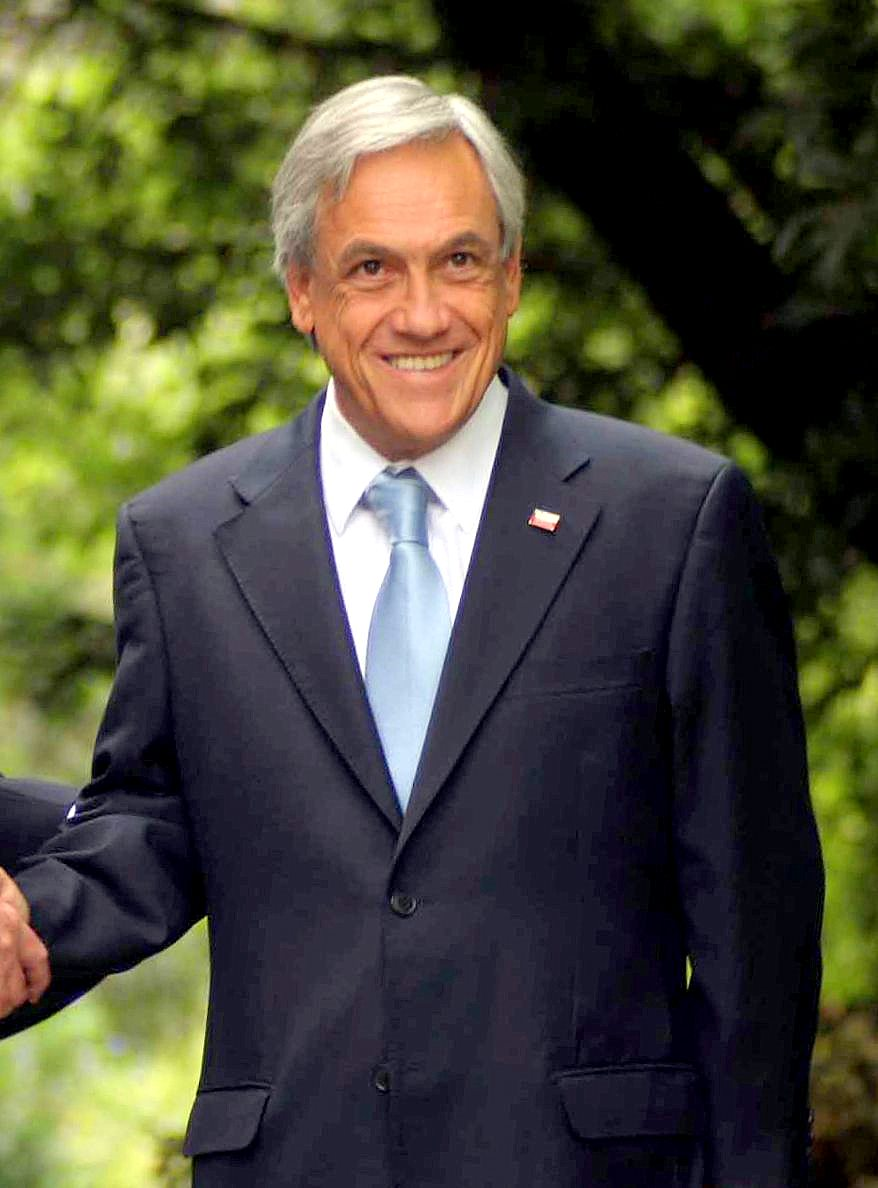
Sebastián Piñera, président du Chili de 2010 à 2014 et de 2018 à 2022.

En 2004, la cour d’appel de Santiago lève l’immunité constitutionnelle d’Augusto Pinochet pour ses responsabilités dans l’opération Condor, un plan des dictatures sud-américaines des années 1970 pour éliminer leurs opposants. En juin 2005, il est finalement relaxé par la cour d’appel. Les recours déposés par les familles de victimes sont jugés « irrecevables ». Cette relaxe est confirmée définitivement le 15 septembre 2005 par la Cour suprême.

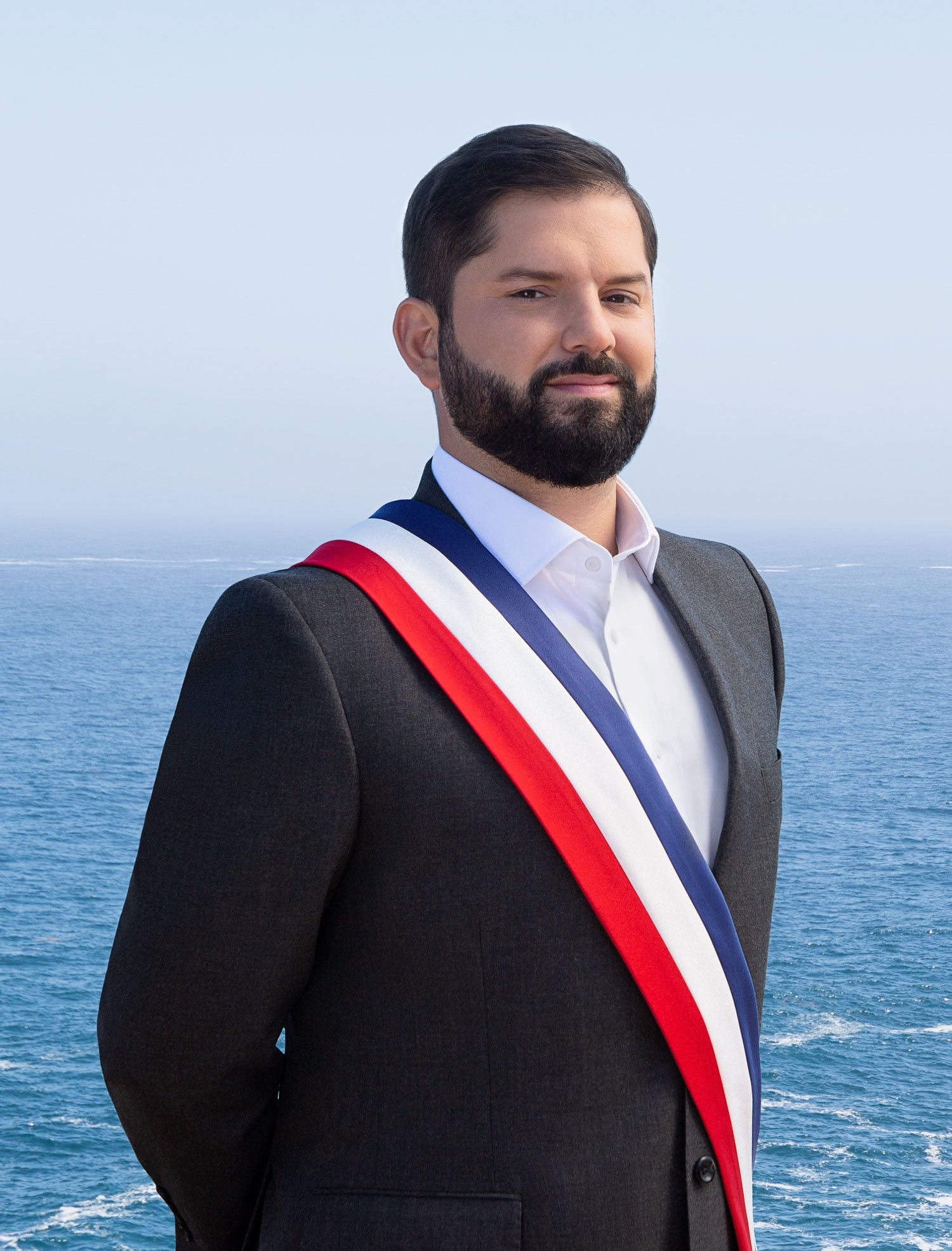
Gabriel Boric président du Chili depuis le 11 mars 2022.

La socialiste Michelle Bachelet est élue au second tour avec 53,5 % des suffrages le 15 janvier 2006 ; elle entre en fonction le 11 mars suivant. Elle devient ainsi la première femme dans l'histoire du Chili à devenir présidente. Son gouvernement se caractérise par une parité hommes/femmes. Le général Pinochet meurt à l’hôpital militaire de Santiago le 10 décembre 2006. Le 13 décembre 2009, le premier tour de l'élection présidentielle voit arriver en tête le candidat de la Coalition pour le changement (droite et centre droit), Sebastián Piñera, avec 44,06 % des suffrages. Le candidat de la Concertación, l'ancien président Eduardo Frei Ruiz-Tagle n'en n'obtient que 29,60 %, et le candidat dissident issu des socialistes, Marco Enríquez-Ominami, rassemble 20,14 % des voix. Le 17 janvier 2010, Sebastián Piñera est élu président de la République avec 51,61 % des suffrages. Il a officiellement pris ses fonctions le 11 mars 2010 au cours d'une cérémonie au Congrès national, à Valparaíso et alors même que se produisaient de fortes répliques au séisme du 27 février.
Michelle Bachelet remporte de nouveau l'élection présidentielle le 15 décembre 2013 et est reconduite pour un mandat de quatre ans à partir du 11 mars 2014. En décembre 2017, Sebastian Pinera est réélu président du Chili, avec 54 % des voix au premier tour. En octobre 2019, d'importantes manifestations lycéennes et étudiantes ont lieu contre une augmentation du prix des tickets de transports à Santiago. Le projet est annulé par le gouvernement mais les manifestations se poursuivent à travers tout le pays et concernent d'autres sujets sociaux. Les manifestants protestent ainsi contre la précarité du système de retraite et de santé, l’augmentation du prix des médicaments, la hausse des coûts de l’électricité, les très fortes inégalités, ou encore les intoxications répétées dans les « zonas de sacrificio » très industrialisées et fortement polluées. Alors que des émeutes voient s'opposer manifestants et policiers dans plusieurs villes, le gouvernement ordonne le déploiement de plusieurs milliers de soldats et policiers dans les rues de la capitale. Des chars sont également déployés dans la ville et l'état d'urgence est proclamé.
Le 25 octobre 2020 un référendum visant à proposer la mise en place d'une nouvelle constitution rédigée par une assemblée citoyenne a lieu. Malgré la pandémie de COVID-19, 50,9 % des électeurs se déplacent pour voter, le plus haut taux de participation depuis dix ans, et 78 % votent pour l'écriture d’une nouvelle Constitution. Dès le 26 octobre, les citoyens ont commencé à travailler sur la nouvelle constitution. Les représentants de l’Assemblée constituante seront élus en avril 2021. En mai 2020, la population vote largement en faveur d’une réécriture en profondeur de la Constitution héritée de Pinochet.
À la mi-décembre 2021, Gabriel Boric, à la tête d'une coalition de partis de gauche, est élu président du Chili. Il prend ses fonctions le 11 mars 2022.

## Politique

### Constitution de 1980

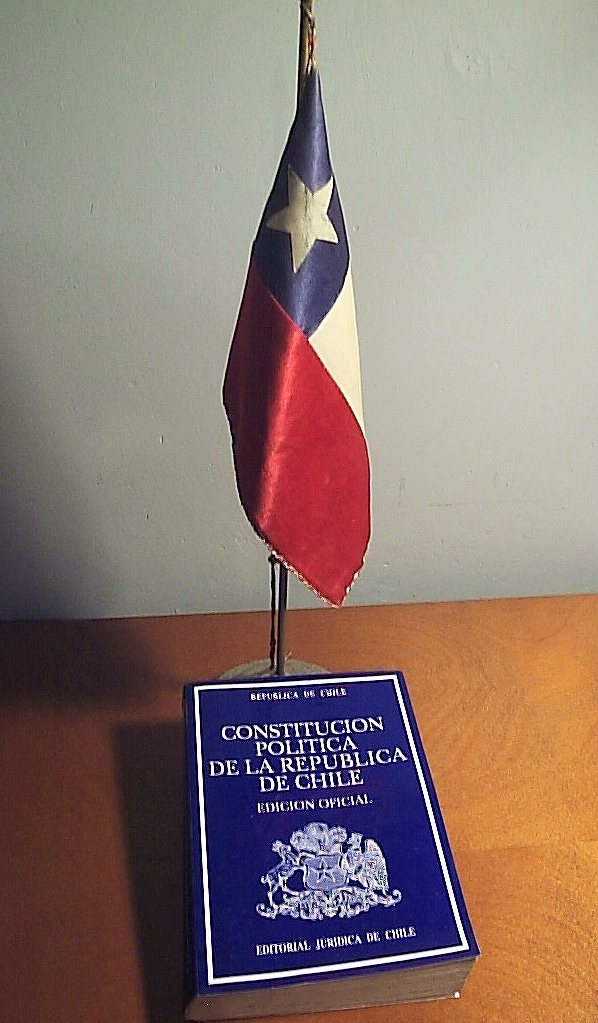
Drapeau et la Constitution.

Comme le précise la Constitution politique de 1980, le Chili est un État unitaire, avec un territoire divisé en 16 régions. La nation possède la souveraineté du pouvoir, qui s’exerce à travers l’élection des représentants par suffrage universel ou par referendum. Le Chili est une démocratie républicaine.
Le président de la république possède d’importants pouvoirs, comme celui de désigner des sénateurs, de nommer les ministres ou de déclarer l’état de guerre. Des réformes démocratiques intervenues depuis ont largement modifié la constitution.
En vertu de la Constitution, l’État chilien est divisé entre les trois pouvoirs classiques :
- le pouvoir exécutif est tenu par le président de la République, élu démocratiquement tous les quatre ans au suffrage universel direct, et qui ne peut pas être réélu pour un second mandat successif. Une fois élu, le président désigne un cabinet de ministres, dont le ministre de l'Intérieur ;
- le pouvoir législatif est représenté par le Congrès national, dont le siège se trouve à Valparaíso depuis le retour de la démocratie en 1990. Il s´agit d'un congrès bicaméral, composé d'un sénat et d'une Chambre des députés. Il comptait quarante-huit sénateurs élus pour huit ans (dont neuf sont désignés par diverses institutions et un est sénateur à vie après avoir été président du pays - cela n’est plus en vigueur depuis les modifications de la constitution en 2005) ; et cent-vingt députés élus pour quatre ans. Les parlementaires sont depuis 2006 tous élus démocratiquement au scrutin plurinominal majoritaire à un tour ;
- le pouvoir judiciaire juge des affaires civiles et criminelles. Il est composé d’une Cour suprême, des Cours d’appel et des tribunaux de première instance.

À la suite des manifestations de 2019-2021, il est décidé de changer de constitution, ce qui sera approuvé par un vote en 2020. Le référendum sur l'adoption d'une nouvelle constitution a eu lieu en 2022 et a abouti au rejet du projet de constitution qui avait été soumis au vote.

### Vie et partis politiques

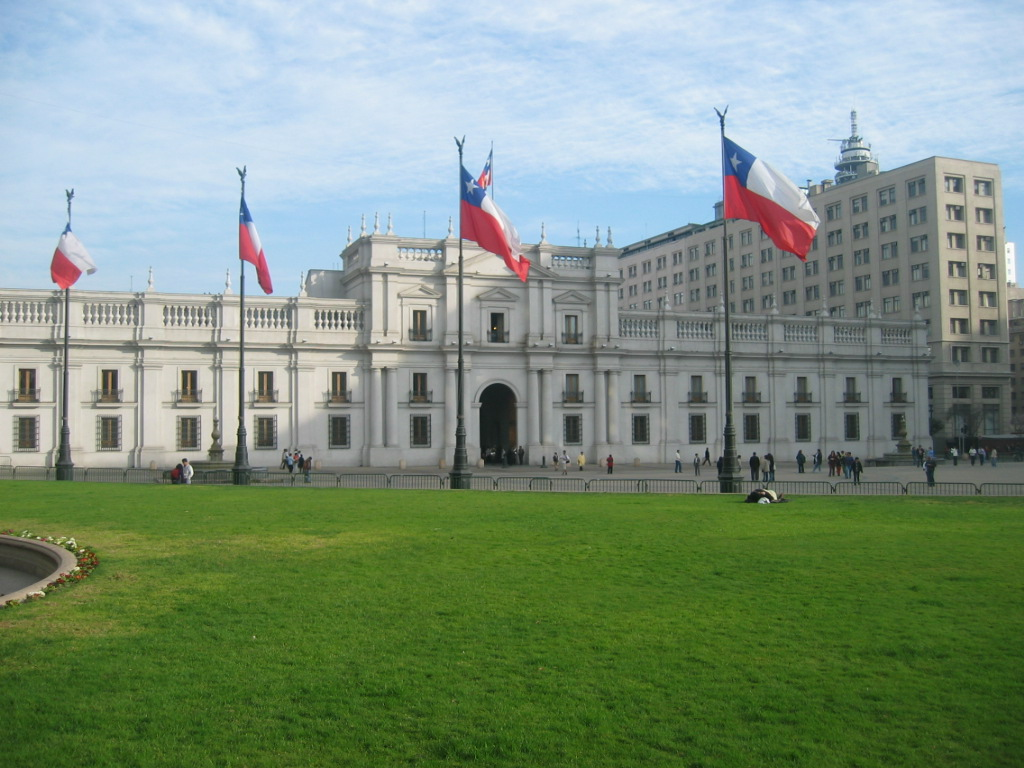
Palais présidentiel de la Moneda.

Depuis 1990, le pays connaît une vie démocratique. Il existe une opposition de droite constituée par deux partis : Renovación Nacional (RN), plus libéral ; et l’Unión Demócrata Independiente (UDI), plus conservateur. Ces deux partis forment l’Alliance pour le Chili. Il y a également une opposition d'extrême-gauche, Juntos Podemos Más, qui associe le Parti communiste (PC) et des partis humanistes et écologistes, qui n’ont pas de représentation au Congrès. Les principaux blocs politiques se sont constitués au milieu des années 1980, pour défendre ou lutter contre le régime militaire d’Augusto Pinochet, et sont devenus officiels par le référendum de 1988. L’année suivante, chaque bloc a conservé son unité afin d’aborder l’élection présidentielle et chaque coalition a présenté un candidat. Depuis alors, malgré les problèmes qui surgissent de temps en temps à l’intérieur des blocs, le panorama politique n’a pas beaucoup changé. La présidente Bachelet dirige le quatrième gouvernement consécutif de la Concertación, après la victoire de la coalition lors des élections de 1989.
Le 11 décembre 2005, Michelle Bachelet, socialiste et candidate de la Concertación (coalition de partis de centre et de gauche, qui regroupe la Démocratie chrétienne (DC), le Parti socialiste (PS), le Parti radical social-démocrate (PRSD) et le Parti pour la démocratie (PPD)), est arrivée en tête du premier tour de la présidentielle avec 46 % des voix devant le candidat du parti de la Rénovation nationale, Sebastián Piñera (25 %), celui de l’Union démocrate indépendante et ancien maire de Santiago, Joaquín Lavín (23 %), et celui de l’extrême-gauche, Tomás Hirsch (5,40 %). Au second tour le 15 janvier, Bachelet gagne contre Sebastian Piñera avec 54 % des suffrages.
Les électeurs ont aussi élu cent vingt députés, et vingt sénateurs (pour un total de trente-huit sièges), supprimant au passage les postes de sénateurs à vie créés par le général Augusto Pinochet. La Concertation a remporté plus de 54 % des sièges de députés et 57 % des sièges de sénateurs, s’assurant la majorité dans les deux chambres. Les réformes les plus profondes à la Constitution de 1980 ont été promulguées en septembre 2005, ce qui est considéré par certains comme la fin de la transition vers la démocratie. Ces réformes perfectionnent la Constitution en supprimant les dits « verrouillages autoritaires », laissés par Pinochet. Parmi les réformes mises en place : la réduction du mandat présidentiel de six à quatre ans ; le président est habilité pour mettre à la retraite les commandants en chef des forces armées ; l’élimination des sénateurs désignés à vie (qui n'étaient pas élus), ce qui a pour effet une réduction du Sénat à trente-huit membres depuis mars 2006.
Le système d’élection binominal utilisé pour les législatives et qui, à présent, favorise les deux grands blocs politiques, n’a pas encore été modifié. Une autre modification concerne également la possibilité pour les enfants de Chiliens (de ceux qui sont nés au Chili et donc Chiliens par le passeport) d’obtenir la nationalité (avoir non plus un titre de voyage mais un véritable passeport chilien), mais pas la citoyenneté (donc la possibilité de voter en cas d’élections). Il faut également tenir compte du fait que, à ce jour[Quand ?], plusieurs dizaines de milliers d’enfants de Chiliens n’étaient jusqu'alors considérés que comme des « non nationaux » (reconnus dans certains pays comme apatrides). Le droit de vote pour les Chiliens résidant à l’étranger fait partie des projets encore en cours. Lors de la dernière élection présidentielle du 11 décembre 2009, Michelle Bachelet n'a pas pu se représenter conformément à la Constitution du pays. Le candidat de la Concertación por la Democratia est l'ex-président Eduardo Frei Ruiz-Tagle. Le prétendant de la droite Alliance pour le Chili, est l'homme d'affaires Sebastián Piñera défait par Michelle Bachelet en 2006. Sebastián Piñera a remporté les élections le 17 janvier 2010. Il met fin à vingt ans de gouvernement de centre-gauche. Le 15 décembre 2013, Michelle Bachelet est élue à nouveau à la présidence de la République au deuxième tour avec 62,16 % des voix. Elle prend ses fonctions le 11 mars 2014.
Sebastián Piñera est élu de nouveau président de la République le 17 décembre 2017. Il prend ses fonctions le 11 mars 2018. Il est remplacé en mars 2022 par Gabriel Boric, à la tête d'une coalition de partis de gauche, qui a gagné l'élection présidentielle en décembre 2021.

## Géographie

### Géographie physique

#### Relief et géologie

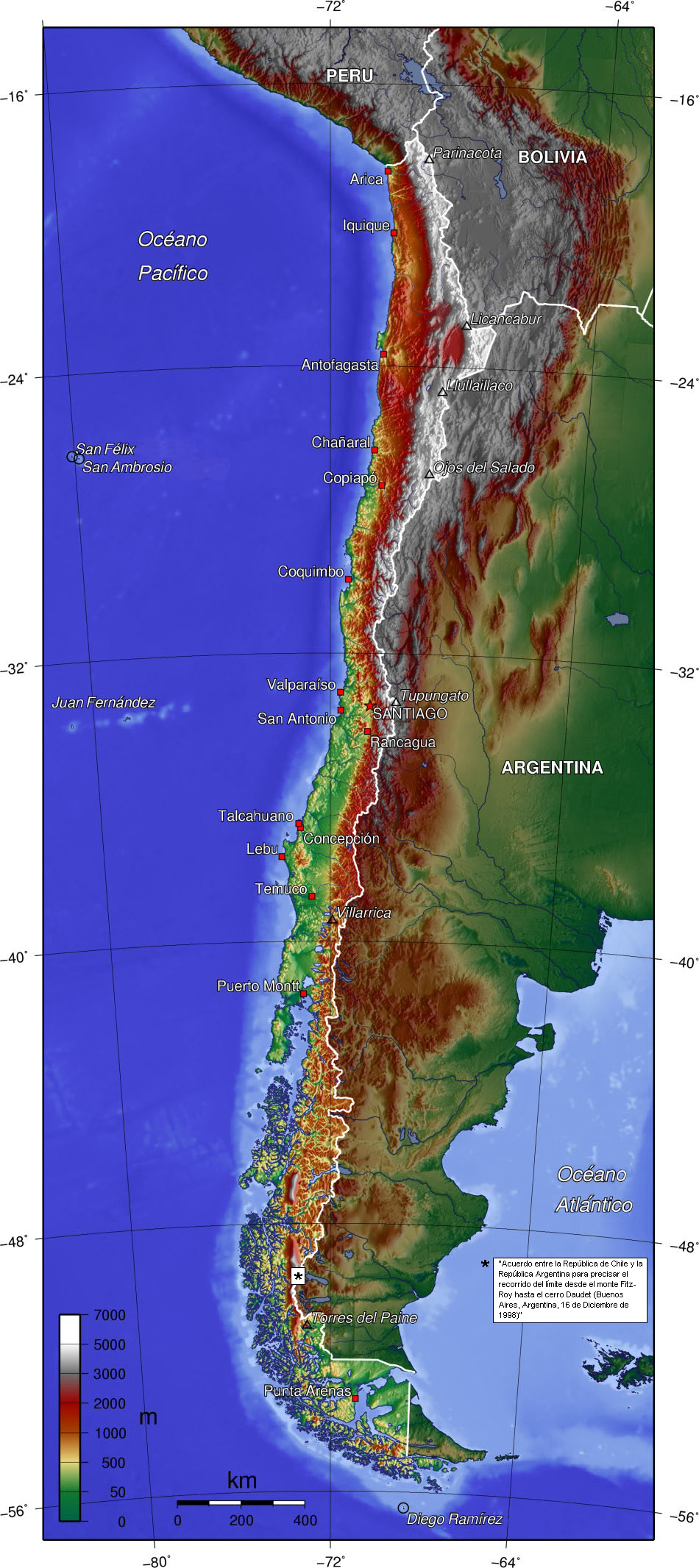
Carte topographique du Chili.

Entièrement situé dans la partie méridionale de l’Amérique du Sud et bordé à l'ouest par l'océan Pacifique, le Chili s’étire sur ses 4 300 kilomètres de long, du Pérou, au nord, jusqu'au cap Horn, au sud, avec une largeur moyenne de 180 kilomètres (de 440 kilomètres au maximum à la latitude 52°21 S et 90 kilomètres au minimum à la latitude 31°37 S au nord de Santiago). Des frontières naturelles isolent le Chili de ses voisins : il est séparé de l’Argentine par la cordillère des Andes, de la Bolivie et du Pérou par le désert d'Atacama. 
La superficie totale du pays est de 756 900 km2, en comprenant l’archipel Juan Fernández et l’île de Pâques. Le Chili revendique par ailleurs 1 250 000 km2 de l’Antarctique. Présent sur trois continents — l'Amérique du Sud, l'Océanie et l'Antarctique — le Chili se considère et est parfois décrit comme un pays tricontinental,,.
Le pays se situe dans une zone fortement sismique et volcanique où cette activité découle de la poussée de la plaque tectonique de Nazca sous la plaque sud-américaine supportant le continent. Il fait partie de la ceinture de feu du Pacifique.
À la fin du Paléozoïque (ère primaire), il y a 230 millions d’années, le Chili n’était qu’une dépression marine dans laquelle les sédiments s’étaient accumulés. Au cours du Mésozoïque (ère secondaire), sous la poussée de la plaque de Nazca, la couche de sédiments s’est plissée, donnant naissance à la cordillère des Andes. Le relief actuel est le résultat de millions d’années de volcanisme actif.
Le pays est composé principalement d’une zone de plaines encadrées par deux chaînes de montagnes :
- la cordillère des Andes à l’est, qui marque la frontière naturelle avec la Bolivie et l’Argentine et qui culmine à l’Ojos del Salado (6 893 mètres), volcan actif le plus élevé au monde ;
- la Cordillère de la Côte à l’ouest est un massif beaucoup moins élevé qui culmine à environ 2 000 mètres.

Entre la cordillère de la Côte et le Pacifique se trouve une série de plaines littorales, d’étendue variable, qui permet l’installation des populations et des grands ports. Certaines parties du pays possèdent des plateaux, comme l’Altiplano où la Puna de Atacama et les pampas de Patagonie.
Le « Grand Nord » est la zone comprise entre la limite Nord du pays et la latitude 26° S qui comprend les deux premières régions administratives du pays. Il se caractérise par son aridité intense : le désert d'Atacama est le désert le plus aride du monde (à certains endroits, aucune précipitation n’est tombée depuis quatre-vingts ans). Ce désert comprend des zones moins arides comme la pampa del Tamarugal. Dans cette région, la cordillère de la Côte est massive et abrupte et arrive souvent jusqu’en bord de mer (les plaines littorales sont quasi absentes). La Cordillère des Andes se subdivise en deux chaînes : l’une va vers la Bolivie et est très élevée et volcanique, ce qui a permis la formation de l’Altiplano andin et possède de nombreux lacs salés appelés salar comme le Salar d'Atacama dus à l’accumulation des sédiments durant des millions d’années.

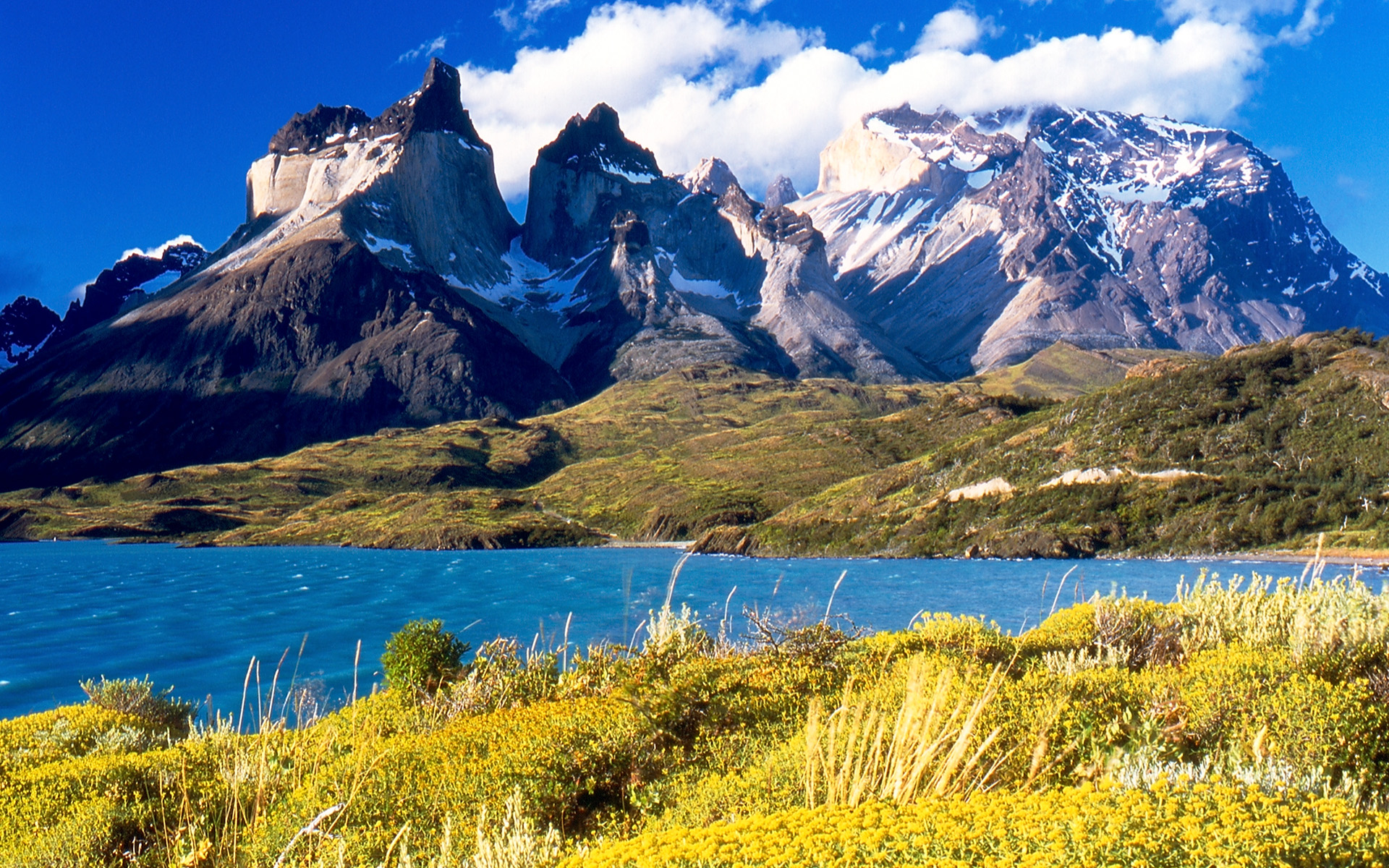
Parc national Torres del Paine vue du Lac Pehoé.

Au sud se trouve le « Petit Nord », qui s’étend de la latitude 26° S jusqu’à l’Aconcagua (32° S). Les Andes commencent à être moins élevées vers le sud et à se rapprocher de la côte, arrivant à 95 kilomètres à la hauteur de Illapel, la zone la plus étroite du pays. Les deux chaînes se touchent pratiquement, éliminant la dépression intermédiaire. La présence de fleuves crée des vallées perpendiculaires aux chaînes dans lesquelles l’agriculture est bien développée ; les plaines littorales commencent à s’élargir.
La Vallée Centrale est la zone la plus peuplée du Chili. Les plaines littorales sont étendues et permettent l’établissement de villes et de ports. L’altitude de la Cordillère de la Côte diminue progressivement. La Cordillère des Andes quant à elle dépasse les 6 000 mètres d’altitude puis commence lentement à descendre vers les 4 000 mètres dès la Région du Libertador General Bernardo O’Higgins. La dépression intermédiaire devient une vallée fertile qui permet le développement agricole. Vers le sud, la Cordillère de la Côte réapparaît sous le nom de la cordillère de Nahuelbuta, alors que les sédiments laissés par les glaciers sont à l’origine à la zone de la frontière caractérisée par une série de lacs.
La Patagonie s’étend de la latitude 41° S jusqu’à l’extrémité sud du Chili. Durant la dernière glaciation, ce lieu était couvert par les glaciers qui ont fortement érodé les reliefs. La dépression intermédiaire disparaît sous la mer et la Cordillère de la Côte donne naissance à une série d’archipels comme l'archipel de Chiloé et les Chonos puis disparaît au niveau de la péninsule de Taitao, vers le 47e parallèle. La Cordillère des Andes diminue de hauteur. À l’est de la Cordillère apparaissent des plaines, comme dans la zone du détroit de Magellan au large de la Terre de feu.
Ensuite, la Cordillère des Andes plonge dans l’océan Pacifique, donne naissance à une série d’îles au niveau du cap Horn, disparaît au niveau du passage de Drake puis se prolonge par l’arc des Antilles australes, la péninsule Antarctique ainsi que les Antartandes, située dans le territoire chilien de l’Antarctique, qui s’étend entre les méridiens 53° W et 90° W qui constitue une superficie de 1 250 000 km2.
Dans l’océan Pacifique, le Chili possède une souveraineté sur l’archipel Juan Fernandez situé à environ 700 kilomètres de Valparaíso et l’île de Pâques située à plus de 4 500 kilomètres des côtes chiliennes. Ces îles ont une origine volcanique car elles se situent dans la zone de friction entre la plaque de Nazca et la plaque Pacifique, elle-même à l’origine de la dorsale du Pacifique oriental.

#### Climat
La géographie très particulière du pays, mince bande de terre courant sur plus de 4 000 km du nord au sud, entraîne naturellement une grande diversité de climats (insolation plus ou moins forte). Les températures vont en augmentant doucement du Sud au Nord, tandis que les précipitations, très abondantes dans le Sud, se raréfient quand on remonte vers le nord. Ainsi, le Sud du pays connait un climat polaire océanique frais et très humide, tandis que le Nord connaît un climat désertique tempéré. La zone centrale, autour de la capitale, bénéficiant, elle, d'un climat méditerranéen,. Isolée à quelque 3 500 kilomètres de la côte chilienne, l’île de Pâques bénéficie d’un climat maritime à caractéristiques subtropicales. Enfin, rappelons que le Chili est dans l'hémisphère sud, et donc que les saisons sont inversées par rapport à l’Europe.
Si dans les années 1980, il pleuvait en moyenne 350 mm par an dans le centre du Chili, en 2018, les précipitations ont été réduites de moitié et dans les années à venir, la quantité de pluie continuera à baisser en raison du réchauffement climatique. Près de 70 % de la population chilienne vit dans des zones soumises à la sécheresse où les précipitations ont diminué de manière significative ces dernières années. Les bassins hydrographiques du centre du pays verront leur niveau baisser d'environ 30 %.
| Arica                          | Île de Pâques                   | Santiago                        | Valdivia                       | Punta Arenas                   | Villa Las Estrellas            |
| ------------------------------ | ------------------------------- | ------------------------------- | ------------------------------ | ------------------------------ | ------------------------------ |
|                                |                                 |                                 |                                |                                |                                |
| 18° 20′ S, 70° 20′ O 58 mètres | 27° 09′ S, 109° 25′ O 51 mètres | 33° 23′ S, 70° 47′ O 475 mètres | 39° 48′ S, 73° 14′ O 19 mètres | 53° 00′ S, 70° 51′ O 37 mètres | 62° 12′ S, 58° 57′ O 10 mètres |
| Climat désertique              | Climat subtropical              | Climat méditerranéen            | Climat océanique               | Climat de steppe froid         | Climat polaire                 |

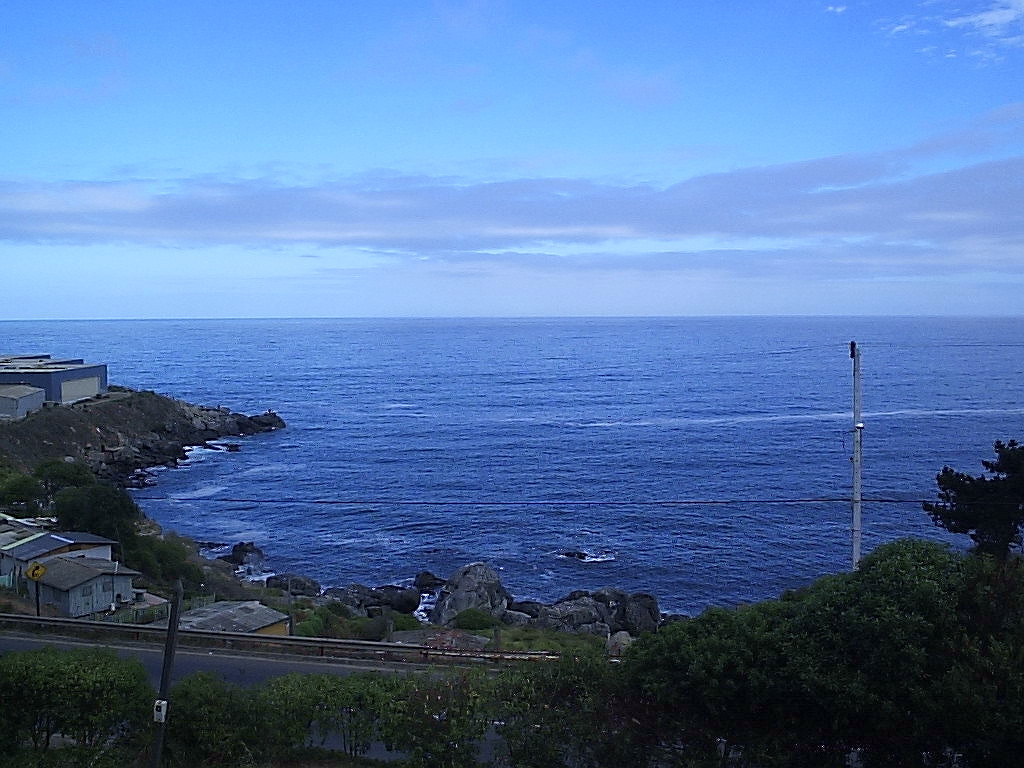
Le courant de Humboldt modère les températures tout le long du pays.

Outre la latitude, deux facteurs déterminants permettent d'expliquer le climat chilien décrit ci-dessus. D'une part, à l'est, la barrière naturelle que constitue la cordillère des Andes bloque les influences orientales, sauf dans le Nord où l'air estival humide en provenance de l'Amazonie apporte des pluies dans l'Altiplano et de la couverture nuageuse vers les côtes (ce phénomène humide est appelé « hiver bolivien »). D'autre part, à l'ouest, le courant de Humboldt, courant froid (autour de 14 °C) qui remonte la côte du sud vers le nord, tempère le pays (à Antofagasta, la température moyenne annuelle est de 10 °C inférieure à celle de Rio de Janeiro, ville à la même latitude mais sur la côte est du continent). Ce courant a aussi un effet crucial sur l'hygrométrie du pays : dès que les températures sur terre sont plus hautes que celle de l'océan (en gros, dans la moitié nord du pays), l'humidité de l'air se condense (précipitations) sur l'océan plutôt que sur la terre, ce qui crée un climat sec voire désertique tout au nord (désert d'Atacama).
A contrario, dans la moitié sud, l'air océanique est relativement chaud par rapport au continent : son humidité va se condenser au-dessus des terres et entraîner de fortes précipitations (il pleut 250 fois plus à Puerto Montt qu'à Antofagasta).
Ce régime « normal » peut être altéré par le phénomène El Niño, durant lequel la température de l'océan Pacifique (qui baigne la côte chilienne) augmente : la latitude où les températures sur mer et sur terre sont équivalentes remonte donc vers le nord. Les précipitations sur la partie centrale du pays, la plus peuplée, deviennent alors comparables à celles, plus importantes, qui tombent habituellement plus au sud, causant parfois de graves inondations et dommages.

#### Risques
Le Chili serait le 16e pays le plus fortement atteint par le réchauffement climatique. La zone centre-sud du pays sera parmi les plus touchées : « La zone centre-sud est confrontée à la fonte des glaciers, à la désertification et la rareté des ressources en eau, à l’augmentation des températures avec les « vagues de chaleur », à la fréquence de plus en plus grande des incendies de forêts ». Aux changements hydrologiques s’ajoute l’exploitation minière qui a détruit les glaciers. Le lac d’Aculeo, près de Santiago, asséché par la sécheresse et la surconsommation d’eau et le fleuve Maipo devrait perdre 40 % de ses capacités en eau entre 2020 et 2070. Pour Roberto Moncada, porte-parole du Mouvement de défense pour l’accès à l’eau, la terre et la protection de l’environnement, le Chili vit une crise hydrique « qui n’a pas d’équivalent dans l’histoire du pays. Et cette crise est intimement liée à un modèle de développement basé sur la spoliation des biens naturels communs, un modèle de développement qui n’hésite pas à s’approprier l’eau au détriment de la vie des communautés ».
Le Chili est le deuxième pays d'Amérique latine (après le Mexique) où les niveaux de pollution de l'air sont les plus élevés.
- Risques sismiques : le Chili fait partie de la ceinture de feu du Pacifique, une chaîne de volcans qui entoure cet océan. Rien qu’au Chili, il y a plus de deux mille volcans, dont quarante-sept sont toujours actifs[87]. En effet le territoire est situé sur la jointure de deux plaques tectoniques, les plaques tectoniques Nazca et sud-américaine, provoquant un fort risque sismique. Depuis 1900, le Chili a connu cinq des vingt plus violents séismes enregistrés sur terre. Pour la décennie 2010 trois séismes d'une intensité supérieure à 8 se sont ainsi produits : en 2010 (8,8), 2014 (8,2) et 2015 (8,3). Ces séismes n'ont heureusement pas été les plus meurtriers. Depuis le séisme de Chillán en 1939, une politique stricte de construction parasismique est en vigueur dans le pays. Son efficacité a été démontrée notamment par le très faible impact sur les constructions contemporaines du séisme du 27 février 2010. Lors de cet événement, ce sont majoritairement des bâtiments traditionnels en adobe qui ont été détruits, affectant ainsi une partie du patrimoine architectural et historique du pays. Plus de la moitié des 521 décès ont été causés par le raz-de-marée déclenché par le séisme. Sa survenue n'a pas été communiquée à temps par le service des urgences nationales aux populations côtières, quoique l'information fut disponible par exemple en Amérique du Nord.
- Risques liés aux ruptures de lacs de glaciers issus de la fonte accélérée des glaciers dans le contexte du changement climatique[88]

#### Hydrographie

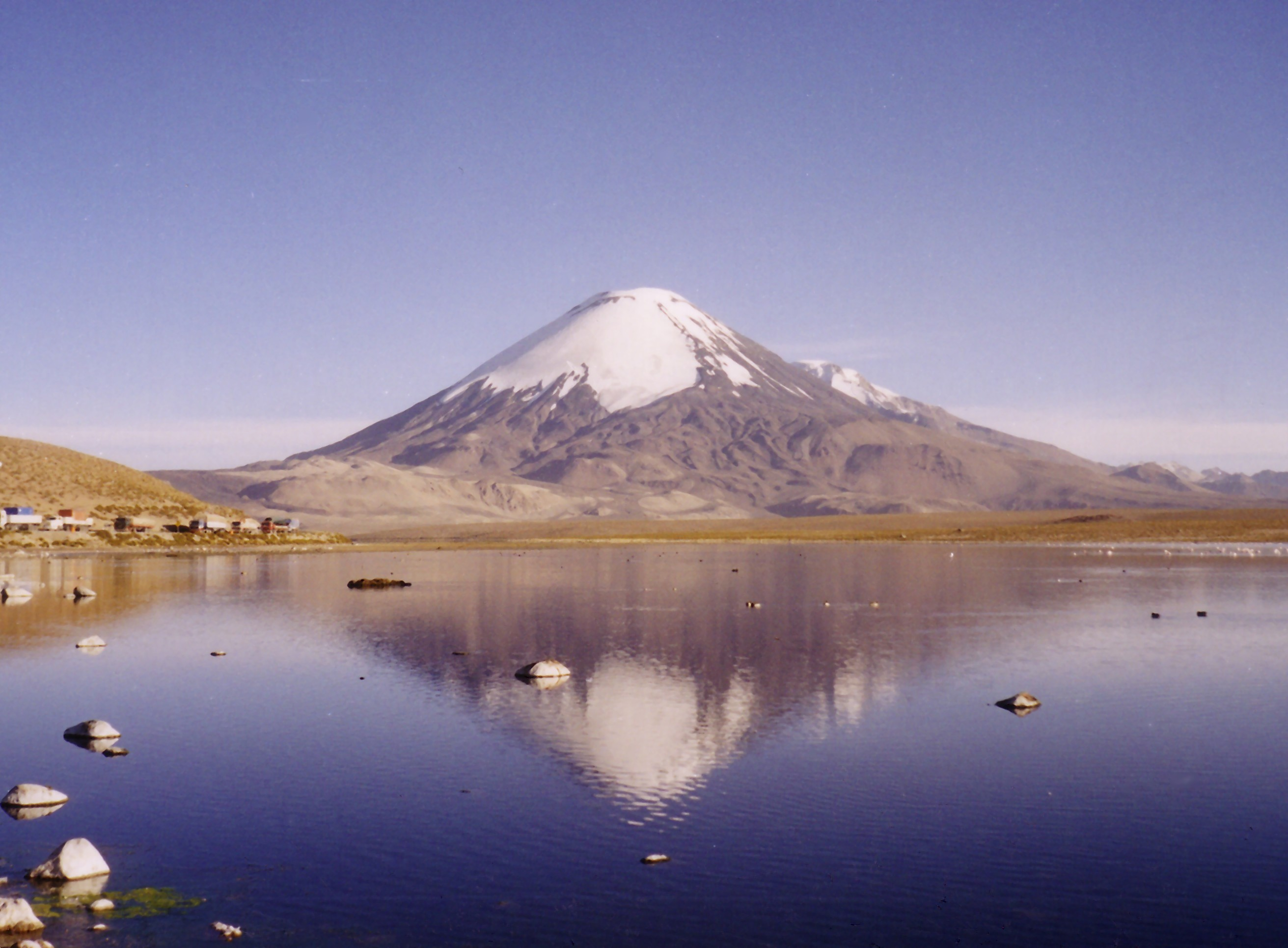
Lac Chungará et volcan Parinacota.

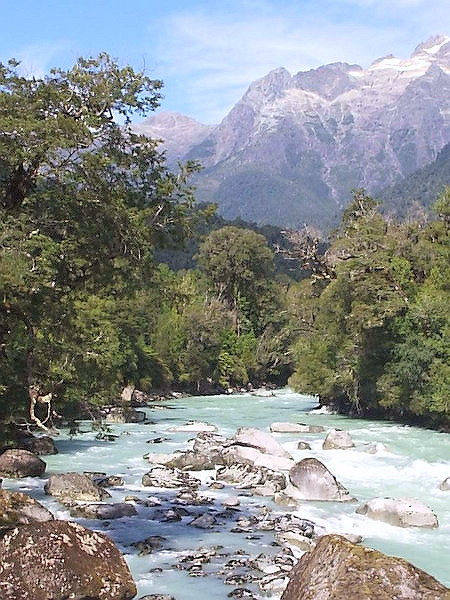
Fleuve dans la zone de Palena.

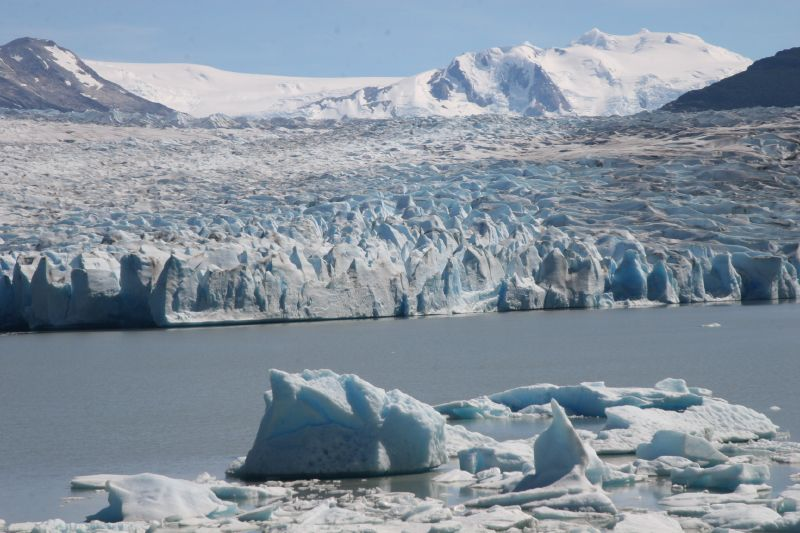
Vue du Campo de Hielo Sur, une importante réserve d’eau douce située dans la zone australe du pays.

Le territoire chilien est traversé par divers cours d’eau qui généralement naissent sur la cordillère des Andes et ont leur embouchure vers l’océan Pacifique (soit d’est en ouest). Cependant, du fait de la géographie du pays, les cours d’eau sont de développement assez faible (généralement moins de 300 kilomètres).
La présence du désert d'Atacama, dans le grand Nord du pays, explique qu’il n’y existe pratiquement aucun cours d’eau à l’exception notable du fleuve Loa, qui avec une longueur de 443 kilomètres et ses nombreux méandres est le plus long fleuve du pays. Dans le secteur de l’Altiplano se trouvent des bofedales qui donnent naissance au lac Chungará, situé à une altitude de 4 500 mètres, et les fleuves Lauca et Lluta, partagés entre la Bolivie et le Chili qui ne dépassent pas les 100 kilomètres de longueur.
Dans le centre-nord du pays, de nombreux cours d’eau forment des vallées où est pratiquée une importante agriculture intensive. Des fleuves comme le fleuve Elqui avec 170 kilomètres de longueur, le fleuve Aconcagua avec 142 kilomètres, le fleuve Maipo avec 250 kilomètres et son affluent, la rivière Río Mapocho avec 120 kilomètres, et le Maule, avec 240 kilomètres sont présents dans cette zone. Ils sont alimentés par la fonte des neiges de la Cordillère en été et les pluies en hiver. La zone ne présente pas de lacs d’importance, à l’exception du lac artificiel Rapel, et du lac artificiel de Colbún, de la lagune du Maule et de la lagune de La Laja.
Vers le sud, le nombre de fleuves augmente. Le fleuve Biobío, long de 380 kilomètres, situé dans la région du Biobío part de la Cordillère dans la région de l'Araucanie, traverse des dizaines de villages et possède de nombreux affluents. Dans cette zone, le pays a installé des centrales hydroélectriques. D’autres fleuves d’importance comme le fleuve Imperial et le fleuve Toltén, dont la source est le lac Villarrica, traversent la région.
Le lac Villarrica est le premier des divers lacs de la Cordillère des Andes qui existent entre la région de l'Araucanie et la région des Lacs. Certains lacs d’importance appartiennent au système des Siete Lagos comme le lac Ranco, le lac Puyehue, le lac Rupanco et le lac Llanquihue, qui est le deuxième lac du pays quant à l'étendue. Dans la zone de la Patagonie, les fleuves sont plus petits, comme le fleuve Futaleufú, le fleuve Palena et le fleuve Baker, alors que les lacs, à l’exception du lac du Président Ríos situé sur la péninsule de Taitao et la lagune de San Rafael, se trouvent à la frontière avec l’Argentine, étant partagé entre ces deux pays. Le lac General Carrera qui, avec ses 970 km2 dans le territoire chilien, est le plus grand du pays. D’autres lacs comme le lac Cochrane, le lac O’Higgins et le lago Fagnano sont situés en Terre de Feu.
Les précipitations au Chili ont diminué de plus de la moitié au cours de la période 2009-2019. De nombreuses rivières sont à sec et les réservoirs sont vides. Selon les experts, les bassins hydrologiques du centre du Chili vont encore baisser de 30 % dans les prochaines années.
Le régime de Pinochet a instauré la privatisation de l’eau dans les années 1980. De nos jours, l'eau est essentiellement entre les mains des plus grandes entreprises extractives et des plus grandes fortunes. Plus de 350 000 Chiliens se trouvent en situation de pénurie d'eau. Le Haut-Commissariat des Nations unies aux droits de l'homme a demandé en août 2020 au gouvernement chilien de « prioriser les droits à l’eau et à la santé avant les intérêts économiques ». Pour les experts de l’Onu, « le gouvernement ne respecte pas ses obligations internationales en matière de droits de l’Homme ».

#### Faune et flore

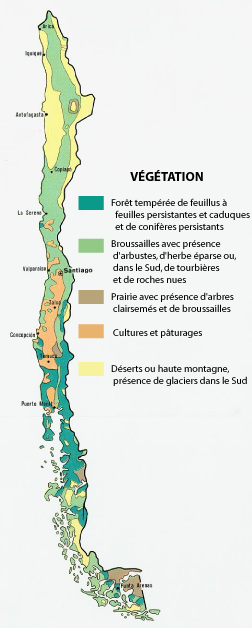
Écosystèmes du Chili.

De nombreuses espèces de plantes, d'animaux et même de virus ne sont présentes qu'au Chili à l'état sauvage. Nombre d'entre elles ont reçu l'épithète spécifique chilensis ou chilense . Le climat et le relief du pays influent fortement sur les caractéristiques de l’écosystème.
La zone nord du pays est caractérisée par une végétation rare en raison de l’extrême aridité du désert d'Atacama. Des arbres comme le tamarugo, le faux-poivrier, l’algarrobo et le chañar et diverses espèces de cactus sont les seules espèces végétales qui peuvent s’adapter à ces conditions climatiques. Dans la zone de l’Altiplano, la végétation est plus présente, avec des espèces comme la yareta et la queñoa. La famille des lamas, c’est-à-dire, les guanacos, les vigognes, les lamas et les alpagas, sont les principaux animaux de ce lieu, à côté d’espèces plus petites comme la viscache et le chinchilla. Sur certaines lagunes de l’Altiplano vivent des flamants. Dans la zone du Petit Nord, quand surviennent des précipitations vers le mois de septembre, se produit le phénomène appelé le Désert fleuri, les terres arides sont alors recouvertes de diverses espèces de fleurs, comme l'añañuca. Tout au long de la Cordillère des Andes, l’espèce animale la plus connue est le condor des Andes, représenté sur les armoiries du pays.
Entre le Sud de la région de Atacama et la région de Coquimbo, on assiste à un lent processus de diversification de la faune et flore, se caractérisant par la hausse des précipitations, sur les zones côtières de Talinay et du Parc National Bosque Fray Jorge existent des forêts de type patagonique. Dans le petit Nord, apparaissent des espèces de climat méditerranéen comme le boldo, l’acacia caven (en), le quillay et le cocotier du Chili.

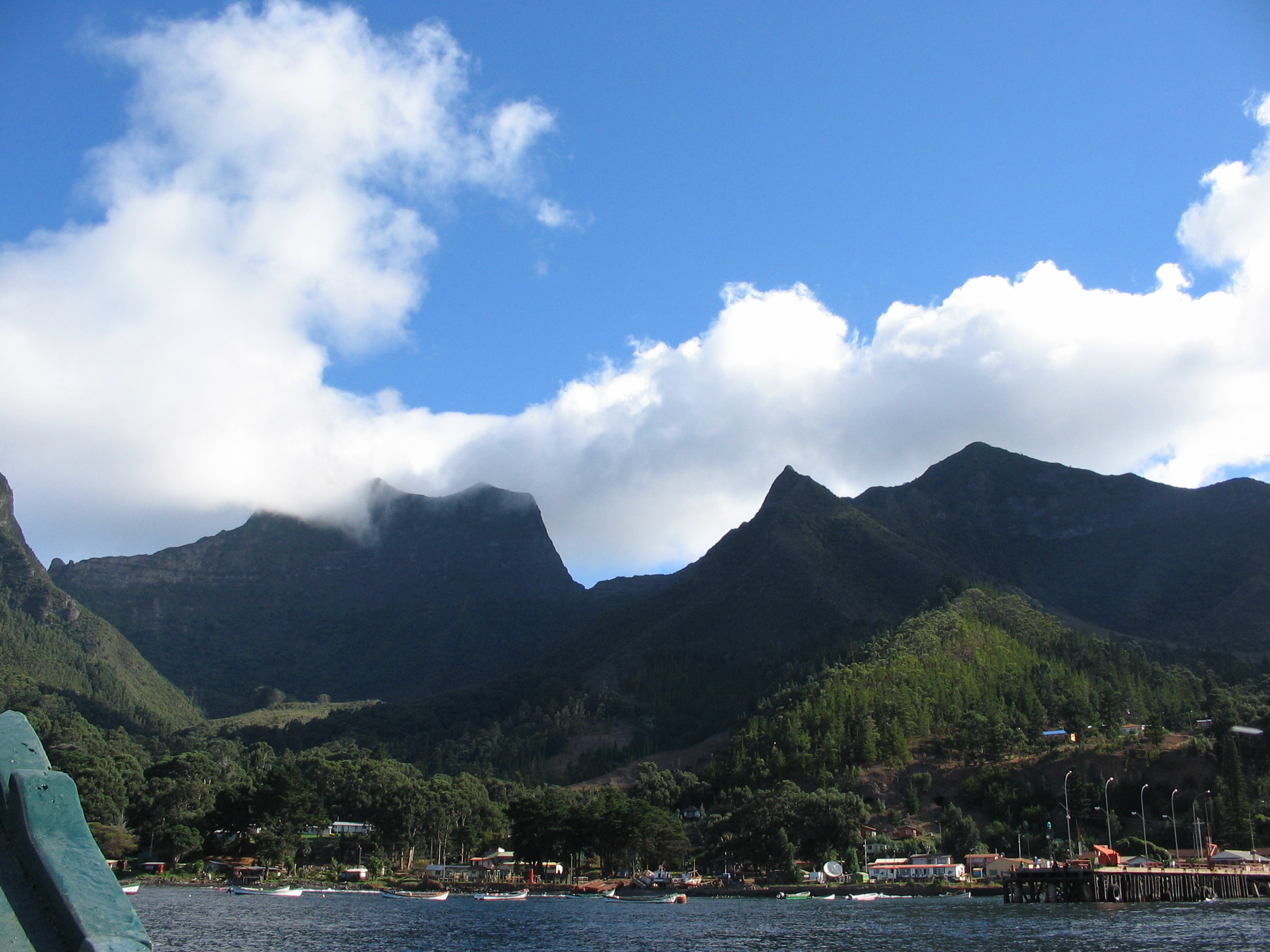
Vue de l’île Robinson Crusoé, dans l’archipel de Juan Fernández.

Dans la zone centre-nord du pays apparaissent des formations boisées très dégradées par les incendies, l’abattage destiné à la fabrication de charbon et le défrichement pour l’agriculture. Parmi les espèces caractéristiques de la végétation de la vallée centrale, on peut citer entre autres l'acacia caven, le boldo, le litre, le quillay, l'arrayán, le maitén, le buddleia globuleux, le roble et le cocotier du Chili. Le puma, le ragondin, le dègue du Chili, le loup de Magellan, le treile, l'ibis mandore, la grive, le diuca leucoptère et le loro tricahue (espèce de perroquet), Crassanapis calderoni sont des animaux vivant dans la région centrale.
Au sud du fleuve Biobío, la végétation se diversifie et devient une forêt de type valdivienne. Certaines espèces végétales comme le goyavier du Chili, le copihue, fleur nationale, des fougères et des arbres divers comme le laurel, le tepa (ou huahuan), l'arrayán, le chequén, le tinéo, l'avellano (ou noisetier du Chili), diverses espèces de Podocarpus et l'alerce (ou cyprès de Patagonie) caractérisent ce type de forêt. Le puma est le principal animal carnivore de la zone et vit dans presque tout le pays, sauf dans certains territoires où il a été éradiqué par l’homme. D’autres espèces animales caractéristiques sont le cygne à cou noir, le chat des pampas (ou colocolo), le pudu et le monito del monte (marsupial lui aussi également appelé colocolo). Un des principaux problèmes environnementaux de la zone est la substitution de bois natifs par des plantations de pins et d’eucalyptus.
Dans les deux régions les plus australes du pays, il existe de nombreuses forêts toujours bien arrosées. Des arbres comme le cyprès de las Guaitecas caractérisent la flore de la région. Vers l’intérieur du pays, se développent des bois, où prédomine le lenga (ou hêtre de la Terre de Feu ou encore hêtre blanc) et, vers la frontière argentine, se trouvent des steppes, où vivent les guanacos, nandous, renards, pumas, etc. Dans cette zone, se développe l’élevage d’ovins et de bovins dans les diverses haciendas. Le huemul, présent sur les armoiries nationales, a jadis vécu dans le pays, de nos jours il vit dans certaines zones difficiles d’accès. Finalement, dans l’extrême Sud du pays, la végétation se réduit à quelques arbres petits et robustes, comme le drimys de Winter (ou cannelle de Magellan), le hêtre de Magellan et le ñirre (ou hêtre antarctique), ainsi que quelques arbustes, des espèces herbacées, des mousses et des lichens.
Le territoire chilien de l’Antarctique se trouve en majeure partie gelé de façon permanente et seuls des mousses et lichens peuvent y pousser. Cependant, la faune provenant de la côte est d’une richesse exceptionnelle. La côte du pays compte de nombreuses espèces d’oiseaux comme la mouette, le pélican, le cormoran et l’albatros. On rencontre également plusieurs espèces de manchots comme le manchot de Humboldt et le manchot de Magellan.
En mer, on rencontre une grande variété de cétacés : grands dauphins vers Coquimbo et baleines dans la région de Magallanes. Le bar est caractéristique de toute la côte chilienne et on trouve également des espèces typiques : le fitzroya, le merlu, l’anchois, le congridae, espèces particulièrement communes des côtes chiliennes. Les coquillages et mollusques, comme la palourde, la moule et les huîtres, sont abondants. Le saumon et la truite, introduits dans le pays, sont de nos jours les principales espèces de poissons présentes dans les fleuves chiliens.
Dans les territoires insulaires, la faune et flore sont uniques au monde. Alors que dans l’Île de Pâques l’arbre caractéristique, le toromiro, a pratiquement disparu, l’archipel de Juan Fernández compte plus de 200 espèces végétales uniques comme le palmier chonta et certaines espèces animales comme le colibri robinson et l'otarie à fourrure australe.

#### Glaciers
Le Chili abrite quelque 24 000 glaciers, soit plus de 80 % des glaciers d’Amérique du Sud. La quasi-totalité d'entre eux enregistre un recul. Depuis la fin des années 2000, le pays connaît une sécheresse prolongée. En 2019, le Chili subit une baisse de plus de 50 % des précipitations en moyenne et l’accès à l’eau potable pourrait devenir critique. Or, la principale ressource en eau du pays, les glaciers, sont victimes du changement climatique et de l’activité minière, l’un des secteurs économiques les plus importants du pays.
Le glaciologue Francisco Ferrando souligne qu'« avec la hausse des températures liées au changement climatique, les glaciers ne reçoivent plus autant de neige qu’auparavant et a situation est alarmante. Les précipitations sous forme de pluie augmentent le débit des cours d’eau en hiver alors que ce phénomène se produisait au printemps, avec la fonte des neiges. Cela signifie que ces cours d’eau pourraient bientôt se retrouver à sec dès le printemps. » Il met également en cause l’industrie minière : « La cryosphère est directement menacée par l’activité minière. Cette dernière détruit le pergélisol. Elle réduit le niveau de l’épaisseur de la neige avec le va-et-vient des machines et des camions, l’ouverture de nouveaux chemins dans la roche. L’industrie minière détruit aussi les glaciers rocheux à cause des vibrations liées aux machines et au poids des matériaux extraits des entrailles des montagnes en accélérant la perte d’eau par compression. Il faut aussi y ajouter la contamination des particules liées aux explosions réalisées à la dynamite et la microsismicité de cette activité pouvant déstabiliser les masses de glace situées à proximité. »
les ONG de défense de l’environnement accusent le gouvernement de céder devant les pressions du lobby minier en cherchant à contrecarrer tout projet de loi. En 2018, le président conservateur Sebastián Piñera a enterré une initiative visant à interdire les activités industrielles à proximité des glaciers. En 2019, un projet de loi issu des rangs de l’opposition cristallise les tensions. Il est censé convertir les glaciers et leur environnement proche « en aires protégées, interdisant toute intervention sauf scientifique et pouvant bénéficier au tourisme durable ». Au moins 44 projets miniers sont susceptibles de voir le jour entre 2019 et 2028, avec un montant des investissements estimé à 72 milliards de dollars. Certains groupes miniers sont en outre accusés de délibérément fausser leurs études d'impact.

### Géographie administrative

Régions du Chili.

En vert foncé, le territoire contrôlé de facto ; en vert clair les territoires revendiqués.

#### Régions et provinces du Chili
Depuis 1976, le Chili est divisé administrativement en treize régions, qui se subdivisent en provinces qui elles-mêmes se divisent en communes. En 2007 le Chili, a créé deux nouvelles régions administratives ; il en possède donc désormais quinze. À la tête de chaque région se trouve un intendant tandis que les provinces sont dirigées par un gouverneur provincial. Chaque province est divisée en comunas (communes) gérées par un maire. Les intendants et gouverneurs provinciaux sont nommés par le président, les maires sont élus par les citoyens.
Les régions étaient désignées par un chiffre romain et un nom. Les numéros étaient attribués du nord au sud. Les Chiliens utilisaient généralement davantage le numéro que le nom complet. La région de Santiago était une exception et n’avait pas de numéro correspondant, elle est désignée par les initiales RM (Región Metropolitana). Les régions ne se nomment plus avec les chiffres, car une loi a effacé les numéros des régions depuis le 15 février 2018.
- Région d'Arica et Parinacota (Arica)
- Région de Tarapacá (Iquique).
- Région d’Antofagasta (Antofagasta).
- Région d’Atacama (Copiapó).
- Région de Coquimbo (La Serena).
- Région de Valparaíso (Valparaíso) comprenant l’Île de Pâques et l’archipel Juan Fernández.
- Région métropolitaine de Santiago (Santiago).
- Région du Libérateur Général Bernardo O’Higgins (Rancagua).
- Région du Maule (Talca.)
- Région du Ñuble (Chillán)
- Région du Biobío (Concepción).
- Région de l'Araucanie (Temuco).
- Région des Fleuves (Valdivia)
- Région des Lacs (Puerto Montt)
- Région d'Aysén (Coyhaique).
- Région de Magallanes et de l’Antarctique chilien (Punta Arenas).

En octobre 2005, le gouvernement du Chili a étudié le projet de loi pour la création de deux nouvelles régions : la XV Région d'Arica et Parinacota, avec Arica comme capitale, comme division de la Région actuelle de Tarapacá. La XIV Région des Fleuves, avec Valdivia comme capitale, comme division de la région actuelle de Los Lagos. Le même projet de loi propose la création de deux nouvelles provinces : « El Tamarugal », dans la (nouvelle) Région d'Arica et Parinacota et « Ranco », dans la nouvelle « Région des Fleuves ». Un autre projet veut éliminer la numérotation des régions, ce qui entrera en vigueur le 1er janvier 2008. Le 19 décembre 2006, le Congrès chilien a accepté cette loi. Le 2 octobre 2007, la Région de los Ríos a été créée. La Région d'Arica y Parinacota a été effective le 9 octobre 2007. La Région du Ñuble, la plus nouvelle, a été fondée le 6 septembre 2018.

#### Revendications territoriales
Le Chili revendique une partie de l'Antarctique sous le nom de Territoire chilien de l'Antarctique (zone en vert clair sur la carte de gauche). Ce territoire est dirigé par une unique commune, la commune de l'Antarctique chilien (Antártica), qui est l'une des deux communes, avec Cabo de Hornos, qui constitue la province de l'Antarctique chilien au sein de la région de Magallanes et de l'Antarctique chilien.

#### Frontières terrestres
Le pays possède des frontières avec : l’Argentine (5 150 kilomètres), la Bolivie (861 kilomètres) et le Pérou (160 kilomètres).

## Économie

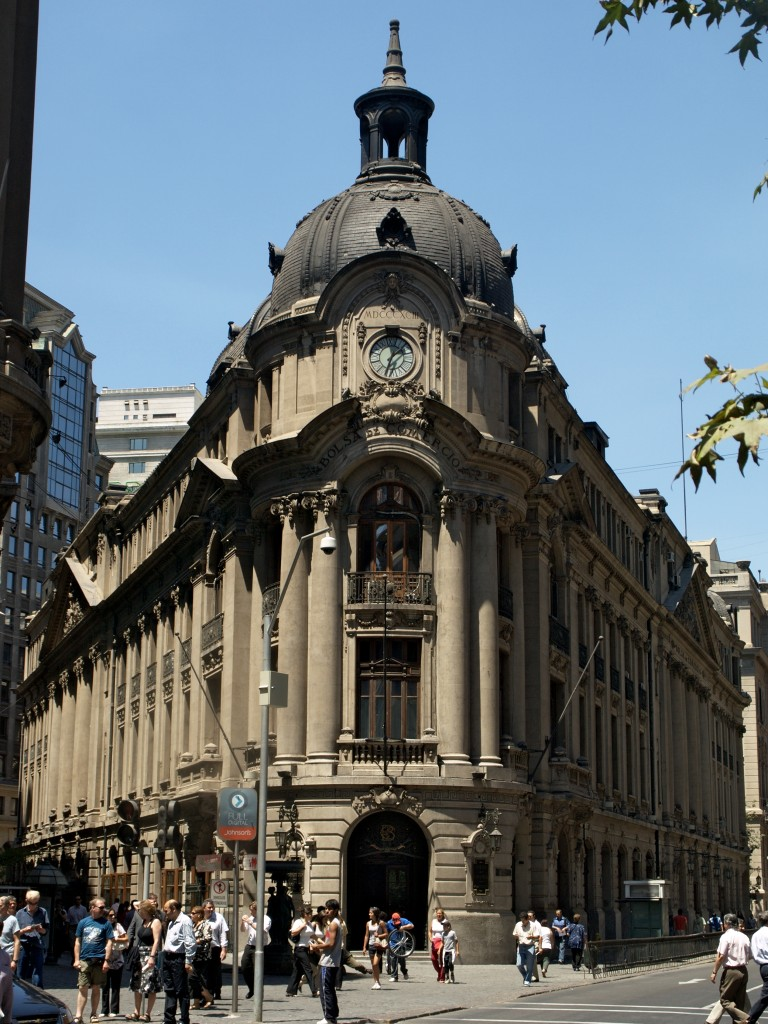
Bourse de Santiago.

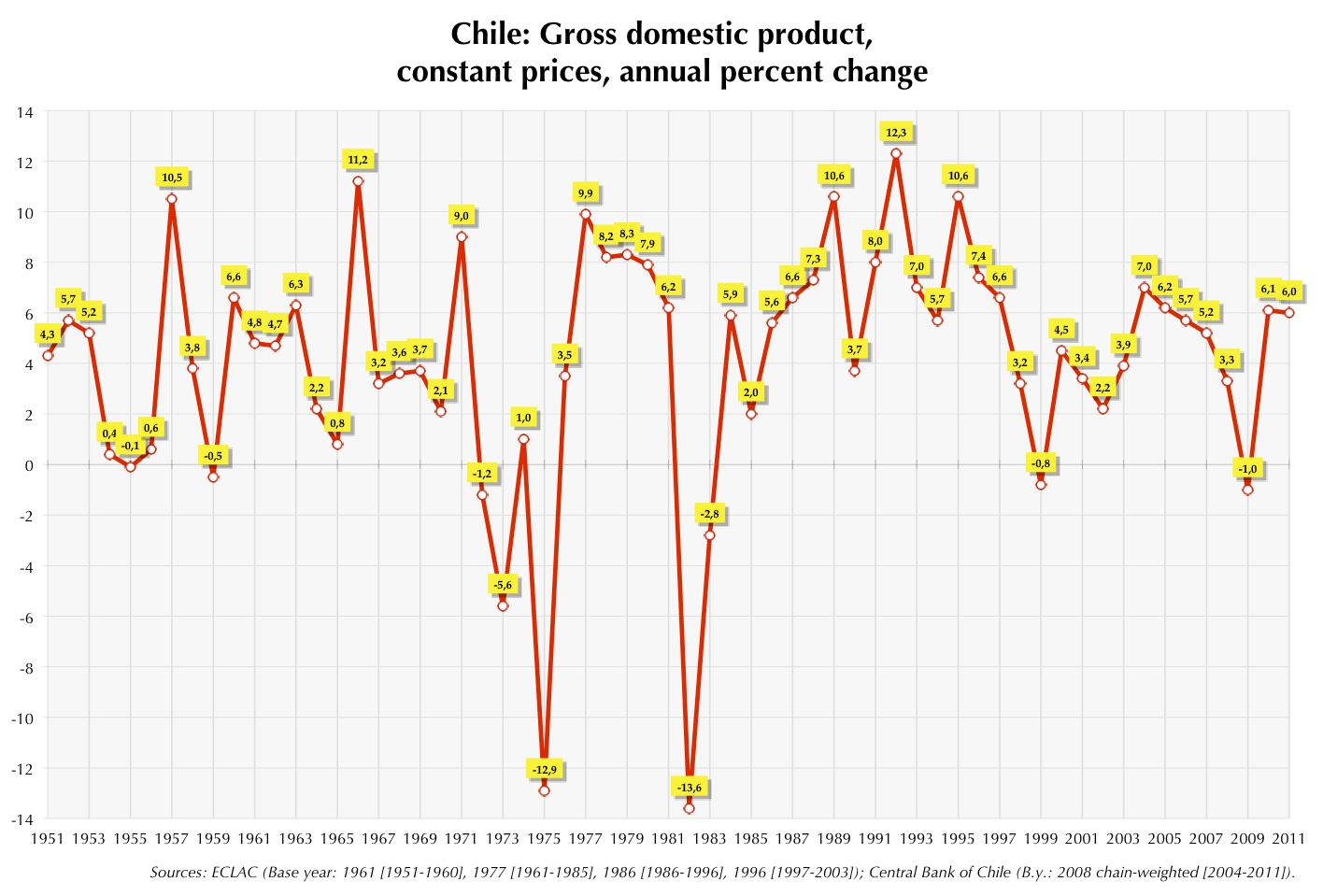
Taux de croissance du PIB chilien, 1961–2008.

Bien qu'étant la sixième économie latino-américaine quant au PIB nominal derrière le Brésil, le Mexique, le Venezuela, l'Argentine et la Colombie, le Chili est considéré aujourd’hui comme le pays le plus stable économiquement d'Amérique latine. Avec un passé économique désastreux ayant connu de nombreuses dictatures, le pays est devenu de nos jours le « modèle » de la région, (c’est d’ailleurs pour cela qu’on l’appelle le « jaguar » de l’Amérique du Sud). Au cours des vingt-quatre dernières années, la croissance annuelle moyenne du PIB chilien a été de 5,2 %, et même de 8,3 % entre 1990 et 1997. Pour l'année 2009, le ministre des Finances du pays, Andres Velasco, prévoyait une croissance du PIB de l'ordre de 2 à 3 %. Avec en 2013 un chômage à 5,7 % et une croissance de 4 %, le Chili vit actuellement un « miracle économique » qui attire l'émigration de pays hispanophones. En 2012, il est le 11e pays du monde quant aux investissements étrangers et le pays d'Amérique latine le plus compétitif. Toutefois, le fait que les matières premières comme le cuivre soient produites sur place sans être transformées, avant d'être exportées, nuit à la création d'emplois et conduit le Chili à investir dans la recherche et le développement. La croissance chilienne souffre à partir de 2015 du recul des cours du cuivre, principal facteur de croissance économique du pays. En 2016, la croissance du pays tombe à 1,6 %.
De nos jours, le Chili possède un marché ouvert au monde entier. Son économie se caractérise par l’exportation et l’importation de matières premières. Durant l’année 2005, le nombre total des exportations a dépassé les 39,5 milliards de dollars américains. Les exportations ont augmenté de moitié cette année-là. Ses principaux clients sont par ordre d’importance l’Union européenne, les États-Unis, la Corée du Sud, l’accord P4 et la Chine. Le Chili est membre de l’APEC (traité des pays du Pacifique), membre associé du Mercosur (traité de libre échange entre les pays du continent sud-américain) et a intégré l'OCDE le 12 janvier 2010.
Les importations ont atteint le chiffre de 30,5 milliards de dollars américains en 2005. Son PIB a augmenté la même année de 6,3 % arrivant à 115,3 milliards de dollars américains soit 14 900 dollars par habitant en 2010. Le Chili possède donc l'un des PIB par habitant les plus élevés des pays d’Amérique latine, juste derrière l'Argentine, cette dernière étant la nation la plus riche de la région.
L’agriculture et l’élevage sont les principales activités des régions du centre et du Sud du pays. L’exportation de fruits et légumes atteint des niveaux historiques car le marché s’ouvre aux marchés européen et asiatique depuis les années 1990. Le Chili connaît aussi une forte croissance dans le domaine de la pêche. Ainsi, le pays est devenu le premier exportateur de saumon en dépassant les niveaux de la Norvège en 2006. Il y a de nombreux élevages de saumon établis dans le lit des fleuves dans le Sud du Chili. Le Chili est le cinquième exportateur de vin au monde, il possède des vignobles plus anciens que dans un grand nombre de pays européens, puisque les premiers cépages furent plantés dès 1541.
L’industrie chilienne est surtout locale, avec une exception notable de la production de la farine de poisson. Cette dernière se concentre dans la région métropolitaine, Valparaíso et Concepción. Depuis vingt ans, le gouvernement tente de dynamiser l’industrie agroalimentaire. Ainsi vers l’année 2010, le Chili sera un sérieux prétendant en ce domaine. Par ailleurs, le pays est devenu une sorte de plate-forme pour les entreprises étrangères en Amérique latine. Ainsi de nombreuses sociétés ont leur siège social à Santiago ou dans sa région. Le pays possède une présence importante d’entreprises du secteur des services.
La bonne santé économique du Chili est reconnue dans l’« étude pays » de l’Organisation de coopération et de développement économiques (OCDE) publiée le 4 novembre 2005. Il apparaît ainsi que le dynamisme économique a permis une élévation rapide du niveau de vie avec un PIB par habitant passé de 2 340 dollars en 1990 à plus de 5 000 dollars en 2004, même si le revenu par habitant corrigé de la parité de pouvoir d'achat représente en 2005 moins de 40 % du niveau moyen des pays de l’OCDE et moins de 30 % de celui des États-Unis
La politique budgétaire suit une règle vertueuse d’un solde structurel excédentaire de plus de 1 % du PIB. Ainsi, les finances publiques du Chili présentaient un solde positif de 2 % du PIB en 2004, et de l’ordre de 3 % en 2005.
Le Chili suit une économie libérale. La dictature de Pinochet, suivant les doctrines de Friedman, a fortement augmenté la pauvreté au Chili, et multiplié les inégalités. Ainsi, entre 1974 et 1989, les revenus des 10 % de ménages chiliens les plus riches ont augmenté 28 fois plus vite que les 10 % de ménages chiliens les plus pauvres. D'après l'organisme économique CENDA, « la dictature de Pinochet a transformé le Chili en une économie rentière. Un petit groupe de grandes entreprises s'est approprié les grandes ressources naturelles du pays et vit de sa rente ».

### Pauvreté et inégalités
Le Chili est le pays le plus inégalitaire de l'OCDE. En effet, les 10 % les plus riches ont un revenu 27 fois plus élevé que les 10 % les plus pauvres. Quatre familles (Piñera, Angelini, Matte et Lucksic) contrôlent la moitié des actifs cotés à la Bourse des valeurs de Santiago : leur patrimoine représente 12,5 % du produit intérieur brut (PIB) en 2011, contre 9 % en 2004.
Le Chili a vu son taux de pauvreté passer de 50 % en 1987 à 18,8 % en 2003 ; le pays a été le premier pays latino-américain à accomplir et dépasser les objectifs de 2000 sur la réduction de la pauvreté. Malgré des avancées dans la matière, et l’élévation du niveau de vie de tous les habitants, le Chili a toujours une répartition des revenus très inégalitaire et par ailleurs il est placé au 16e plus mauvais rang pour les inégalités de richesse au monde. Par conséquent, en considérant un seuil de pauvreté défini relativement au niveau de vie moyen, une partie importante de la population chilienne est sous ce seuil. Le sujet des inégalités faisait partie des discussions entre les candidats présidentiels pour les élections de décembre 2005. En outre, le pays compte encore le plus faible taux de femmes actives d’Amérique latine avec 40 % de femmes qui travaillent. De plus, on note de grandes différences de salaire entre les hommes et les femmes (de l’ordre d’un tiers pour le même emploi et la même qualification). Selon les chiffres officiels, le taux de pauvreté était de 14 %, mais est en nouvelle augmentation pour atteindre 15 % en 2010. Tous ces chiffres sont à relativiser, car fixé par l'État Chilien à 64 000 pesos en 2010 (soit 128 dollars). Pour ordre d'idée, le Chili est un pays où deux voyages dans les transports publics coûtent 1000 pesos, un kilo de pain encore 1000 pesos, un mois de taxes universitaires plus de 200 000 pesos en moyenne, et la location mensuelle d’un studio ou d’une chambre avec une salle de bains partagée entre les locataires entre 60 000 et 80 000 pesos.
La semaine légale de travail est de 40 heures depuis 2024 (44 heures auparavant). Quelque 70 % des salariés gagnent moins de 730 euros par mois. Le système fiscal du pays est particulièrement inégalitaire. Après avoir payé leurs impôts, l'écart s'agrandit encore entre les plus riches et les plus pauvres.

### Matières premières

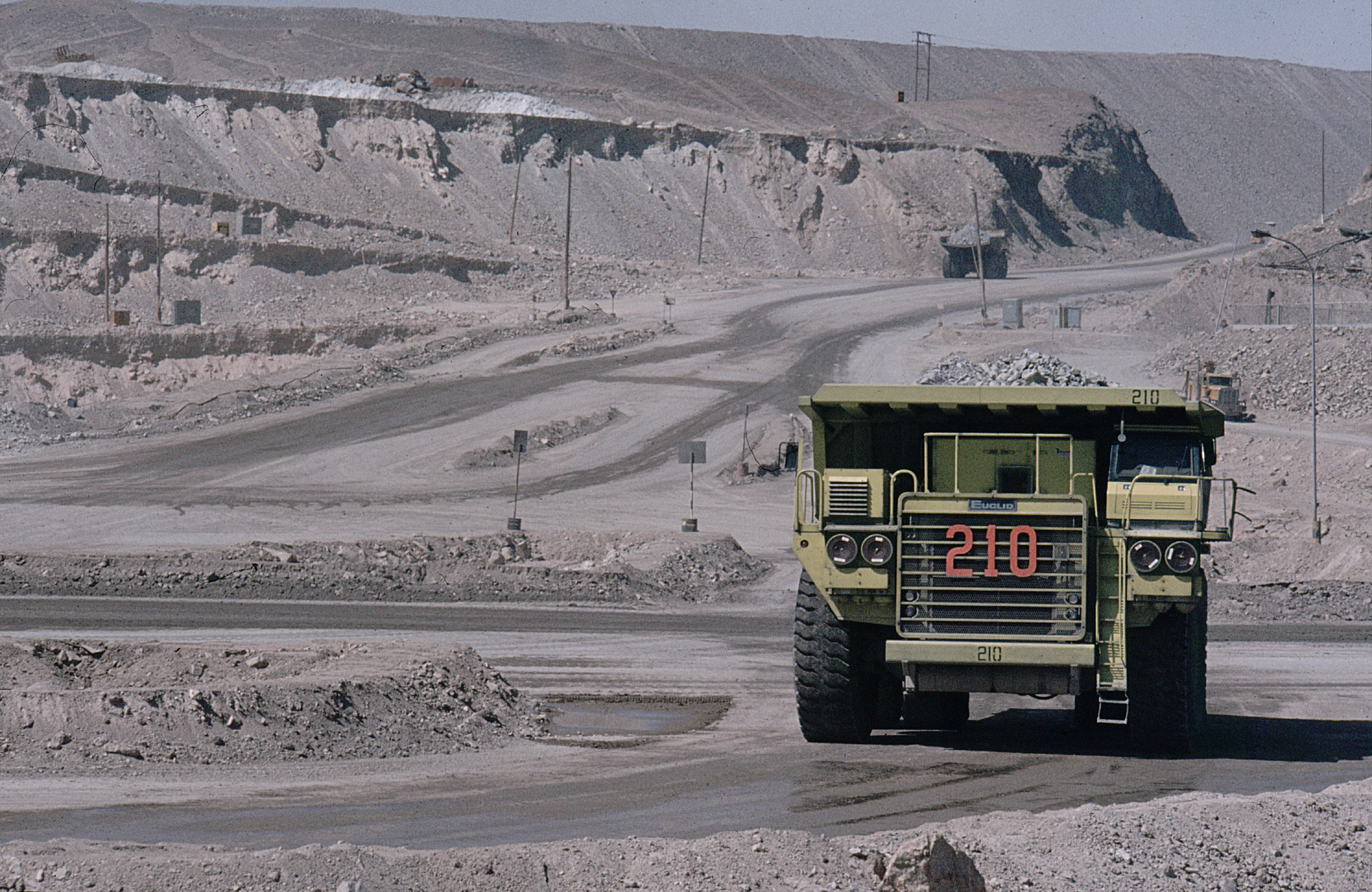
Chuquicamata, la mine à ciel ouvert la plus grande au monde.

L'agriculture du Chili a une production particulièrement diversifiée en raison de sa géographie, de son climat, de facteurs humains et de sa géologie particuliers. Historiquement, l'agriculture est l'un des fondements de l'économie du Chili mais aujourd'hui l'agriculture et les secteurs connexes comme la sylviculture et la pêche ne représentent plus que 4,9 % du PIB en 2007 et employait 13,6 % de la population active du pays. Les principales productions agricoles du Chili sont le raisin, la pomme, la poire, l'oignon, le blé, le maïs, l'avoine, la pêche, l'ail, l'asperge, le haricot, le bœuf, la volaille, la laine, le poisson et le bois. En raison de son isolement géographique et d'un contrôle strict des échanges aux douanes, le Chili est épargné par des maladies comme la vache folle et le phylloxéra. De plus, le Chili a l'avantage d'être situé dans l'hémisphère sud, et de pouvoir produire en contre-saison sur une large gamme de produits grâce à des conditions climatiques très diverses. Toutefois, les reliefs limitent l'ampleur et l'intensité de l'agriculture et les surfaces de terres arables.
La principale exportation du pays est le cuivre avec 36 % du marché mondial. Le Chili est le leader mondial en ce domaine et a extrait 2 940 184 tonnes de cuivre en 2009, dont quasiment la moitié produit par les sites de Chuquicamata et Radomiro Tomic (à 10 km de Chuquicamata). Elle a atteint 5 800 000 tonnes en 2018.
Mais, il exporte aussi de l’argent et de l’or en moindre quantité. Ces matières premières sont extraites dans le Désert d'Atacama, dans le Nord du pays. L’extraction du cuivre représente 50 % des exportations du Chili, ce qui rend le pays très dépendant du cours de ce métal. L’entreprise Codelco Chile possède une des mines les plus grandes au monde (pour le cuivre) comme Chuquicamata et El Teniente, Caletones, Potrerillo, las Ventanas. L’extraction du cuivre est la principale ressource des régions de Taracapá, Antofagasta, et Atacama (les trois régions du Désert d'Atacama). Grâce aux mines géantes de la Cordillère des Andes, qui couvrent très largement ses besoins nationaux en cuivre, le Chili est de très loin le premier exportateur mondial au milieu des années 2010.
Dans la région de Magellan (les environs de Punta Arenas), l’exploitation des gisements de pétrole constitue une part importante pour le transport domestique (30 % du pétrole au Chili est national). Cependant, dans ses exportations, il ne faut pas oublier les exportations de pierres Lapis-lazuli (2e exportateur) utilisées pour la fabrication de bijoux artisanaux, l’exportation de guano (premier) utilisé lui comme engrais, et de lithium (1er exportateur).

### Tourisme

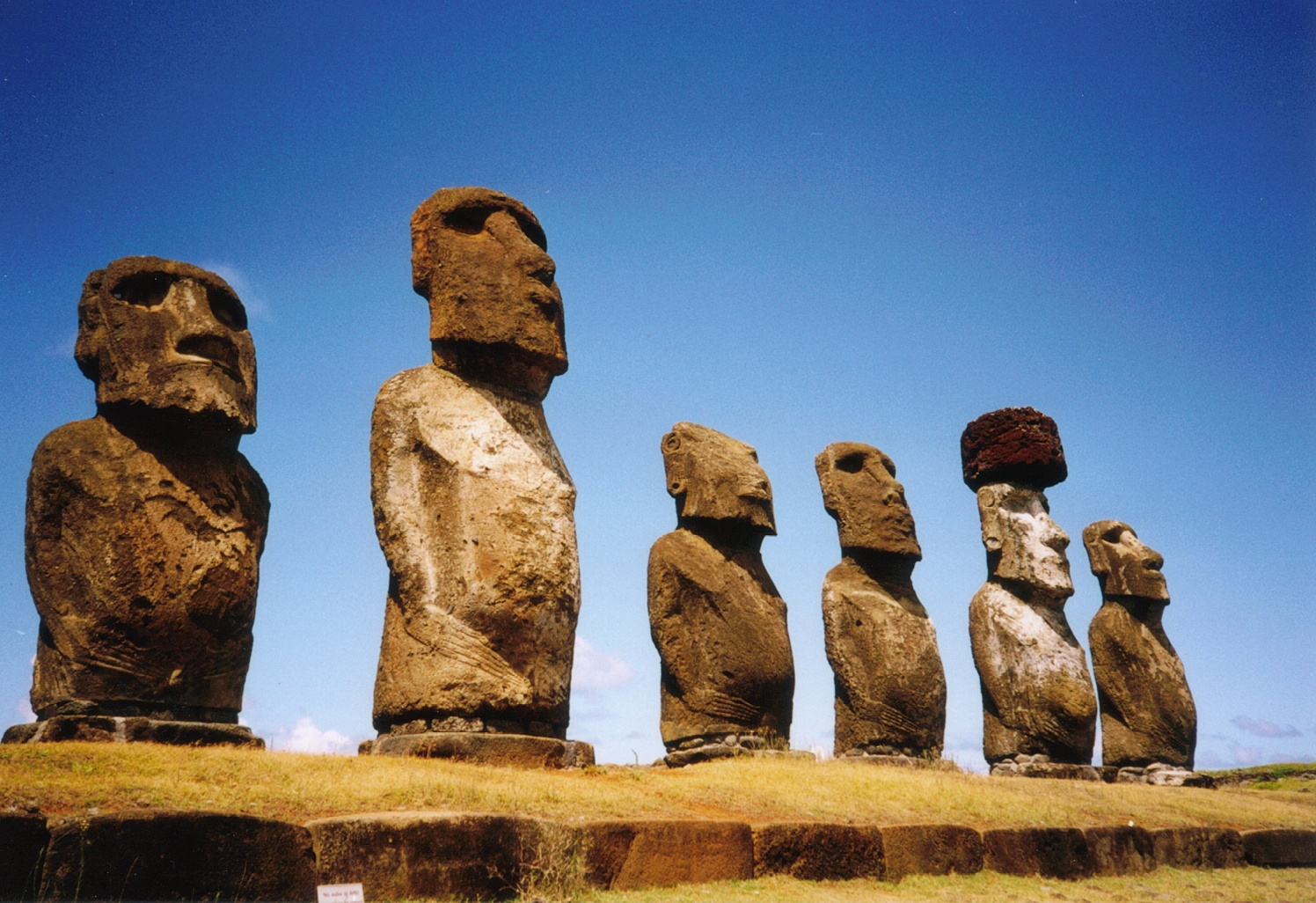
Moaï sur l'île de Pâques.

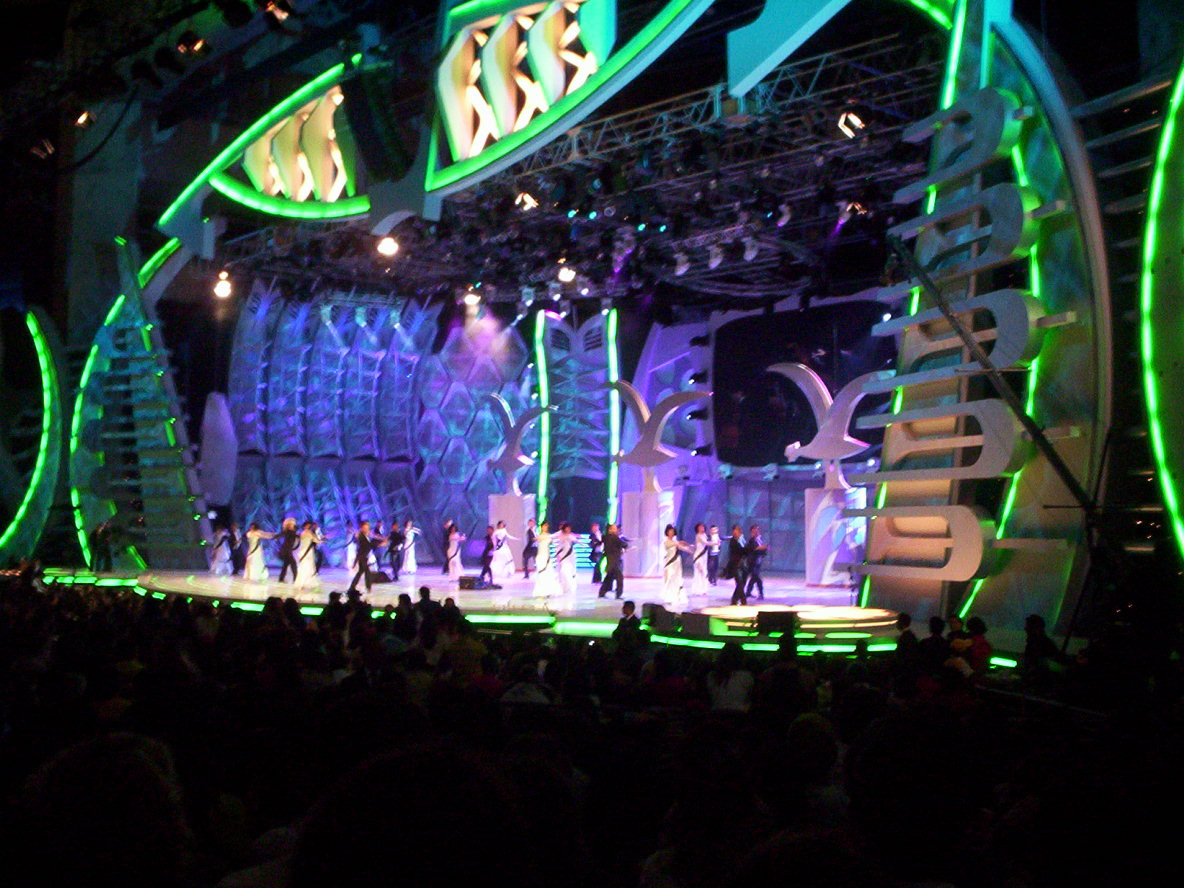
Festival International de la chanson de Viña del Mar, est l'un des événements musicaux les plus importants d'Amérique latine.

Depuis les années 1990, le tourisme au Chili est devenu une importante ressource économique, particulièrement dans les zones extrêmes du pays (désert d'Atacama dans le Nord, Patagonie et Terre de Feu dans le Sud). Pendant l’année 2005, il a augmenté de 14 %, générant ainsi plus 1 360 millions de dollars américains (soit 1 % du PIB national). Selon la SERNATUR, deux millions de personnes se rendent au Chili par an. Ce chiffre est encore bon si l’on le compare à ceux du Brésil ou du Mexique. La majorité de ces visiteurs viennent du continent, principalement de l’Argentine. Cependant, ces dernières années, le nombre de visiteurs venant d’Espagne, de France, d’Allemagne est en constante augmentation (ces pays offrent même parfois des vols directs vers le Chili sans escale). Les Européens représentent 400 000 visiteurs en 2005.
Les principaux lieux touristiques correspondent aux lieux de beauté naturelle des zones extrêmes. San Pedro de Atacama, dans le Nord du pays, est très visité par les étrangers pour contempler l’architecture d’origine inca, les lagunes de l’Altiplano, la Valle de la Luna plébiscitée pour son étrangeté et les geysers du Tatio. Près de Putre, dans l’extrême Nord, admirer le lac Chungará et le volcan Parinacota situé dans le parc national Lauca à plus de 4 500 mètres d’altitude est apprécié. Dans la zone australe, les principaux lieux touristiques sont l’archipel de Chiloé, la Patagonie, la lagune de San Rafael et ses glaciers ainsi que le parc national de Torres del Paine. Pour finir, la mystérieuse île de Pâques située au milieu de l’océan Pacifique est probablement le lieu touristique le plus apprécié par les Occidentaux, dû à son côté exotique par rapport au continent.
Au niveau national, le tourisme se concentre durant la période estivale, principalement dans les stations balnéaires comme Arica, Iquique, Antofagasta, La Serena et Coquimbo pour la zone nord. La région de Valparaiso reçoit le plus grand nombre de touristes comme Viña del Mar grâce à sa proximité avec Santiago. Viña del Mar est connue pour être la « capitale touristique du Chili » grâce à la beauté de ses plages. Chaque année, en février se déroule le festival de la chanson de Viña del Mar, événement musical important en Amérique latine.

### Énergie
Le Chili est importateur net d’énergie. En effet, il ne possède pas de grandes réserves énergétiques. Par exemple, sur les 228 000 barils de pétrole consommés par jour, seuls 4 000 proviennent des gisements du pays. Le prix du pétrole dépend donc du commerce international et de la conjoncture. De la même façon, la quasi-totalité du gaz naturel est importée d’Argentine.
La consommation d’électricité a dépassé les 51 573 GWh durant l’année 2005 dont 54 % sont produits par des centrales hydroélectriques. Dans le pays, il existe quatre systèmes électriques : le système interconnecté du Norte Grande, le système interconnecté central et les systèmes de Aisén et Magallanes. Le potentiel hydroélectrique est encore peu utilisé. Le pays utilise 20 % des capacités potentielles et exprime la volonté de protection de la faune et la flore de la région d’Aisén. Il n’existe pas pour le moment de centrale nucléaire, cependant, en 2006 s’est ouvert le débat sur la faisabilité technique de l’utilisation de ce type d’énergie. La mise en place d’éoliennes et l’utilisation de l’énergie géothermique sont aussi envisagées par le pays.

### Transports et télécommunications

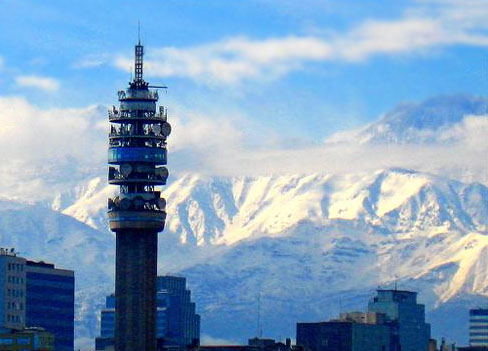
La tour de télécommunications Entel, inaugurée en septembre 1974 et mesurant plus de 130 mètres de hauteur. Elle est située à Santiago. Ici vue en direction de la Cordillère des Andes.

La géographie caractéristique du pays fait que les réseaux de transports et les télécommunications sont d’une importance considérable.
Le pays totalise 364 pistes d’atterrissage comme les aéroports de Chacalluta d’Arica, Diego Aracena d’Iquique, le Cerro Moreno d’Antofagasta, Carriel Sur de Concepción, El Tepual de Puerto Montt, Président Ibañez de Punta Arenas, Mataveri à l’île de Pâques, et l’aéroport international Comodoro Arturo Merino Benitez de Santiago (un des plus modernes du continent, où siège la compagnie nationale LATAM Chile).
Le Chili dispose de 6 585 kilomètres de voies ferrées. Ces dernières ont jadis été importantes pour le développement du pays, mais, de nos jours, les chemins de fer sont utilisés surtout pour le transport du fret vers les ports depuis la crise des années 1970. Actuellement, le gouvernement souhaite redévelopper le train en rétablissant le service aux passagers de EFE entre Santiago et Puerto Montt. Au contraire, le métro se développe considérablement à Valparaiso avec le Merval, à Concepción avec le Biotrén et à Santiago (plus de 100 kilomètres de lignes).

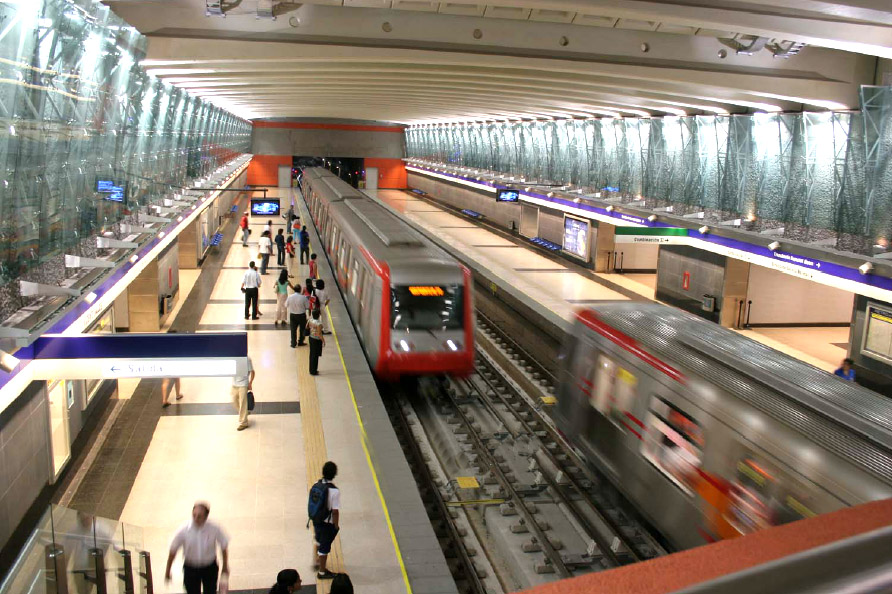
Métro de Santiago.

Pour le trafic routier, le pays jouit d’un réseau de plus de 79 000 kilomètres de routes dont 10 000 sont goudronnées. Depuis les années 1990, plus de 2 500 kilomètres d’autoroutes ont été construites (route panaméricaine entre Arica et l’île de Chiloé). La carretera Austral connecte la région d’Aisén au reste du pays et est quasiment achevée. Les postes douaniers les plus importants sont ceux de Chacalluta et Tambo Quemado, qui servent de frontières avec le Pérou et la Bolivie. Il existe quarante postes douaniers avec l’Argentine, les plus importants sont ceux du Cristo Redentor entre Los Andes et Mendoza.
Le nombre de lignes téléphoniques fixes dépasse les 3,5 millions, et plus de 12 millions de personnes possèdent un téléphone mobile (soit 76 % de la population chilienne) en janvier 2006. Le Chili est ainsi le pays d'Amérique latine qui possède le plus de téléphones mobile en pourcentage de population (il a été introduit au pays en 1997).

### Commerce extérieur
Depuis le retour au régime démocratique les relations commerciales avec les États-Unis semblent être excellentes. En effet, le Traité de libre échange États-Unis-Chili a été signé le 6 juin 2003, ratifié par la Chambre des représentants le 24 juillet 2003 à la suite d’un vote de 270 pour, et 156 contre et ratifié par le Sénat le 31 juillet 2003 à la suite d’un autre vote donnant 65 pour et 32 contre. Le président George W. Bush a signé le United States-Chile Free Trade Agreement Implementation Act le 3 septembre 2003. Ce traité est mis en place par les deux pays depuis 1er janvier 2004. Ce traité constituait aussi pour les États-Unis un moyen de pression diplomatique afin de contraindre le Chili à appuyer l'invasion de l'Irak. George W. Bush avait fait savoir au président chilien Ricardo Lagos qu'une « attitude négative pourrait mettre en danger sa ratification.»
Le Chili a passé un accord d’association avec l’Union européenne en novembre 2002, ce qui a permis d’accroître le flux d’échanges. Ces relations commerciales demeurent toutefois encore modestes, en raison de deux chutes d'activité en 2002 (ralentissement économique mondial) et en 2003 (perte de compétitivité-prix des produits européens, en partie à cause d'un euro trop fort).
Les fournisseurs européens sont en premier lieu l’Allemagne puis la France (10e fournisseur mondial du Chili, pour une part de marché assez faible de 3 % en 2005) ; ses clients européens sont d'abord les Pays-Bas, puis l'Italie et la France (9e client).

### Statistiques économiques notables
- Taux de croissance annuel : +4 % en 2013, +2 % en 2014
- Taux d’inflation annuel : +2 % en 2013, +4 % en 2014
- Taux de chômage (source Banque Mondiale) : 6,4 % en 2014
- Indicateur de développement humain : 0,855 en 2021, 42e rang mondial
- Population sous le seuil de pauvreté : 14 % en 2013

Environ 80 % des Chiliens sont endettés, et 5 millions de personnes [sur 18 millions d’habitants] ne parviennent pas à payer leurs dettes au quotidien. En 2024, le Chili est classé en 51e position pour l'indice mondial de l'innovation.

## Population

### Démographie

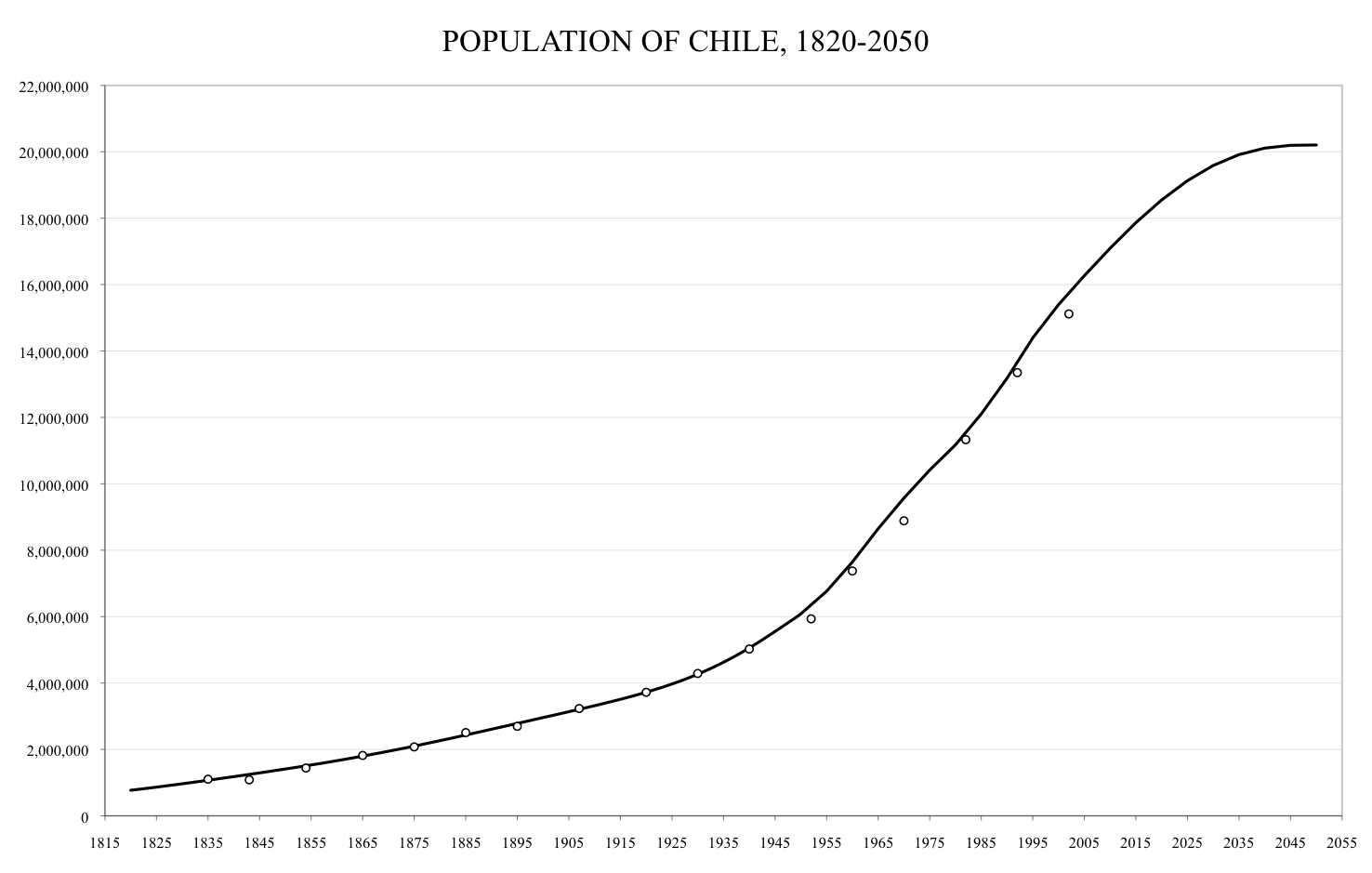
Évolution de la population chilienne (1820-2050).

Selon le dernier recensement de la population effectué en 2012, la population du Chili est de 16 634 603 habitants, dont 8 101 890 sont des hommes et 8 532 713 des femmes.
La population du Chili a quintuplé durant le XXe siècle : vers la fin du XIXe siècle, on comptait 2 695 625 habitants, 5 023 539 en 1940 et 13 348 341 en 1992. Le taux de croissance démographique de la population chilienne a cependant nettement diminué pour atteindre 1 % par an durant la période 2002-2012 et devrait continuer à baisser ces prochaines années.

Pyramide des âges en 2014.

Du fait de l’amélioration des conditions de vie, l’espérance de vie des Chiliens (qui est la plus élevée de l’Amérique latine) est de 76,77 ans en moyenne, alors que le taux de mortalité infantile est descendu à 7,8 ‰. Le taux de natalité en 2003 est arrivé à son minimum historique en allant à 15,23 ‰ et celui du taux de mortalité à 5,1 ‰, avec un taux de croissance naturelle de 10 ‰. Ces chiffres permettent de constater un vieillissement de la population. Dans 20 ans, la population des 40 ans et plus dépassera celle des moins de 40 ans. Ainsi, la pyramide des âges sera vers l’an 2025, avec un profil campaniforme qui représente la transition démographique que vit le pays. L’avortement et la pilule du lendemain sont interdits ; malgré des tentatives de légalisation, la droite et une partie du centre-gauche y sont opposés.
La plupart des citoyens sont d'origine européenne, principalement espagnole (Basques et Castillans notamment). Il y a aussi beaucoup de descendants d'immigrants britanniques et irlandais qui sont arrivés au Chili durant l'époque coloniale. L'immigration allemande, parrainée par le gouvernement chilien a commencé en 1848 et a peu à peu changé le paysage culturel d'une grande partie du Sud du Chili, qui affiche encore une forte influence allemande. Beaucoup d'autres groupes d'immigrants en provenance d'Italie, de Croatie, de Suisse, de Palestine, de Grèce et de France ont émigré au Chili.

#### Ethnographie
Le Chili est un mélange de différents groupes ethniques, principalement les descendants des colons européens,,. Ils représentent environ 52,7 % de la population, pendant que les métis et les métis-blancs représentent environ 44 %,. Les vagues d'immigrants provenant de pays européens sont arrivés au Chili à la fin du XIXe et au début du XXe siècle : Allemands, Français, Britanniques, Irlandais, Polonais, Italiens, Espagnols, Russes, Croates, Serbes et autres, ainsi que d'un petit nombre d'immigrants du Moyen-Orient.
Certains chiliens ayant des ascendants d'origine française ont joué un rôle important dans l'histoire de leur pays comme Augusto Pinochet, issu d'une famille de commerçants de Saint-Malo ayant émigré à Concepción en 1718 ou l'ancienne présidente Michelle Bachelet. Par ailleurs, la culture française a laissé certaines traces dans la culture chilienne, comme les bâtiments de style haussmannien dans le centre de Santiago et le pain nommé marraqueta qui a été inventé par les frères Marraquet au début du XXe siècle sur le modèle de la baguette.
Selon le recensement de 2012, 11,1 % de la population chilienne était amérindienne.
| Année du recensement                      | Population totale | Naissances d’enfants d’immigrés | Pourcentage d’immigrés par rapport à la population totale | Pourcentage d’Européens par rapport au total des immigrés | Pourcentage des immigrés latino-américains par rapport au total des immigrés | Pourcentage des immigrés venant du Moyen-Orient et les autres par rapport au total des immigrés. |
| ----------------------------------------- | ----------------- | ------------------------------- | --------------------------------------------------------- | --------------------------------------------------------- | ---------------------------------------------------------------------------- | ------------------------------------------------------------------------------------------------ |
| 1865                                      | 1 819 223         | 51 982                          | 3,21 %                                                    | 53,7 %                                                    | 41,4 %                                                                       | 4,9 %                                                                                            |
| 1875                                      | 2 075 971         | 125 199                         | 9,21 %                                                    | 62,3 %                                                    | 33 %                                                                         | 4,7 %                                                                                            |
| 1885                                      | 2 057 005         | 87 077                          | 4,23 %                                                    | 30,1 %                                                    | 67,2 %                                                                       | 2,7 %                                                                                            |
| 1907                                      | 3 231 496         | 132 312                         | 4,5 %                                                     | 53,3 %                                                    | 42,7 %                                                                       | 4,0 %                                                                                            |
| 1920                                      | 3 731 593         | 114 194                         | 3,06 %                                                    | 80,6 %                                                    | 10,5 %                                                                       | 8,9 %                                                                                            |
| 1930                                      | 4 287 445         | 505 463                         | 14,46 %                                                   | 68,1 %                                                    | 11,5 %                                                                       | 15,4 %                                                                                           |
| 1940                                      | 5 023 539         | 407 273                         | 8,14 %                                                    | 78,2 %                                                    | 10,7 %                                                                       | 11,1 %                                                                                           |
| 1952                                      | 5 932 995         | 703 878                         | 12,75 %                                                   | 65,9 %                                                    | 13,4 %                                                                       | 20,7 %                                                                                           |
| 1960                                      | 7 374 115         | 504 853                         | 5,4 %                                                     | 60,9 %                                                    | 26,1 %                                                                       | 13,0 %                                                                                           |
| 1970                                      | 8 884 768         | 390 441                         | 6,02 %                                                    | 53,3 %                                                    | 34,4 %                                                                       | 12,3 %                                                                                           |
| 1982                                      | 11 275 440        | 284 445                         | 2,5 %                                                     | 41,8 %                                                    | 44,5 %                                                                       | 13,7 %                                                                                           |
| 1992                                      | 13 348 401        | 114 597                         | 0,86 %                                                    | 20,1 %                                                    | 65,1 %                                                                       | 14,8 %                                                                                           |
| 2002                                      | 15 116 435        | 184 464                         | 1,22 %                                                    | 17,2 %                                                    | 71,8 %                                                                       | 11,0 %                                                                                           |
| 2008                                      | 16 680 000        | 488 260                         | 3,82 %                                                    | 38,6 %                                                    | 51,4 %                                                                       | 10,0 %                                                                                           |
| Total des Naissances d’enfants d’immigrés | 16 800 000 (2009) | 2 606 846                       | 8,2 %                                                     | 58,3 %                                                    | 33,2 %                                                                       | 8,5 %                                                                                            |

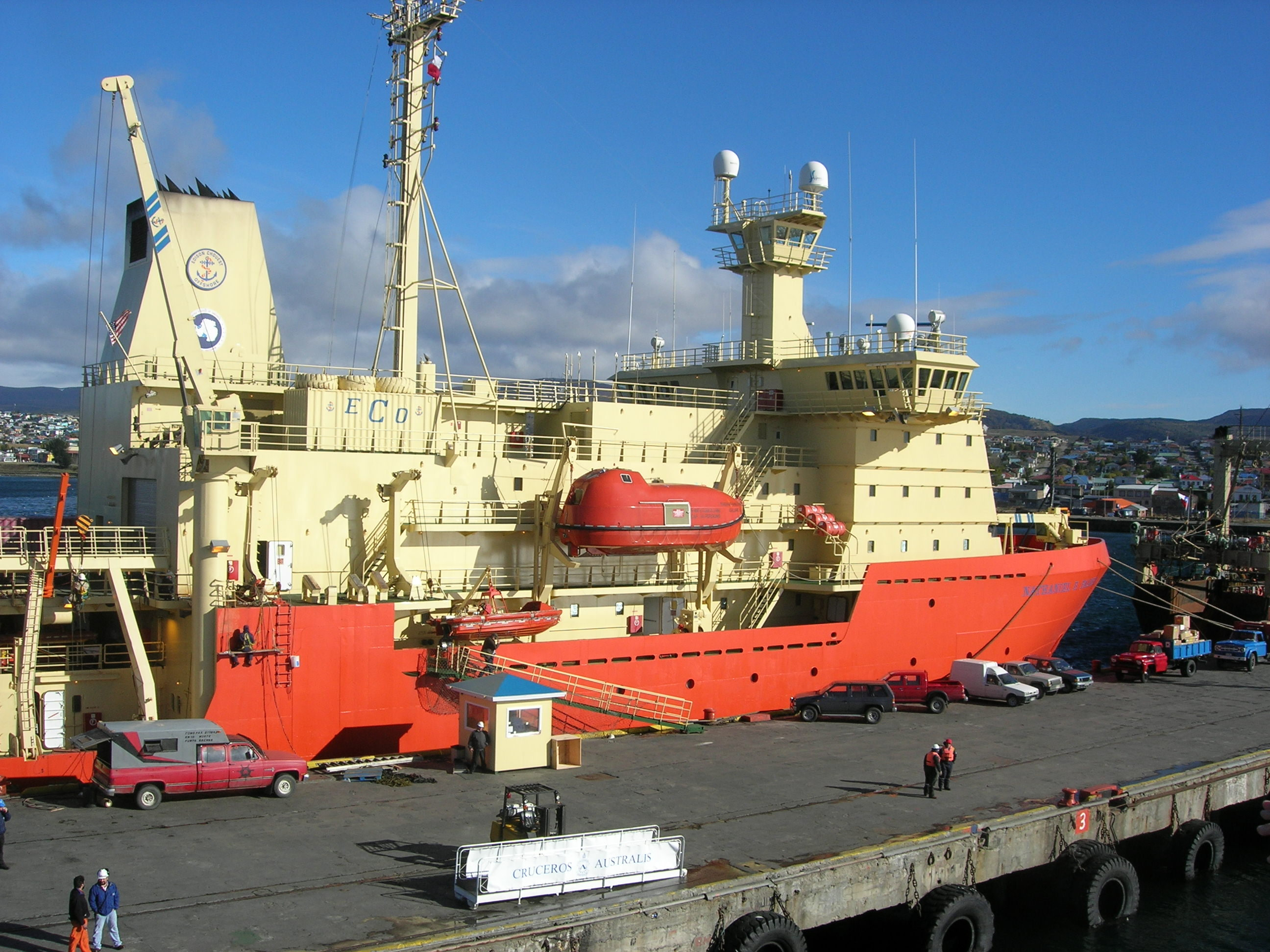
Brise-glace dans le port, 50 % de la population de Punta Arenas seraient les descendants de Croates.

Il y a six pays dont la majorité des nouveaux immigrants se sont installés au cours des 150 dernières années, ce qui leur a rendu plus difficile la formation d'une identité propre : l'Australie, la Nouvelle-Zélande, l'Afrique du Sud, l'Argentine, le Chili et l'Uruguay. Le métissage avec les populations installées précédemment fut réalisé plus tardivement. Les immigrants ont grandement contribué à l'évolution de la société et de l'identité chiliennes. Les familles d'origine basque sont arrivées d'Espagne et du Sud de la France. Ceux qui ont émigré au Chili au XVIIIe siècle ont développé l'économie et rejoint la vieille aristocratie castillane pour devenir l'élite politique qui domine encore le pays. Les Chiliens d'ascendance basque constituent entre 10 % (1 600 000) et 27 % (4 500 000) de la population chilienne,,,,. Les immigrants d'Europe non hispanique sont arrivés au Chili, principalement aux extrémités nord et sud du pays au cours des XIXe et XXe siècles, dont des Anglais, des Allemands, des Irlandais, des Italiens, des Croates et d'autres ex-yougoslaves. La prévalence des noms de famille européens non hispaniques dans le Chili contemporain constitue la marque de leur contribution et de leur influence majeure sur le pays. Il convient également de mentionner que les Croates, dont le nombre de descendants au Chili est estimé dans une fourchette comprise entre 380 000 et 500 000 personnes. Il constitue le second pays où l'immigration croate fut la plus importante,; de plus des personnalités chiliennes ayant une ascendance croate comme Antonio Skármeta et Andrónico Luksic ne renient pas leurs origines. Une communauté palestinienne est également présente, cette dernière étant la plus grande communauté de cette origine hors du monde arabe,,, principalement originaire de Bethléem et chrétiens orthodoxes. Le volume des immigrants venant des pays voisins du Chili au cours des mêmes périodes a été aussi important.
Après l'Indépendance et au cours de l'époque Républicaine, des descendants d'Anglais et d'Irlandais (700 000), des Italiens, des Français commerçants se sont installés dans des villes du Chili qui ont contribué au développement de celles-ci. C'est le cas des grandes maisons d'origine française telles que la Casa Pra, la Casa Francesa ou la Casa Muzard ; « les grands établissements », une douzaine à la Belle Époque s'inspirent des maisons mère ou de leurs homologues parisiens
. Ils ont souvent rejoint l'élite économique et politique du pays. En 1848, une importante et considérable immigration d'Allemands a lieu. Ils sont depuis solidement implantés dans le sud du pays vers Valdivia. Ils ont été parrainés par le gouvernement chilien qui souhaitait coloniser la région sud. Les germanophones (en comprenant Allemands, Suisses, Alémaniques, Silésiens, Alsaciens et les Autrichiens), ont nettement influencé la composition culturelle de la partie sud du Chili. La deuxième moitié du XIXe siècle a été exceptionnelle. Un petit nombre de personnes déplacées d'Europe de l'Est, des Juifs et les chrétiens syriens et les Palestiniens qui ont fui l'Empire ottoman, sont arrivées au Chili. Aujourd'hui, ils sont le fer de lance des petites entreprises de fabrication. Les Grecs ont également émigré au Chili et ont constitué une remarquable identité ethnique. Grecs sont estimés être entre 90 000 et 120 000. La plupart d'entre eux vivent soit dans la région de Santiago ou dans la région d'Antofagasta. Le Chili est l'un des cinq pays au monde qui possède le plus de descendants grecs. En outre, selon les estimations il y aurait 600 000 descendants d'Italiens et 800 000 de Français. Les autres origines européennes sont également représentées, mais en faible proportion.
L'immigration européenne, et à un degré moindre, celle du Moyen-Orient, au cours de la seconde moitié du XIXe siècle et du début du XXe siècle (qui correspond aux grandes « vagues d'immigrations » en Amérique), après avoir immigrés vers la côte atlantique sud (qui sont l'Argentine, l'Uruguay et le Sud du Brésil), a été la plus importante d'Amérique latine est favorisée principalement par le trafic intense.[pas clair] De nombreux Européens se sont installés dans le Sud du pays vers Concepción. Jusqu'à l'ouverture du canal de Panama en 1920, les navires de commerce devaient passer par le cap Horn afin d'arriver sur la côte ouest de l'Amérique du Nord.
L’émigration a diminué ces dernières années. On estime que 857 781 Chiliens et leurs descendants vivent à l’étranger dont 50 % seraient en Argentine, 13 % aux États-Unis, 9 % au Brésil, 5 % en Suède, et un peu plus de 2 % en Australie. Dans le pays, la migration est massive de la part des paysans vers les grandes villes du pays. Les régions du centre-sud du pays voient plus de 80 % des habitants nés hors de la région : 86 % pour la Région du Biobío, 71 % pour la Métropole de Santiago et 55 % pour la Région de Magallanes et de l’Antarctique chilien.

#### Urbanisation

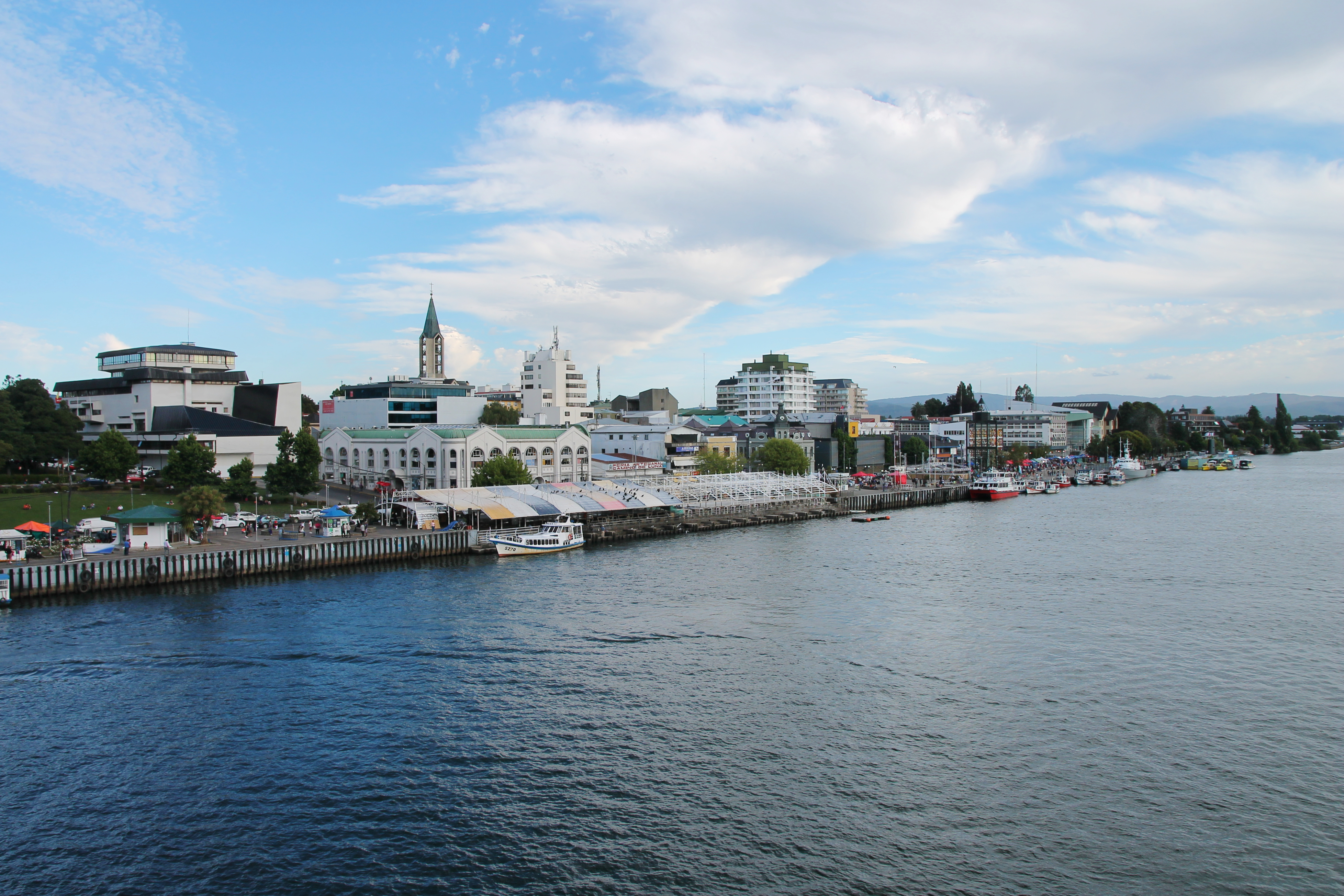
Marché et centre-ville de Valdivia.

Selon le dernier[Quand ?] recensement, 13 090 113 Chiliens vivent en zone urbaine, représentant 87 % de la population nationale. Seulement 13 % de la population vit en zone rurale dont les activités sont principalement orientées vers l’agriculture et l’élevage; celle-ci se répartit dans la partie centro-méridionale du pays, principalement dans les régions du Maule (34 %), d’Araucanie (32 %) et la région des Lacs (32 %). À l'inverse, les zones les plus urbanisées se concentrent autour de la capitale et le long de la zone littorale centrale du Chili. Si la Tarapacá concentre 94 % de sa population en milieu urbain, le taux d'urbanisation s'élève à 98 % dans la Région d’Antofagasta et est le plus élevé du Chili. Les autres régions fortement urbanisées sont la région de Magallanes et de l’Antarctique chilien avec un taux urbain de 93 % tandis que la région métropolitaine de Santiago et la région de Valparaíso ont respectivement 97 % et 92 %.
Depuis les années 1920, l’exode rural est soutenu, du fait notamment de conditions de vie assez rudes dans les campagnes. Ceci explique en grande partie l'attrait des villes par un confort de vie et des offres d'emplois variées. La concentration de la population a favorisé l'émergence d'agglomérations modernes et de grandes conurbations caractérisées par un essor rapide. La capitale du pays, Santiago ou Grand Santiago regroupe 5 428 590 habitants en 2002, et représente 35,9 % de la population nationale. En 1907, il y avait seulement 383 587 habitants, en 1920, elle rassemblait 
549 292 représentant alors 16 % de la population du pays. Dans les décennies suivantes, l’explosion démographique a fait absorber les anciennes localités rurales, comme Puente Alto et Maipú, qui sont les deux communes chiliennes les plus peuplées du Chili après la capitale. Santiago est une ville moderne, étant la sixième ville plus peuplée d’Amérique latine et la quarante-cinquième du monde.
Valparaíso et Viña del Mar forment une grande conurbation. Il faut aussi rajouter les villes de Concón, Quilpué et Villa Alemana qui constituent le Grand Valparaíso, et dépassent les 800 000 habitants. Concepción, Talcahuano, Hualqui, Chiguayante et San Pedro de la Paz forment la troisième agglomération du pays avec plus de 600 000 habitants selon le dernier recensement (2002). Dans quelques années[Quand ?], le Grand Concepción intégrera les communes de Coronel, Lota et Tomé. 
Les autres communes (comunas) par importance de population sont Antofagasta (285 255 habitants), Rancagua (236 363), Iquique 
(214 559), Arica (203 804), Talca (202 961), Chillán (184 832), Puerto Montt (175 938), Los Ángeles (166 556), Coquimbo (163 036), La Serena (160 148), Osorno (152 559) et Valdivia (141 967 habitants). 
La majorité des villes du pays se situent soit sur la côte, soit dans la Vallée Centrale du pays entre Santiago et Puerto Montt. Selon le dernier recensement de la population de 2002, le Chili compte actuellement plus de 15 millions d’habitants. Cependant, la zone centrale, située entre les villes de La Serena et Concepción, concentre 78 % de la population totale du pays, et Santiago et sa périphérie regroupe 40 % des Chiliens, soit six millions d’habitants. La densité moyenne (20 hab/km2) n’est donc pas représentative de l’occupation réelle du territoire. D’après le même recensement, entre 1992 et 2002, le rythme de croissance annuel moyen de la population a été de 1 %, un des plus bas en Amérique latine. Sur la même période, le taux de fécondité s’établit à 2,2 enfants par femme.
Malgré une baisse de la natalité, le Chili reste un pays relativement jeune : 34 % des Chiliens ont moins de 20 ans, et 15 % ont plus de 55. Toutefois, tout comme les pays développés, la population du Chili a tendance à vieillir rapidement : la couche la plus jeune de la population a diminué, tandis que la plus âgée va en augmentant, en partie grâce à une espérance de vie à la naissance plus longue : 77 ans (80 pour les femmes et 74 pour les hommes). En moyenne, la famille chilienne est composée de 3,6 personnes.

##### Principales aires métropolitaines
| Dénomination | Dénomination   | Région           | Habitants | Superficie | Densité |
| ------------ | -------------- | ---------------- | --------- | ---------- | ------- |
| 1            | Grand Santiago | R. Metropolitana | 6 061 185 | 867,75 km2 | 6255,9  |
| 2            | Valparaíso     | V Región         | 803 683   | 229,98 km2 | 3494,6  |
| 3            | Concepción     | VIII Región      | 666 381   | 221,15 km2 | 3013,3  |
| 4            | La Serena      | IV Región        | 302 131   | 107,41 km2 | 2758,2  |
| 5            | Antofagasta    | II Región        | 285 255   | 43,54 km2  | 6551,6  |
| 6            | Temuco         | IX Región        | 266 225   | 53,23 km2  | 4901,0  |

80 % de la population chilienne vit dans la zone centrale du pays. Cet espace s’étend sur plus de mille kilomètres et va de La Serena à Concepción. Les climats de cette zone vont du climat semi-aride (à La Serena) au climat méditerranéen à influence océanique (Concepción). Grosso modo ce lieu correspond au climat méditerranéen de l’hémisphère sud.

#### Classes sociales

Vitacura, quartier aisé de Santiago.

Depuis la fondation du pays, la population du Chili est divisée en classes sociales de divers degrés. Depuis le milieu du XXe siècle, le pays est constitué principalement par la classe moyenne. Cependant, le niveau de vie de cette classe moyenne ne correspond pas aux ouvriers moyens de l’Amérique latine, entre autres par le PIB national assez élevé et l’accès aisé au système de crédit. Malgré de bons indicateurs économiques et la baisse sensible de la pauvreté, passant de 39 % de la population en 1990 à 19 % en 2003, le pays présente un grave défaut: l’inégalité de répartition des richesses. Ceci a pour effet de créer une brèche sociale nette entre riches et pauvres.
Depuis Augusto Pinochet, les Chiliens sont obligés de placer 10 % de leurs salaires en vue de leur retraite sur des comptes gérés par six entités privées, les Administrations des fonds de pension (AFP). Celles-ci placent le tiers des cotisations en Bourse ou dans de grandes entreprises, sous forme d’investissements à très bas taux d’intérêt. Seulement 40 % des cotisations sont redistribués sous forme de retraites dont les montants sont déterminés par la fluctuation des marchés. Unique au monde, ce système rapporte d’énormes bénéfices aux AFP. Pourtant, selon une consultation organisée par les syndicats, une large majorité rejette ce système. En 2017, plus de 90 % des retraites sont inférieures à 233 dollars mensuels. Un tiers des Chiliens sont aussi lourdement endettés. Selon des informations sur le développement humain de l’ONU en 2005, le Chili possède un coefficient de Gini de 0,57, le situant à la 113e place sur 128 de la liste des pays par égalité de revenus. De nos jours, les 20 % des plus riches du pays gagnent 14,3 fois ce que reçoivent les 20 % des plus pauvres.

#### Égalité des sexes
Le Chili est en 2004 l'un des derniers pays à légaliser le divorce. En 2006, la social-démocrate Michelle Bachelet devient la première femme élue présidente de la république. Si elle ne fait pas progresser les revendications féministes durant son premier mandat, elle légalise partiellement l'avortement (en cas de viol ou de danger immédiat pour la vie de la mère) en 2017. En 2018, les partis de droite font adopter par le Parlement le concept d'objection de conscience institutionnelle (et non plus seulement individuelle), permettant aux cliniques privées de refuser de pratiquer l'avortement. En 2020, trois ans après sa légalisation partielle, le droit à l'avortement n'est pas garanti. Seuls 1 000 avortements légaux ont eu lieu cette année-là. Certaines cliniques privées refusent totalement de pratiquer des avortements. Une partie des femmes continue donc de pratiquer des avortements clandestins, en achetant des médicaments sur internet.
Le président Piñera met en place en 2019 « l'Agenda femme », un groupe de mesures législatives mêlant vision conservatrice (les femmes étant avant tout perçues comme des mères) et libéralisme économique. Il entend favoriser la parité dans les conseils d'administration des entreprises ou encore faciliter l'accès aux crèches pour les salariées ayant un contrat de travail stable (ce qui en restreint nettement la portée dans un pays où la précarité est répandue). Toujours en 2019, moins de la moitié des femmes ont accès à une activité rémunérée et 31 % travaillent sans contrat ni protection sociale ou de santé. Pour l'accès à la santé, les femmes s'exposent à des discriminations des assurances privées à cause des éventuelles grossesses.

#### Religion
| Religion                                           | Pourcentage |
| -------------------------------------------------- | ----------- |
| Catholicisme                                       | 64%         |
| Protestantisme                                     | 17%         |
| Sans religion                                      | 16%         |
| Autres                                             | 3%          |
| Religion au Chili:Source Pew Research Center 2014. |             |

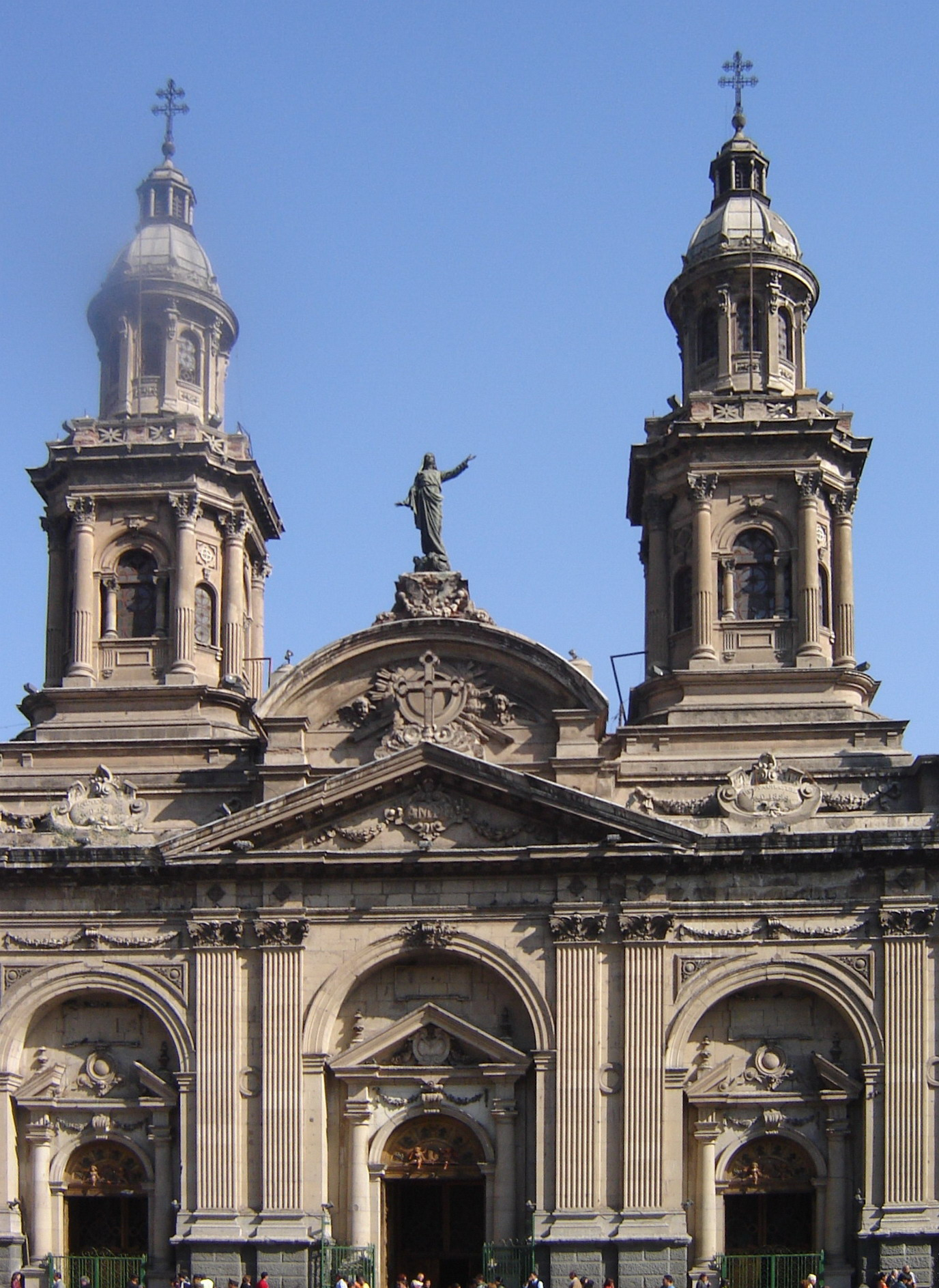
Cathédrale de l'Assomption de Santiago du Chili.

Sur le plan religieux, le dernier recensement de 2002 montre que 70 % des Chiliens se déclarent catholiques soit 7 853 428 personnes de plus de quatorze ans (dont moins de la moitié est pratiquante). Par rapport au recensement précédent en 1992, cela constitue une diminution de 10 % en dix ans. Des 30 % restant, la moitié sont protestants évangéliques (15 %), 1 % sont témoins de Jéhovah, 1 % sont mormons et 1 % (75 000) de confession juive. Les athées, agnostiques ou sans religion représentent 10 % du total.
Selon l’état civil, 46 % des Chiliens de plus de dix-huit ans sont mariés, soit 5 % de moins qu’en 1992. En revanche, les couples en concubinage sont passés de 5 % en 1992 à 9 % en 2002. Les Chiliens sont 34 % à être célibataires, 5 % divorcés. L’évolution de ces chiffres est à suivre, compte tenu de la nouvelle loi sur le divorce en vigueur depuis fin 2004.
L’Église catholique est séparée de l’État depuis 1925, année où le Président Arturo Alessandri et l’archevêque Crescente Errázuriz sont arrivés à un accord sur cette question aboutissant dans la constitution de 1925 à la fin de la fin du statut de religion d’État du catholicisme, qui existait depuis l’Indépendance du pays en 1818. Depuis 1925, la liberté de culte est aussi reconnue. Cependant, même si le catholicisme perd de l’importance ces dernières années, les prises de position de la société actuelle sur des sujets comme le divorce et l’avortement en 2004-2005 sont toujours celles d'une société fondée par celui-ci.
En 2010 et 2011, l’image de l’Église catholique est atteinte par une série de scandales d’agressions sexuelles et de viols qui ont impliqué environ quatre-vingts membres du clergé chilien. La confiance des Chiliens dans l’Église est passée de 61 % en 2010 à 38 % en 2011 après la médiatisation de ces affaires.

#### Système éducatif

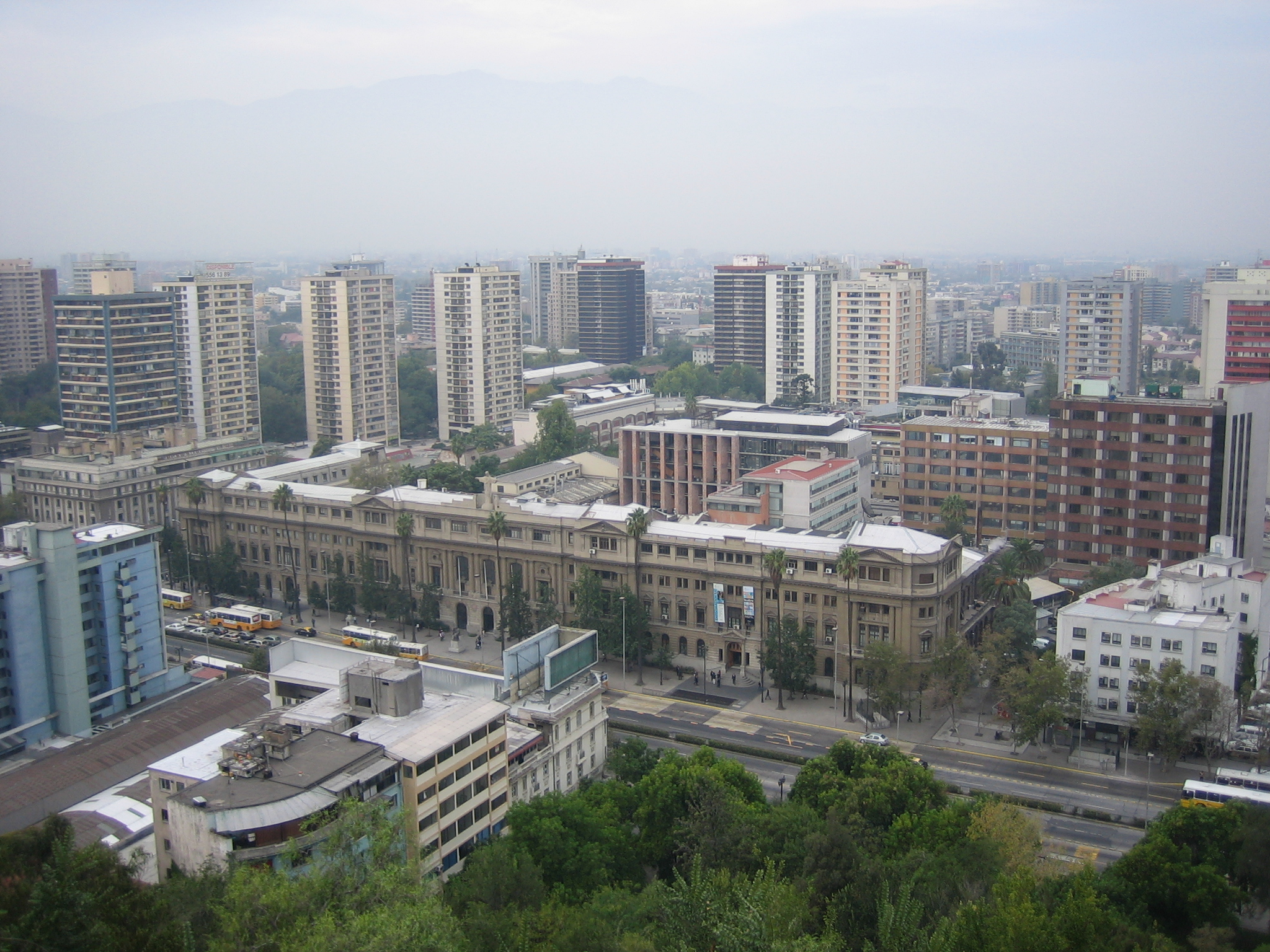
Vue aérienne de l'Université catholique à Santiago.

Le système éducatif au Chili se compose de quatre niveaux. Tout d’abord, il y a l’educación parvularia qui n'est pas obligatoire et qui s'occupe des enfants entre trois mois et six ans. L'équivalent français est la crèche et la maternelle. Elle se structure sur trois niveaux. Il y a d’abord la Sala cuna (crèche) pour les enfants de trois mois à deux ans. Vient ensuite le Nivel medio (petite section) pour les enfants de deux à quatre ans, puis enfin le Nivel Transición (grande section) pour les enfants de quatre à six ans. À ce dernier niveau, les enfants commencent à apprendre le calcul et la lecture. Il y a ensuite l’éducation obligatoire pour les enfants de six à dix-huit ans qui correspond à l'école primaire (Educación General Básica) et le secondaire (la Educación Media).
L'Educación General Básica existe pour les enfants ainsi que pour les adultes n'étant pas allés à l’école (de plus en plus rares). Tous les enfants qui fêtent leur sixième année avant le trente et un mars doivent intégrer le premier niveau (l'année scolaire commençant début mars et se terminant début décembre. Il y a deux semaines de vacances en juillet lors de l'hiver austral). Ce niveau se divise en deux cycles. Le premier cycle va de primero básico à cuarto básico (soit de six ans à dix ans). Le deuxième cycle va de quinto básico à octavo básico (soit de dix ans à quatorze ans).
Pour ce qui concerne les adultes, trois ans d'études sont nécessaires. Chaque année correspond à un niveau. Le premier niveau concerne le premier cycle de l'Educación básica. Le deuxième niveau correspond au quinto (cinquième soit le CM2 français) et sexto (sixième soit la sixième française) básico. Enfin, le dernier niveau comprend les séptimo (septième soit la cinquième française) et octavo (huitième soit la quatrième française) básico. Ensuite, il y a l'Educación media soit l'équivalent du lycée français. Elle comporte quatre niveaux et se divise en deux types de filières ; l’éducation générale et technique (EMHC) et l’éducation professionnelle (EMTP, équivalent du lycée professionnel français).
Dans l’EMHC, l’éducation est générale. Elle comprend l'espagnol, l'histoire, la géographie, les mathématiques, les sciences, l'EPS, une langue étrangère… Elle se compose de deux niveaux. Le premier comprend les primer et segundo medio. Le second cycle comprend les tercer et cuarto medio.
Dans la EMTP, les adolescents suivent des filières professionnelles dans les domaines industriel, agricole, maritime ou de services. À la fin de ces études, les jeunes peuvent aller directement travailler dans les domaines choisis.
Jadis, l'obligation scolaire concernait seulement le cycle basique de huit ans. Mais, depuis le 7 mai 2003, une réforme constitutionnelle, effectuée sous le gouvernement du président Ricardo Lagos, a rendu l'éducation secondaire gratuite et obligatoire pour tous les Chiliens jusqu'à l'âge de dix-huit ans. L'État garantit donc l’obligation scolaire durant douze ans. Le Chili est le premier pays d'Amérique latine à avoir atteint cette obligation de durée pour la scolarité.
L’enseignement supérieur se distingue par trois types d'établissements, créés par la réforme de 1981 :
- les Centros de Formación Técnica (CFT), d'une durée de deux ans au bout duquel les élèves obtiennent le titre de technicien de niveau supérieur ;
- les Institutos Profesionales (IP), où l'on obtient le titre de technicien supérieur et des titres professionnels dans les domaines qui ne requièrent pas le titre de licencié ;
- les Universités qui donnent accès à tous les domaines professionnels et grades académiques de licencié, master et de doctorant. Les étudiants qui sont en première année à l'université sont appelés des mechones et subissent un bizutage en début d'année ;
- les Instituciones de educación superior de las Fuerza Armadas y de Orden cette dernière, nouvellement créée, donne accès à des titres et grades académiques.

Le système actuel est hérité de la dictature et représente un investissement majeur pour les étudiants et leurs parents : 7 000 dollars par année universitaire.

### Santé
Deux systèmes de santé coexistent depuis 1981 : les Isapre, les instituts de santé prévisionnels (privés), auxquels 18 % des Chiliens peuvent accéder (outre leurs couts, les mutuelles privées peuvent discriminer et refuser des patients en raison de leur âge, de leur sexe, ou parce qu'ils ont des maladies chroniques), et l'institution publique Fonasa, dont 70 % des Chiliens dépendent. Plus de 500 000 personnes ne disposent d'aucune couverture médicale.
Le Chili arrive régulièrement en tête des classements d'obésité et de surpoids en Amérique latine. En 2016, plus de 60 % de la population est en surpoids.

### Culture

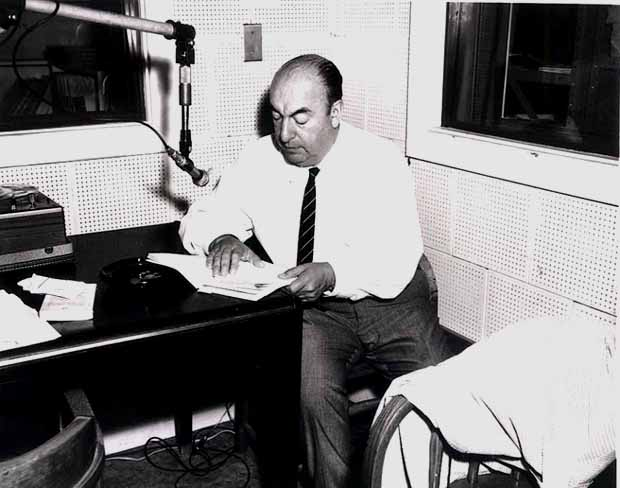
L'écrivain Pablo Neruda en 1966.

Le Chili est le « pays des poètes » selon la tradition populaire. Cela découle de la place tenue, dans son histoire, par des écrivains produisant des œuvres lyriques. Des artistes chiliens comme Nicanor Parra (connu pour son anti-poésie), Vicente Huidobro, Jorge Teillier, Enrique Lihn, Gonzalo Rojas, Cristián Berríos, Gabriela Mistral (la nostalgique), et Pablo Neruda (l’engagé) montrent la place tenue par la poésie. Deux Chiliens se sont vu décerner le prix Nobel de littérature : Gabriela Mistral en 1945 et Pablo Neruda en 1971.

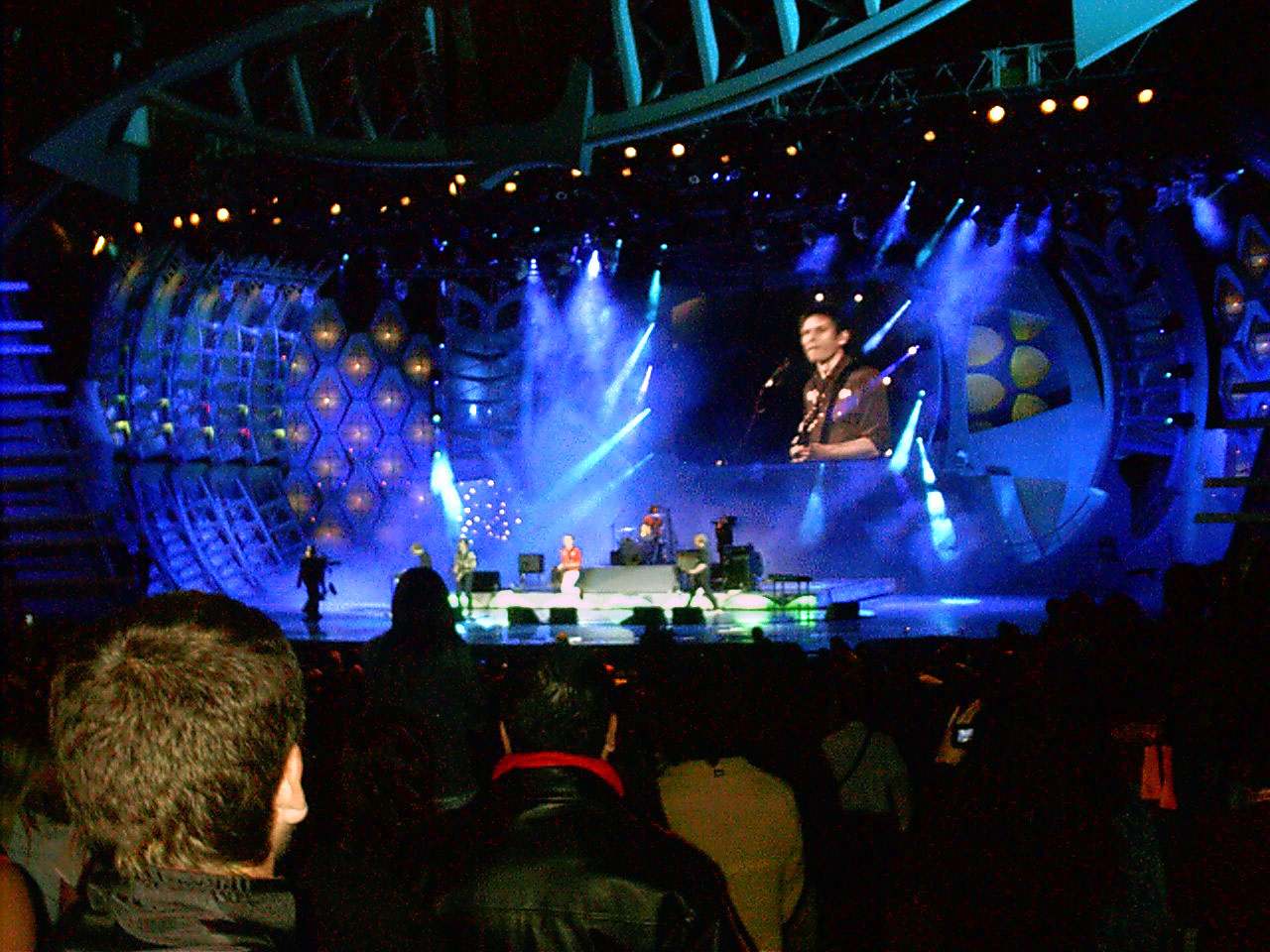
Festival de Viña del Mar Chili.

Dans le domaine de la prose, ce sont des auteurs comme Francisco Coloane, Manuel Rojas, Luis Sepúlveda, Alberto Blest Gana, Isabel Allende, Jorge Edwards, José Donoso, Roberto Bolaño qui se démarquent. Il ne faut pas oublier Marcela Paz, connue par son personnage caractéristique Papelucho. Mais c’est Pepo, dessinateur de bandes dessinées, qui à travers Condorito, a créé le personnage imaginaire le plus connu du pays.
Dans le domaine du cinéma sont apparus des réalisateurs comme Raoul Ruiz, Alejandro Jodorowsky, Andrés Wood, Pablo Larraín ainsi que des acteurs comme Daniel Emilfork ou Pedro Pascal et l'actrice et chanteuse Cote de Pablo.
La musique folklorique s’inspire à la fois des mélodies amérindiennes et de celles venues d’Espagne. La cueca, danse traditionnelle chilienne, en est un bon exemple; chaque région en a sa propre version. Durant les années 1970, la musique folklorique connaît un nouvel engouement grâce au mouvement de la Nueva Canción Chilena dont les artistes composent sur des thèmes inspirés à la fois des airs traditionnels du pays et de leurs propres recherches. Víctor Jara, Violeta Parra, Los Jaivas, Inti-Illimani, Quilapayún, Illapu sont des artistes représentatifs de ce mouvement. La chanteuse, et inlassable chercheuse dans le domaine du folklore musical chilien, Margot Loyola est une autre artiste importante de la musique folklorique et populaire du Chili contemporain. Depuis les années 1970, sont apparus des artistes pop rock, inspirés par la culture nord-américaine, comme Los Prisioneros, Lucybell, Los Mox. Généralement le pop-rock chilien se différencie de celui des autres pays latino-américains par le ton mélancolique de ses chansons et des textes tristes et pessimistes.
Dans le domaine de la peinture, le Chili est représenté par le peintre surréaliste Roberto Matta.

#### Identité et tradition
Malgré l'homogénéité ethnique du pays, les expressions culturelles varient notablement d'une région à l'autre.
Le Nord se caractérise par l'influence des cultures des peuples amérindiens andins et des Conquistadors ainsi que de la religion catholique (des fêtes comme la Fiesta de La Tirana).
La zone centrale est caractérisée par ses traditions rurales. On considère que ces régions du pays, qui rassemblent la majeure partie de la population, sont la source de l'identité culturelle des Chiliens. Des fêtes importantes comme celles de l'Indépendance qui ont lieu le 18 septembre montrent le fort patriotisme des Chiliens.

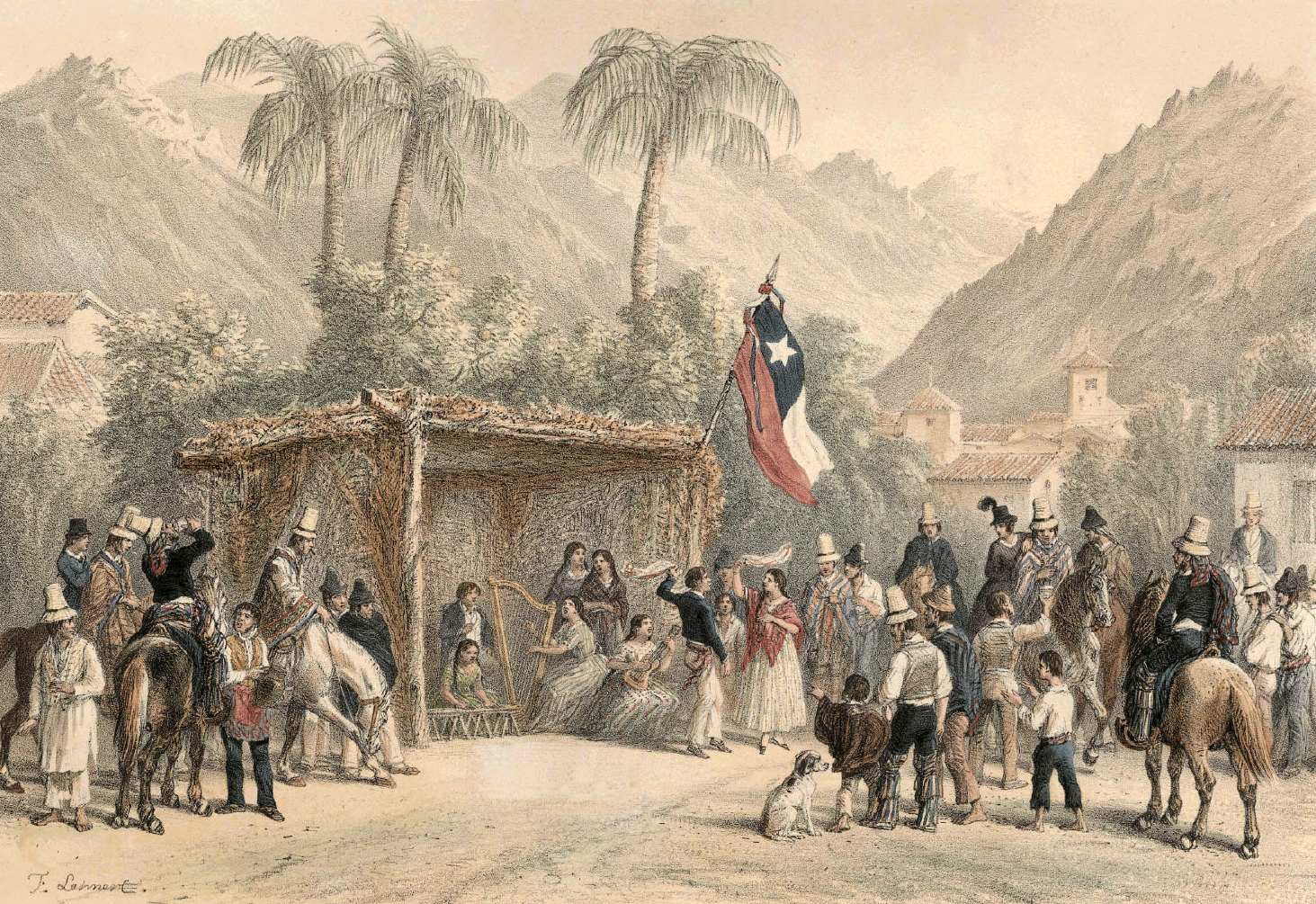
Claude Gay, Una Chingana, 1854.

La culture mapuche prédomine dans la région de l'Araucanie. Temuco concentre près du quart des Mapuches du pays soit environ 150 000 personnes. Dans des villes comme Valdivia, Osorno, Puerto Varas et Llanquihue, des influences allemandes se font sentir (des colons s'y sont installés vers la seconde moitié du XIXe siècle pour peupler la région à la suite de l'appel du gouvernement). L'île de Chiloé (située au sud de Puerto Montt) possède une culture riche qui a sa propre mythologie. Les régions de l'extrême sud sont influencées par des cultures slaves, en particulier croate (40 % des habitants de Punta Arenas descendent de colons yougoslaves). L'île de Pâques possède une culture spécifique qui est quant à elle d'origine polynésienne. Cependant, depuis les cinquante dernières années, ces cultures disparaissent progressivement et la culture occidentale ou américaine prédomine en ville.

#### Emblèmes nationaux du Chili

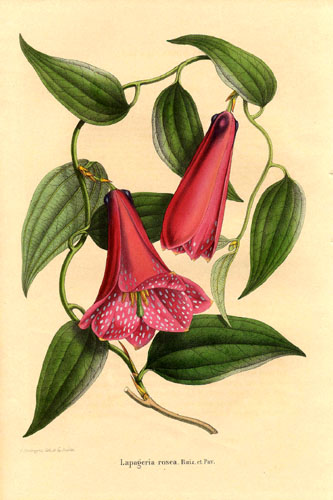
Fleur de Copihue, fleur nationale du pays.

La fleur emblème nationale est le copihue (Lapageria rosea), que l’on trouve dans les forêts du Sud du pays.
Les armes du pays représentent les deux animaux nationaux : le condor (un très grand oiseau vivant dans les montagnes de la famille des vautours) et le Huemul (un daim à la toison blanche, espèce en voie de disparition). Il porte en légende la devise du pays : Por la razón o la fuerza.
Le drapeau chilien naît lors du processus d’indépendance du Chili, il a été montré pour la première fois au public le 12 février 1818, durant la proclamation d’indépendance.

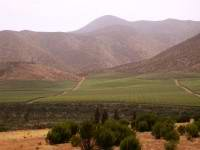
Vallée de l'Elqui dans la Région de Coquimbo, lieu où l’on fabrique le pisco.

Le drapeau chilien a été élaboré par le ministre José Ignacio Zenteno durant le gouvernement de Bernardo O’Higgins et a été dessiné par le militaire espagnol Antonio Arcos. Ses couleurs représentent, respectivement : le sang versé par les patriotes durant la guerre d’indépendance (rouge), le ciel chilien généralement clair (bleu) et les sommets enneigés de la Cordillère des Andes visible sur tout le pays (blanc). L’étoile à cinq pointes représente les pouvoirs de l’État qui veille au maintien de la patrie et le fond bleu situé à l’arrière-plan de l’étoile mesure exactement un tiers de la taille de la partie rouge du drapeau.
Le premier hymne national fut écrit en 1819 par Manuel Robles sur des paroles du poète Bernardo de Vera y Pintado, à la suite de la déclaration d'indépendance. En 1846, sous le gouvernement de Manuel Bulnes et étant terminée la guerre de l'indépendance, les Espagnols résidents au Chili considérèrent certaines strophes comme injurieuses et hostiles envers l'Espagne. Les modifications respectives ont été faites par Eusebio Lillo (es) et validées par Andrés Bello, et cette version, utilisée actuellement, fut finie en 1847.
L'hymne national du Chili est composé du refrain et 6 strophes, mais officiellement sont interprétés seulement le refrain et la cinquième strophe.

« Puro Chile, es tu cielo azulado,

puras brisas te cruzan también,

y tu campo de flores bordado

es la copia feliz del Edén

Majestuosa es la blanca montaña

que te dio por baluarte el Señor, (bis)

y ese mar que tranquilo te baña

te promete futuro esplendor. (bis 2 derniers vers)
Coro (refrain) :

Dulce Patria, recibe los votos

con que Chile en tus aras juró :

Que o la tumba serás de los libres,

o el asilo contra la opresión. »

(bis deux derniers vers trois fois, bis dernier vers deux fois)

#### Jours fériés
| Date                         | Nom français                                | Nom local                        | Remarques                                                              |
| ---------------------------- | ------------------------------------------- | -------------------------------- | ---------------------------------------------------------------------- |
| 1er janvier                  | Nouvel An                                   | Año nuevo                        |                                                                        |
| mars ou avril                | Semaine sainte (Pâques)                     | Semana Santa                     |                                                                        |
| 1er mai                      | Fête du Travail                             | Día del Trabajo                  |                                                                        |
| 21 mai                       | Jour de la marine                           | Día de las fuerzas navales       |                                                                        |
| 29 juin                      | Saint Pierre et Saint Paul                  | San Pedro y San Pablo            |                                                                        |
| 16 juillet                   | Vierge du Carmen (Sainte Patronne du Chili) | Virgen del Carmen                |                                                                        |
| 15 août                      | Assomption                                  | Asunción de La Virgen            |                                                                        |
| 18 septembre                 | Fêtes de la Patrie                          | Fiestas Patrias                  |                                                                        |
| 19 septembre                 | Jour des gloires de l’armée                 | Día del las glorias del ejército |                                                                        |
| 17 septembre ou 20 septembre | Férié Légal                                 | Día « sandwich » feriado         | S'ils tombent un lundi ou un vendredi respectivement, ils sont fériés. |
| 12 octobre                   | Découverte et exploration de l'Amérique     | Día de la Raza                   |                                                                        |
| 1er novembre                 | Toussaint                                   | Día de Todos los Santos          |                                                                        |
| 8 décembre                   | Immaculée Conception                        | Día de la Inmaculada Concepción  |                                                                        |
| 25 décembre                  | Noël                                        | Navidad                          |                                                                        |

#### Gastronomie
La gastronomie chilienne est issue d’un mélange entre gastronomie espagnole et locale. Les principaux ingrédients de la cuisine traditionnelle chilienne sont des produits caractéristiques de la région : principalement la pomme de terre, la tomate, le maïs, la viande de bœuf ainsi que le haricot dans la zone australe du pays. Il faut aussi ajouter l’importance du poisson et des fruits de la mer pour tout le pays.

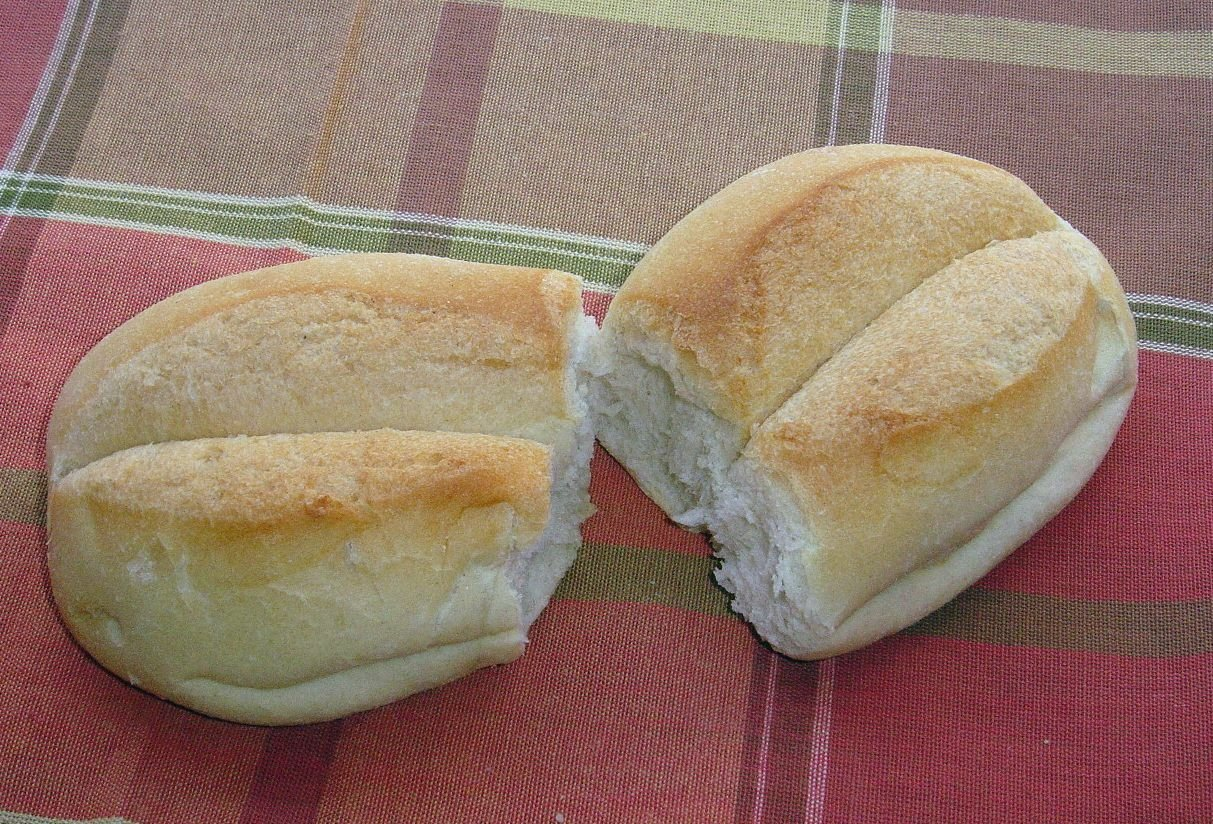
Part de marraquetas.

Les plats traditionnels sont la cazuela, l’asado (grillades), les humitas, le pastel de choclo et les empanadas. Des desserts comme le manjar, connu également sous le nom de « dulce de leche » en Argentine, les alfajores, les sopaipillas et le mote con huesillo sont des grands classiques du pays. On retrouve également au Chili patagon le fameux maté exporté dans tout le Chili. Le miel de palmier est également réputé dans le pays qui exploite de nombreuses palmeraies de cocotiers du Chili.
Le vin chilien, issu de cépages français, possède une longue histoire. Des cépages comme le Carménère, le Carbernet-sauvignon et le merlot mûrissent souvent dans de meilleures conditions qu’en France grâce à un climat bien adapté à la vigne caractérisé en journée par la chaleur et la nuit par la fraîcheur qui descend de la Cordillère.
Les Chiliens ont pour coutume de prendre une collation en fin d'après-midi appelée once. Il s'agit généralement d'un sandwich, garni de charcuterie, d'avocat ou encore de pebre, sauce à base de tomates, oignons, piment et coriandre, le tout découpé finement. Le terme once vient à l'origine du mot « aguardiente » (onze lettres) que les soldats désignaient par once.

#### Sport

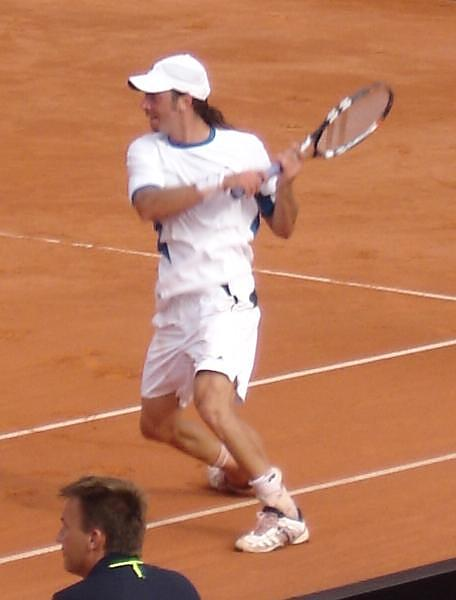
Nicolás Massú double médaillé d’or aux Jeux olympiques d'été d'Athènes de 2004 en tennis.

Le sport chilien possède une longue histoire. En effet, les Mapuches jouaient déjà au Xe siècle à un sport ancêtre du hockey sur glace, la chueca. Dans les zones paysannes, le rodéo est le principal sport pratiqué et, depuis 1962, il est considéré comme « sport national ».
En 1896, Luis Subercaseaux participe aux premiers Jeux olympiques de l’ère moderne. Il est un des premiers Sud-Américains à y participer. Cependant il faudra attendre les Jeux olympiques d’Athènes en 2004 pour décrocher la première médaille d’or, obtenue par les joueurs de tennis Nicolas Massu et Fernando Gonzalez. Malgré la présence de grandes pistes de ski comme Portillo ou Valle Nevado, le pays n’a jamais obtenu de médaille aux Jeux olympiques d’hiver.
Vers la fin du XIXe siècle, des immigrants britanniques importent le football, sport qui se pratiquera rapidement par la population et deviendra le sport le plus pratiqué du pays depuis 1933 (année de la fondation de la liga chilienne). Le Chili accueille la Coupe du monde de football 1962, où la Selección nacional de fútbol termine à la troisième place. Malgré cela, le football chilien n’a jamais réussi à obtenir de bons palmarès à l’étranger (il y a tout de même quatre participations notables dans les coupe du monde de football de 1930, 1998, 2010, 2014 et une médaille de bronze aux Jeux olympiques d'été de 2000). Le Chili est double vainqueur de la Copa América en 2015 et 2016. Le club de Colo-Colo, en 1991, a remporté la Copa Libertadores. Certains joueurs chiliens acquièrent tout de même une réputation internationale comme Marcelo Salas et Ivan Zamorano, enfants chéris de la patrie, sans oublier Alexis Sánchez et Matias Fernandez. La dernière participation du Chili à une Coupe du Monde de football remonte à 2014, où la Roja avait été éliminée en huitièmes de finale par le Brésil aux tirs au but. Le Chili avait déjà été éliminé par le même adversaire et au même stade de la compétition en 1998, et en 2010.
Le tennis s’est popularisé ces dernières années et est en train de devenir le sport le plus populaire du pays. En 1976, le Chili a été le premier pays latino-américain à jouer la finale de la Coupe Davis. En 1998, Marcelo Ríos est le premier hispano-américain à arriver premier du classement de l’ATP. À cette occasion, il a été invité par le président chilien. Plus tard, Fernando González et Nicolás Massú donnent non seulement les deux premières médailles d’or au pays, mais gagnent aussi le bichampionnat de la Coupe du Monde par équipes en 2003 et 2004.
En sports mécaniques, le Chili a connu plusieurs grands pilotes, dont Juan Zanelli, champion en Championnat d'Europe de la montagne 1931 et double vainqueur du Grand Prix Bugatti, ainsi que Carlo de Gavardo, champion du monde des rallyes-raids. Le pays accueille aussi des compétitions internationales, avec le rallye Dakar disputé en Amérique du Sud depuis son départ d'Afrique, et avec le rallye du Chili, manche du championnat du monde des rallyes créée en 2019.
Le basket-ball est très populaire dans les universités du Sud du pays. Le Chili a obtenu de bons résultats dans le championnat en 2002 et 2005. Le Chili a été le vainqueur du Championnat du monde de polo 2008 et 2015. Mais le sport le plus populaire reste le football, suivi par une majorité de Chiliens, avec un engouement exceptionnel lors de leurs deux titres en Copa América. Chaque victoire de La Roja est fêtée dignement par la population.
Le volantin est pour beaucoup de Chiliens, un sport très populaire en particulier dans les quartiers défavorisés car il ne nécessite pas de gros moyens et il procure beaucoup d'amusement. Il existe des jeux plus sportifs, sous forme de compétitions, qui réalisent des combats aériens. Le volantin de compétition est dans ce cas muni d'un fil enduit de poudre de verre pour le rendre plus coupant, comme le Rokkaku japonais. Il est interdit, en raison des accidents causés par ses fils abrasifs. Tracté par une simple ficelle, ce cerf-volant reste un plaisir quand il évolue dans le ciel.

### Criminalité
Le Chili est une plaque tournante importante pour le trafic de drogue. L’Office des Nations unies contre la drogue et le crime (ONUDC) souligne dans son rapport que le trafic par la voie maritime depuis les ports du Chili est en constante augmentation, ce qui fait du pays, « avec le Brésil et la Colombie, l’un des principaux pays de sortie de la cocaïne saisie à Valencia et Algésiras, en Espagne, importantes voies d’entrée de ces stupéfiants en Europe ».
Le nombre d'homicides a augmenté d’environ 65 % entre 2010 et 2022. Ils s’établissent à 4,7 pour 100 000 habitants en 2022. L’Observatoire du narcotrafic souligne que « la criminalité organisée profite des fragilités institutionnelles et des fractures sociales » pour renforcer « ses activités dans des espaces non réglementés et développer des entreprises illégales ». 
En 2025, le taux d'homicides grimpe à 6,7 pour 100.000 habitants, ce qui constitue une hausse de 170 % en dix ans. Cette hausse s'explique en partie par l'expansion du crime organisé, face auquel les autorités ont mis du temps à réagir.

## Forces armées

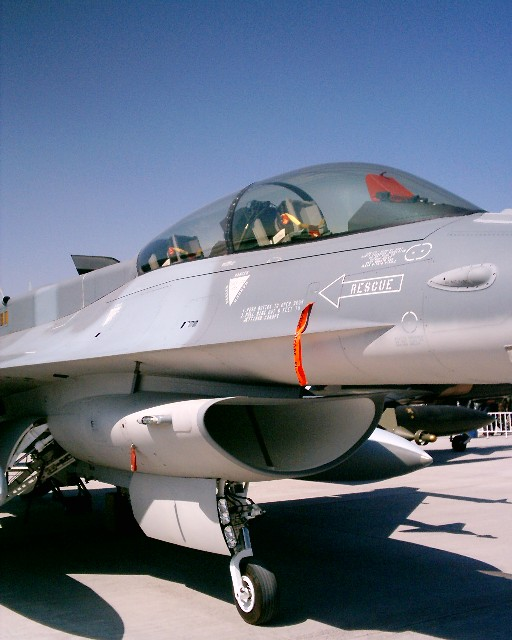
Avion F-16 de la Force aérienne chilienne.

L’armée du pays est divisée en trois branches armées qui constituent les Forces armées chiliennes : l’Armée de terre chilienne (l’armée de terre, fondée en 1810 qui compte 250 000 soldats en 2005), l’Armada (la marine, fondée en 1818, 19 398 soldats en 2005), et la Force aérienne chilienne (l’armée de l’air, fondée en 1930, 18 000 soldats en 2005). Cette dernière possède divers aéroports militaires à Iquique, Antofagasta, Santiago, Puerto Montt, et Punta Arenas. Elle a aussi une base aéroportuaire sur l’île du Roi-George, en Antarctique et sur l’île de Pâques. Elle possède 10 avions F-16 en 2006, auxquels s’ajoutent 28 F-16 de seconde main venant de la Force Aérienne Royale néerlandaise.
La fonction des institutions citées ci-dessus consiste à protéger le pays et les intérêts du pays à l’étranger. À ces unités militaires régulières s’ajoutent les Fuerzas de Orden y Seguridad Pública composées par les corps des Carabineros (Police militarisée équivalent aux gendarmes français) (fondée en 1927) et la Policía de Investigaciones (police civile) (créée en 1933), qui constituent la force civile et sont chargées de faire respecter la loi, garantir l’ordre et la sécurité publique à l’intérieur du pays. De plus, il existe un corps de Gendarmería (créé en 1929), chargé de garder les prisons et autres centres pénitentiaires.
Les Fuerzas Armadas y Carabineros dépendent administrativement du ministère de la Défense nationale du Chili et les Fuerzas de Orden y Seguridad du ministère chargé de la sécurité publique, actuellement le ministère de l’Intérieur du Chili, alors que le corps de Gendarmerie dépend administrativement du ministère de la Justice du Chili. Le président de la République exerce la fonction de chef suprême des Fuerzas Armada uniquement en cas de guerre.
Même si le pays n’a pas connu d’affrontement militaire important depuis la guerre du Pacifique, le Chili consacre une partie importante de son PIB (3,8 %) pour équiper l’armée. On estime que plus 3 240 millions de dollars américains sont utilisés par an. Ce coût important est financé à hauteur de 10 % par les bénéfices de l’entreprise Codelco (entreprise d’extraction et d’exportation du cuivre du pays). Le niveau élevé des dépenses militaires s’explique par le fait que le contingent militaire doit se déployer dans toute la longueur du pays (plus de 4 200 kilomètres), et parce que des capitaux sont épargnés en prévision de la retraite des anciens soldats. Les Carabineros sont un corps appartenant à l’armée du pays. Ces derniers utilisent 54 % des revenus de l’armée. Depuis plusieurs années, on parle de la suspension du service militaire aux hommes de 18 ans et plus. Depuis 2006, cette question est principalement réglée car l’inscription au service militaire est automatique. Au cas où les effectifs ne sont pas atteints, des personnes seront désignées au tirage au sort.
Durant le régime de Pinochet, les Forces armées chiliennes ont eu un rôle important dans la vie civile. Dans les dernières années, le commandant en Chef de l’Ejercito (l’Armée), Juan Emilio Cheyre, met en place la professionnalisation de l’armée, la présidence politique de l’armée, sa qualité de corps neutre (non belligérant), et l’acceptation du pouvoir civil démocratiquement construit. Une des étapes importantes a été la reconnaissance des responsabilités institutionnelles de l’armée dans la violation des Droits de l’Homme durant la dictature. Ce geste est bien accueilli dans le gouvernement et la population. Le 9 mars 2006, le Général Óscar Izurieta Ferrer devient le Commandant en Chef de l’armée.
De nos jours, le Chili possède divers corps militaires (des casques bleus) aidant aux missions de paix des Nations unies, à Chypre, Bosnie-Herzégovine, Kosovo et Haïti (les missions MINUSTAH).

### Ordres et décorations
- Ordre du Mérite
- Ordre de Bernardo O'Higgins
- Ordre du Mérite Militaire